# Mistrovství České republiky v orientačním běhu 2023
31. ročník Mistrovství České republiky v orientačním běhu 2023 proběhne nově s pěti individuálními a třemi týmovými disciplínami. Novinkou je knock-out sprint, který se po vzoru soutěží mistrovství světa zavádí i na českých mistrovstvích. Navíc se pro rok 2023 mění ustálené termíny některých závodů z důvodu mezinárodních závodů a ochrany přírody.

## Mistrovství ČR v nočním OB

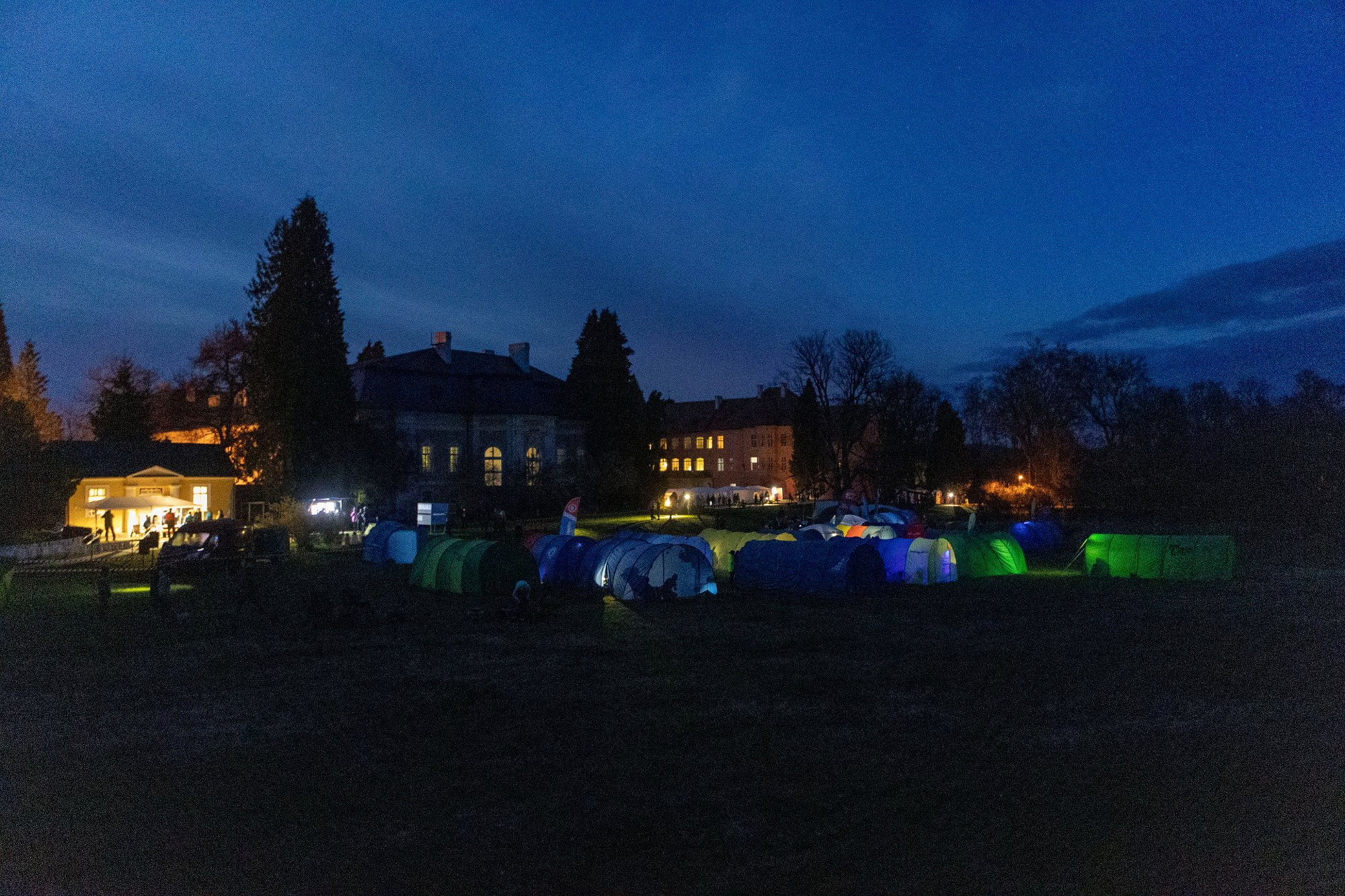
Centrum závodu
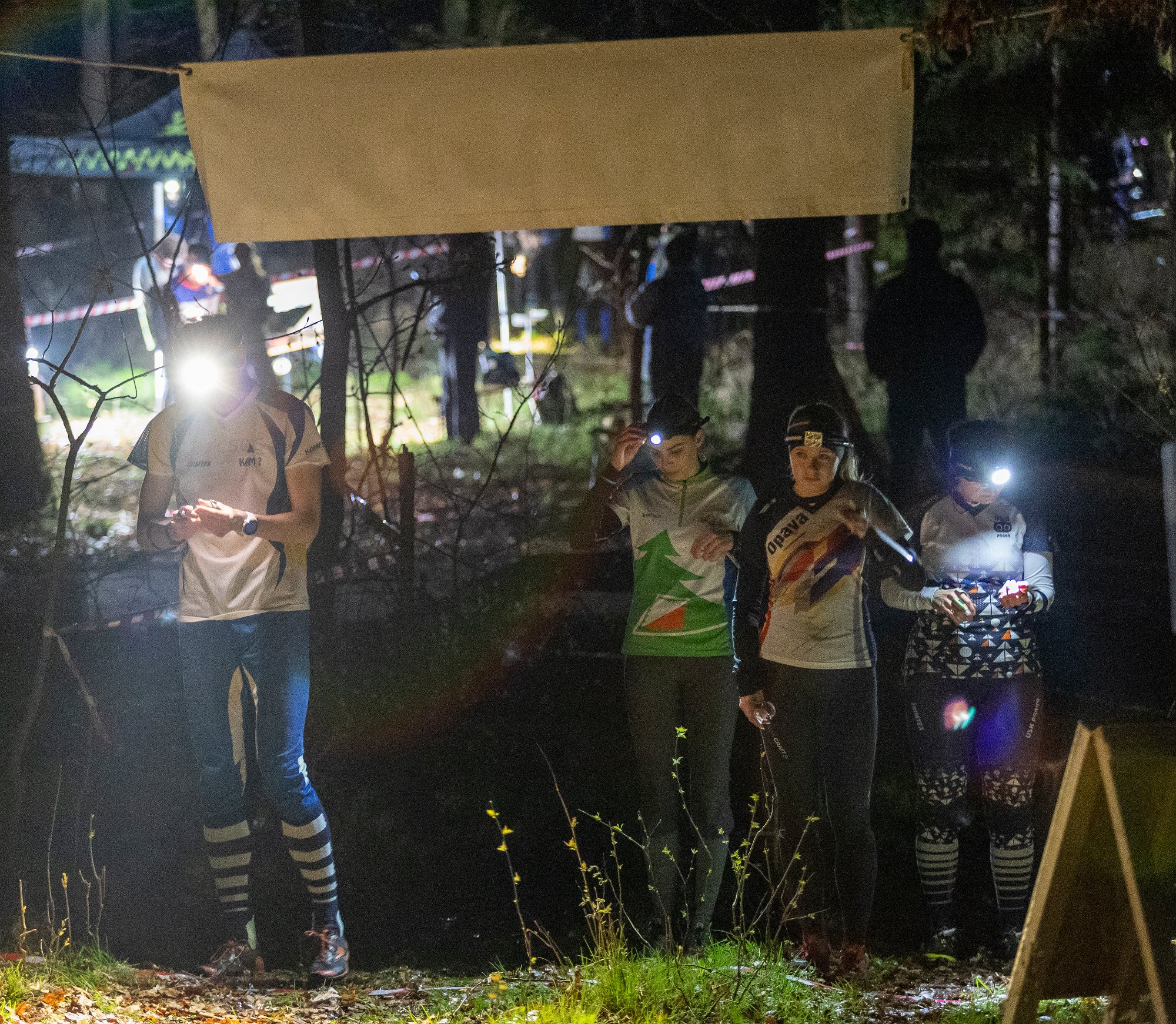
Atmosféra na startu
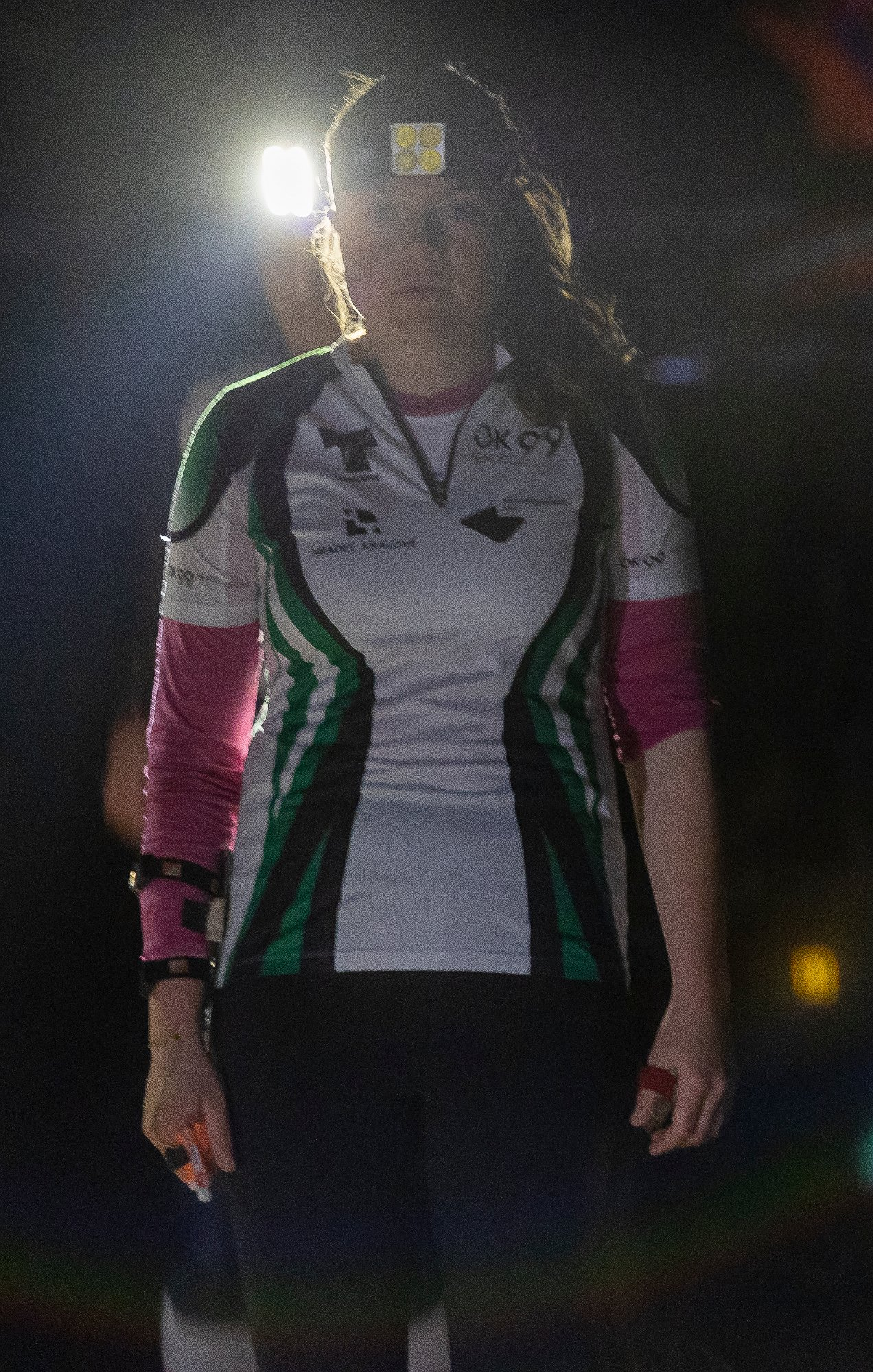
B. Chaloupská na startu
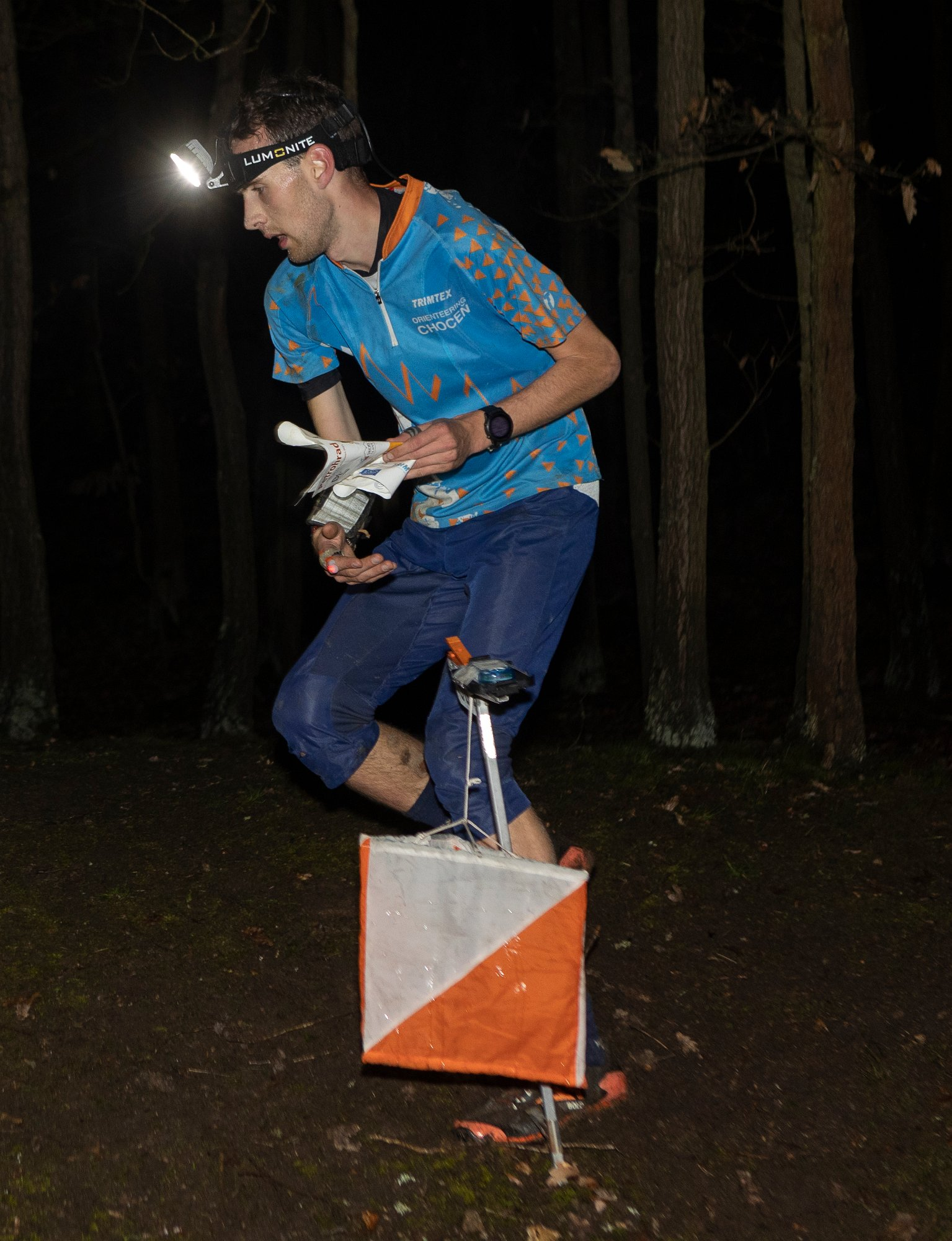
Vítěz Tomáš Křivda
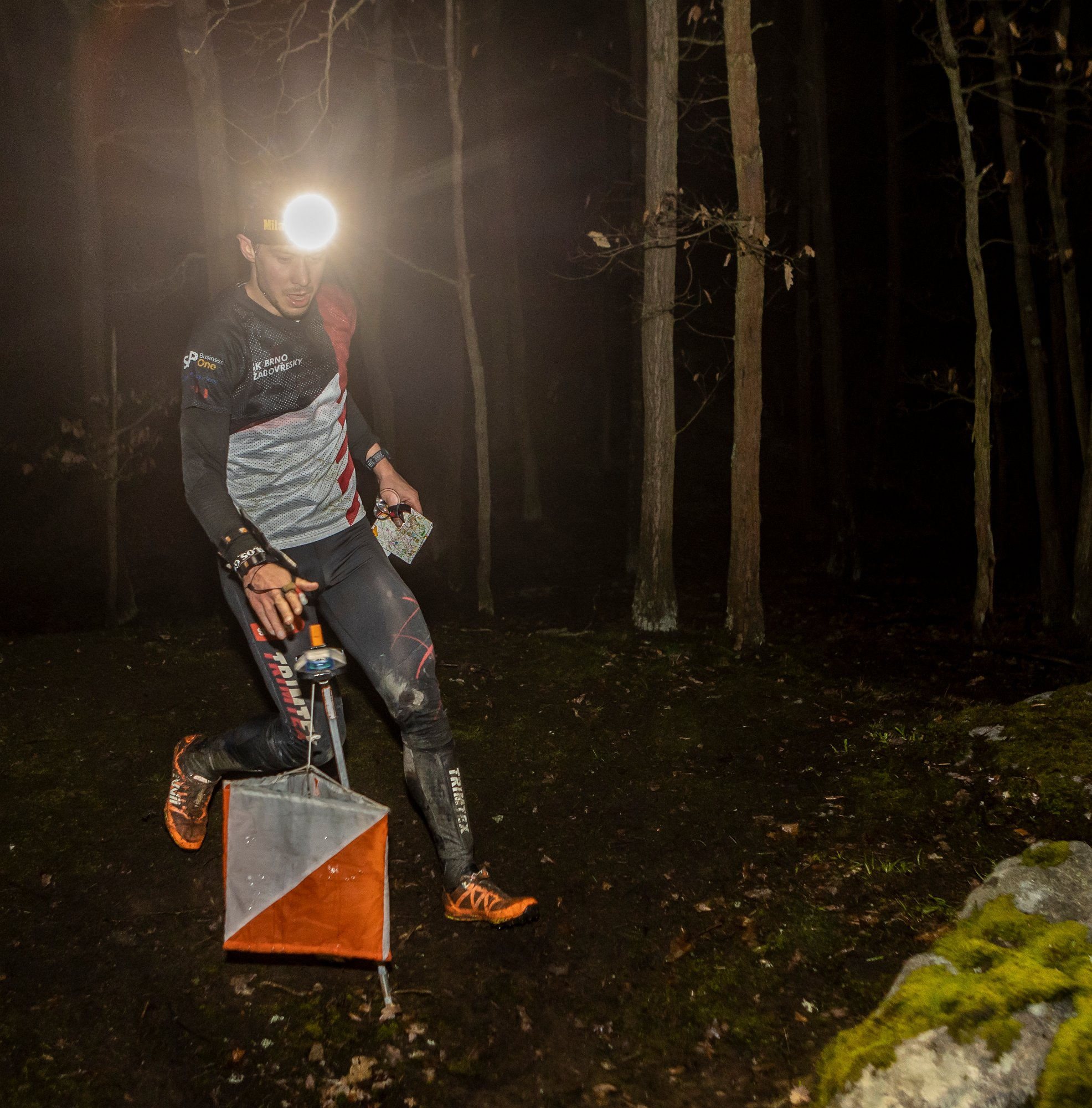
Miloš Nykodým (2. místo)
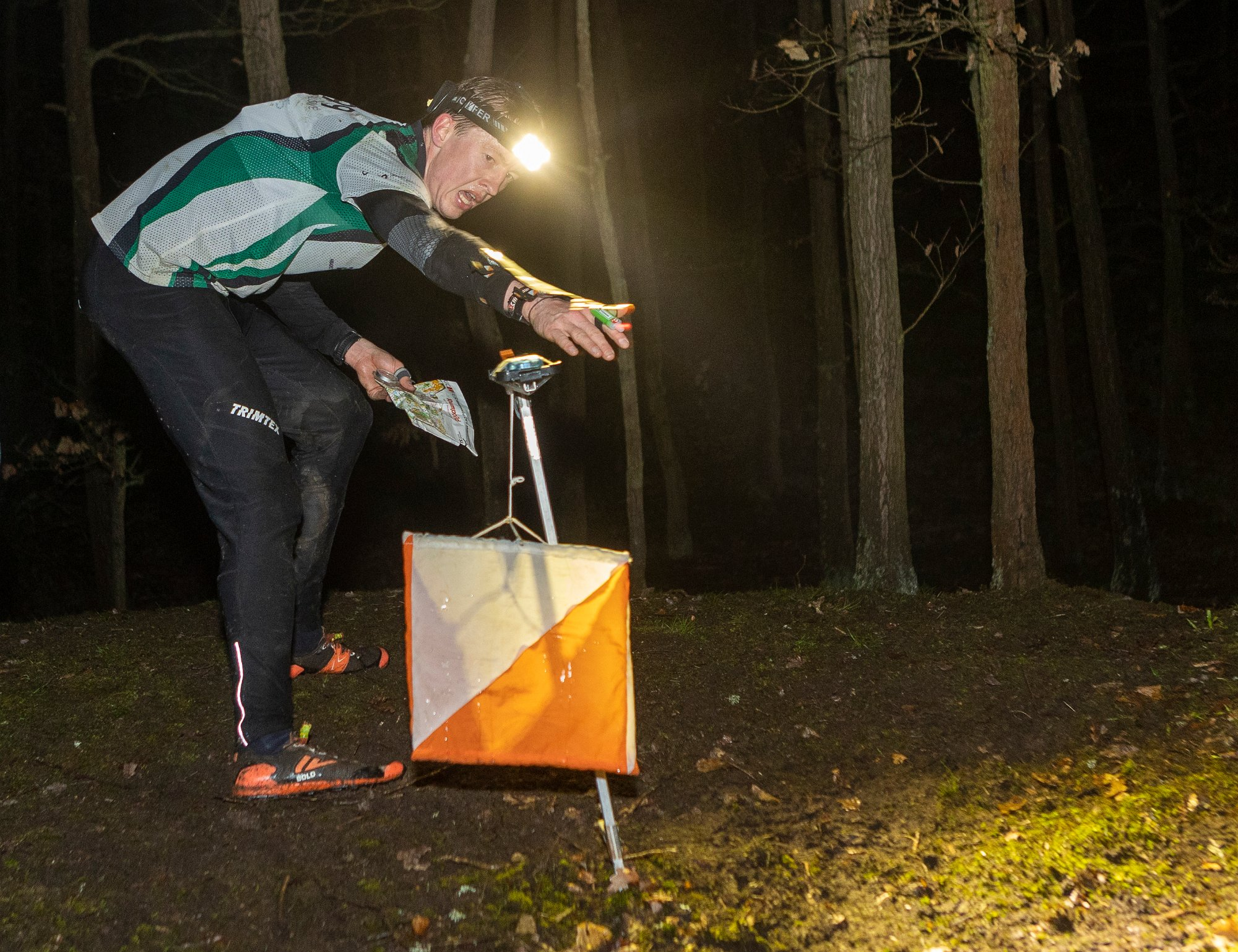
Daniel Vandas (3. místo)
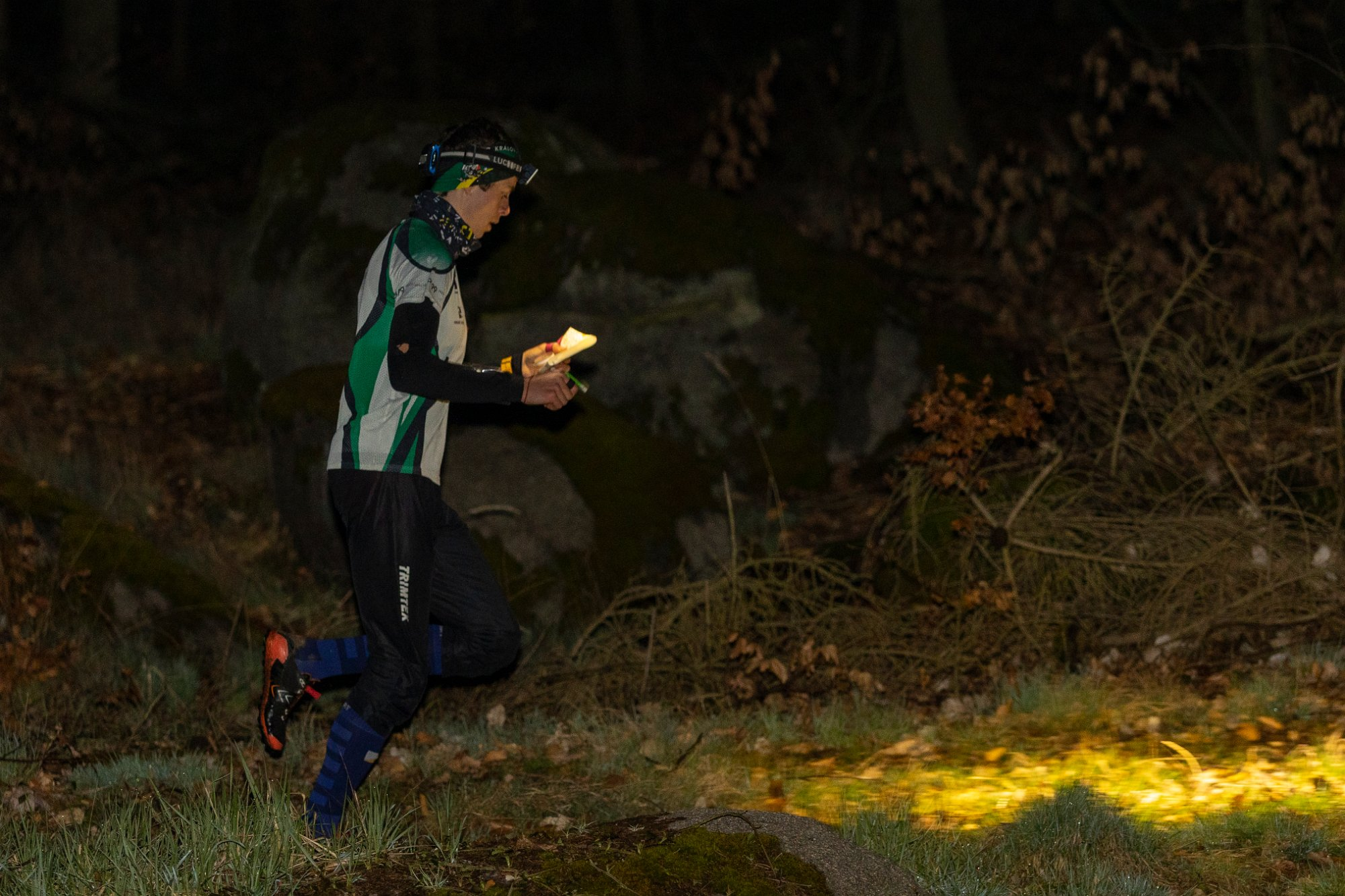
Vítěz juniorů J. Chaloupský
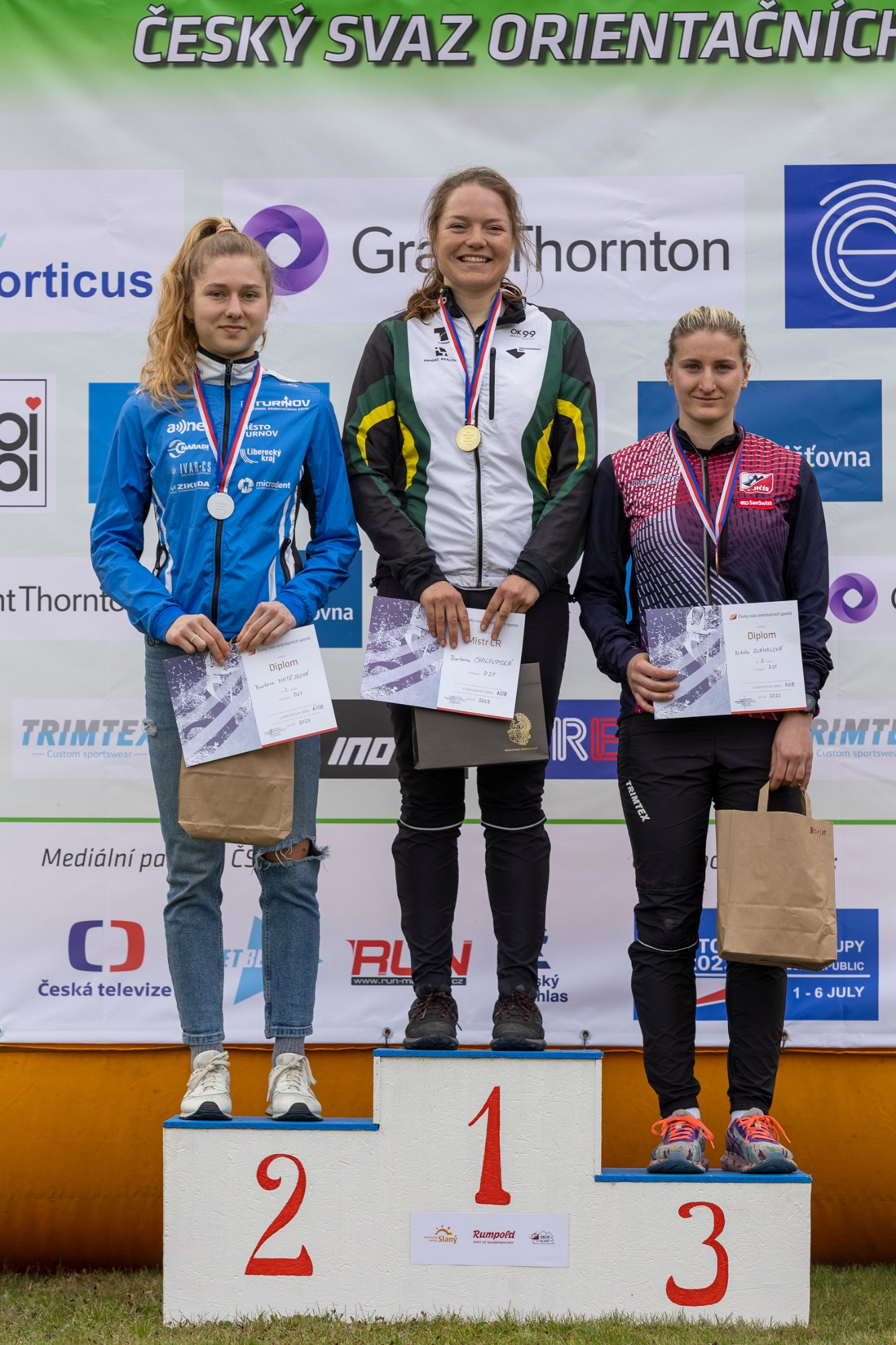
Vyhlášení výsledků ženy
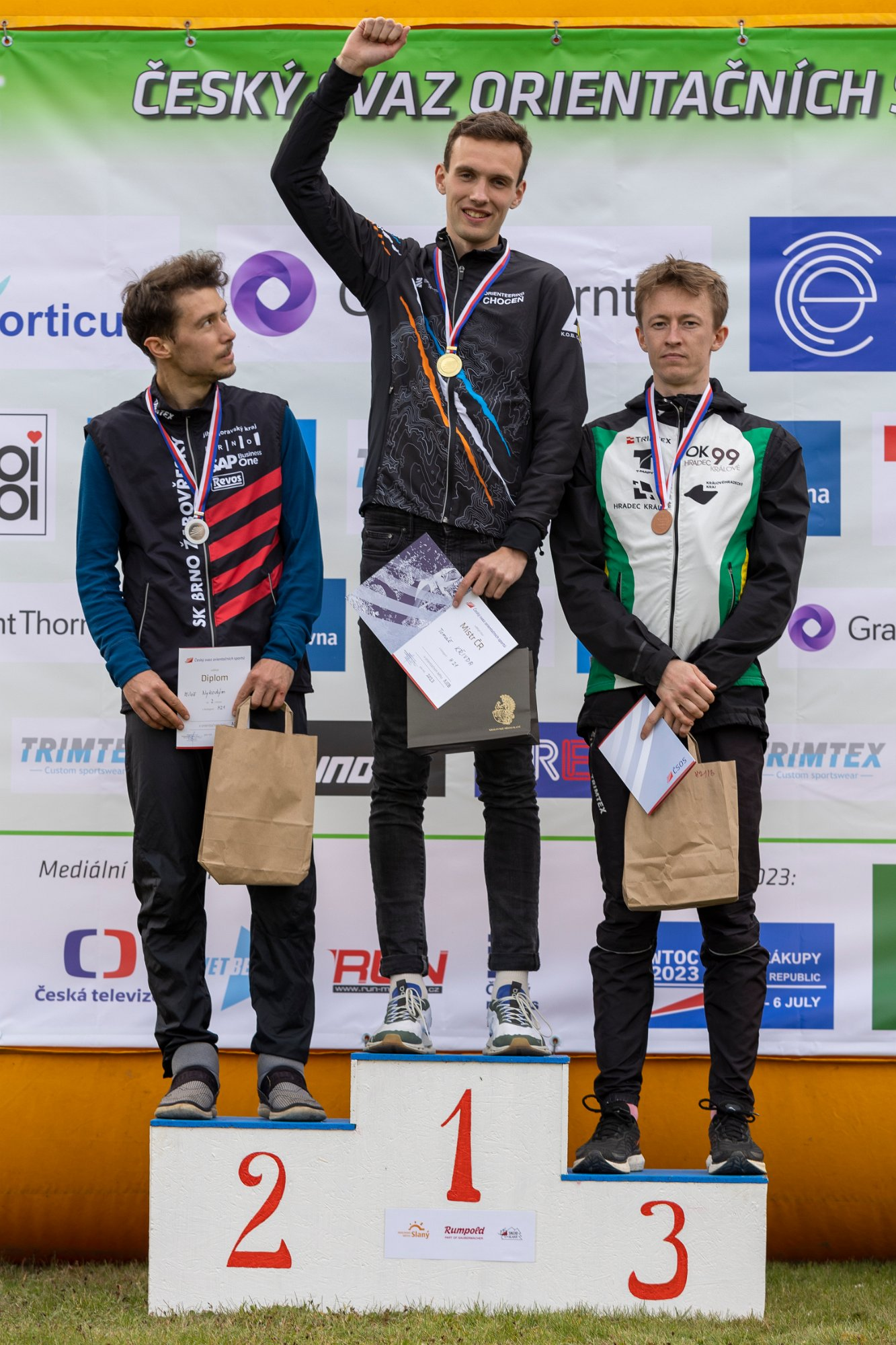
Vyhlášení výsledků muži

| Datum závodu   | 15. 4. 2023    |  | Místo konání    | Petrohrad • aréna  |  | Pořadatel       | SKOB Slaný |
| Ředitel závodu | Helena Zemková |  | Hlavní rozhodčí | Ludmila Hrdličková |  | Stavitelé tratí | Jan Hanák  |
| Název mapy     | Petrohrad      |  | Web závodu      | web                |  | Výsledky závodu | ORIS       |

| Zkrácené výsledky             | Zkrácené výsledky       | Zkrácené výsledky                | Zkrácené výsledky       | Zkrácené výsledky       | Zkrácené výsledky | Zkrácené výsledky       | Zkrácené výsledky        | Zkrácené výsledky       | Zkrácené výsledky       |
| Pořadí                        | H21 - muži              | H21 - muži                       | H21 - muži              | H21 - muži              | Pořadí            | D21 - ženy              | D21 - ženy               | D21 - ženy              | D21 - ženy              |
| ----------------------------- | ----------------------- | -------------------------------- | ----------------------- | ----------------------- | ----------------- | ----------------------- | ------------------------ | ----------------------- | ----------------------- |
| Zlatá medaile                 | Tomáš Křivda            | K.O.B. Choceň                    | 1:00:42                 |                         | Zlatá medaile     | Barbora Chaloupská      | OK 99 Hradec Králové     | 1:01:46                 |                         |
| Stříbrná medaile              | Miloš Nykodým           | SK Žabovřesky Brno               | 1:09:17                 | +8:35                   | Stříbrná medaile  | Barbora Matějková       | OOB TJ Turnov            | 1:03:03                 | +1:17                   |
| Bronzová medaile              | Daniel Vandas           | OK 99 Hradec Králové             | 1:11:15                 | +10:33                  | Bronzová medaile  | Nikola Zlámalová        | Sportcentrum Jičín       | 1:05:23                 | +3:37                   |
| 4                             | Adam Jonáš              | SK Žabovřesky Brno               | 1:12:43                 | +12:01                  | 4                 | Jana Peterová           | OK Lokomotiva Pardubice  | 1:05:28                 | +3:42                   |
| 5                             | Jáchym Coufal           | SK Žabovřesky Brno               | 1:13:05                 | +12:23                  | 5                 | Šárka Sokolářová        | OOB TJ Turnov            | 1:06:11                 | +4:25                   |
| 6                             | Petr Horvát             | KOS TJ Tesla Brno                | 1:13:14                 | +12:32                  | 6                 | Lucie Semíková          | OK Kamenice              | 1:06:24                 | +4:38                   |
| 7                             | Kuba Dragowski          | OOB TJ Turnov                    | 1:13:51                 | +13:09                  | 7                 | Tereza Čechová          | OK Kamenice              | 1:06:34                 | +4:48                   |
| 8                             | Filip Hadač             | Orientační Běh Opava             | 1:14:04                 | +13:22                  | 8                 | Michaela Dittrichová    | OOB TJ Slovan Luhačovice | 1:08:01                 | +6:15                   |
| 9                             | Jan Gajda               | OK Kamenice                      | 1:14:22                 | +13:40                  | 9                 | Gabriela Šimůnková      | KOB TRETRA Praha         | 1:11:19                 | +9:33                   |
| 10                            | Tomáš Janovský          | SK Praga                         | 1:14:41                 | +13:59                  | 10                | Iva Kavánková           | SKOB Zlín                | 1:11:43                 | +9:57                   |
| Pořadí                        | H20 - junioři           | H20 - junioři                    | H20 - junioři           | H20 - junioři           | Pořadí            | D20 - juniorky          | D20 - juniorky           | D20 - juniorky          | D20 - juniorky          |
| Zlatá medaile                 | Jakub Chaloupský        | OK 99 Hradec Králové             | 59:35                   |                         | Zlatá medaile     | Anna Karlová            | OK Jilemnice             | 43:10                   |                         |
| Stříbrná medaile              | Martin Gajda            | OK Kamenice                      | 1:02:43                 | +3:08                   | Stříbrná medaile  | Ema Bulířová            | KOB TRETRA Praha         | 46:23                   | +3:13                   |
| Bronzová medaile              | Jiří Donda              | Západočeské sportovní centrum OB | 1:04:25                 | +4:50                   | Bronzová medaile  | Klára Barnatová         | SK Žabovřesky Brno       | 51:19                   | +8:09                   |
| Pořadí                        | H18 - starší dorostenci | H18 - starší dorostenci          | H18 - starší dorostenci | H18 - starší dorostenci | Pořadí            | D18 - starší dorostenky | D18 - starší dorostenky  | D18 - starší dorostenky | D18 - starší dorostenky |
| Zlatá medaile                 | Jan Strýček             | TJ Spartak 1. Brněnská           | 47:21                   |                         | Zlatá medaile     | Lea Martanová           | OOB TJ Turnov            | 37:26                   |                         |
| Stříbrná medaile              | Ondřej Brosch           | SK Radioklub Blansko             | 49:21                   | +2:00                   | Stříbrná medaile  | Kateřina Doušková       | KOS TJ Tesla Brno        | 38:13                   | +0:47                   |
| Bronzová medaile              | Daniel Bolehovský       | USK Praha                        | 50:12                   | +2:51                   | Bronzová medaile  | Kristýna Matyášová      | OK Chrastava             | 40:20                   | +2:54                   |
| Pořadí                        | H16 - mladší dorostenci | H16 - mladší dorostenci          | H16 - mladší dorostenci | H16 - mladší dorostenci | Pořadí            | D16 - mladší dorostenky | D16 - mladší dorostenky  | D16 - mladší dorostenky | D16 - mladší dorostenky |
| Zlatá medaile                 | Erik Heczko             | Slavia Liberec orienteering      | 40:06                   |                         | Zlatá medaile     | Hana Vítková            | OK Jihlava               | 32:26                   |                         |
| Stříbrná medaile              | Jan Vaníček             | Sportcentrum Jičín               | 41:11                   | +1:05                   | Stříbrná medaile  | Kristýna Finstrlová     | SK Žabovřesky Brno       | 37:01                   | +4:35                   |
| Bronzová medaile              | Jiří Račanský           | KOS TJ Tesla Brno                | 43:07                   | +3:01                   | Bronzová medaile  | Vendula Novotná         | OK 99 Hradec Králové     | 38:50                   | +6:24                   |
| << předchozí • následující >> |                         |                                  |                         |                         |                   |                         |                          |                         |                         |

Souhrnné informace naleznete v článku Mistrovství České republiky v nočním orientačním běhu.

## Mistrovství ČR na klasické trati

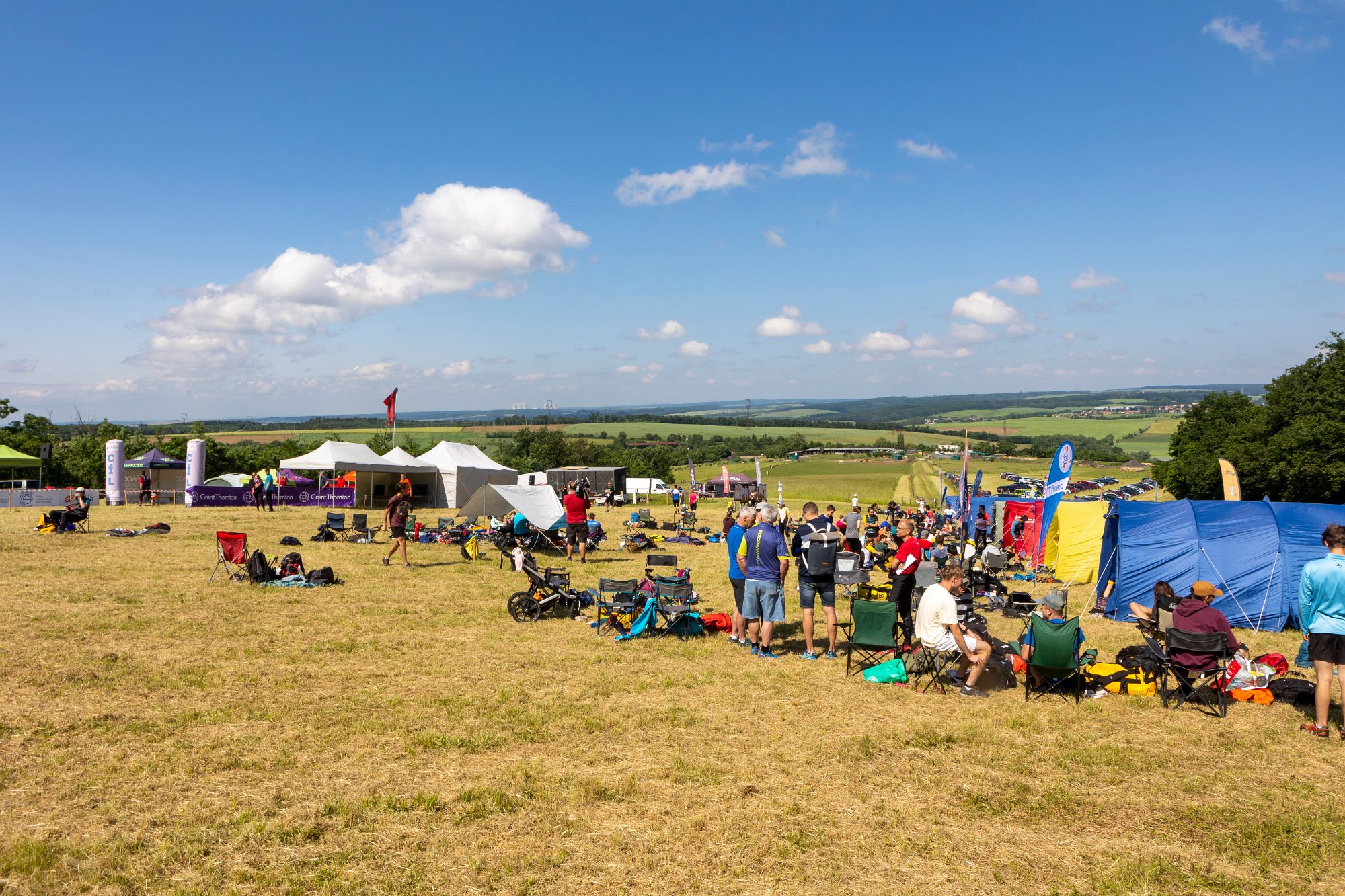
Centrum závodů
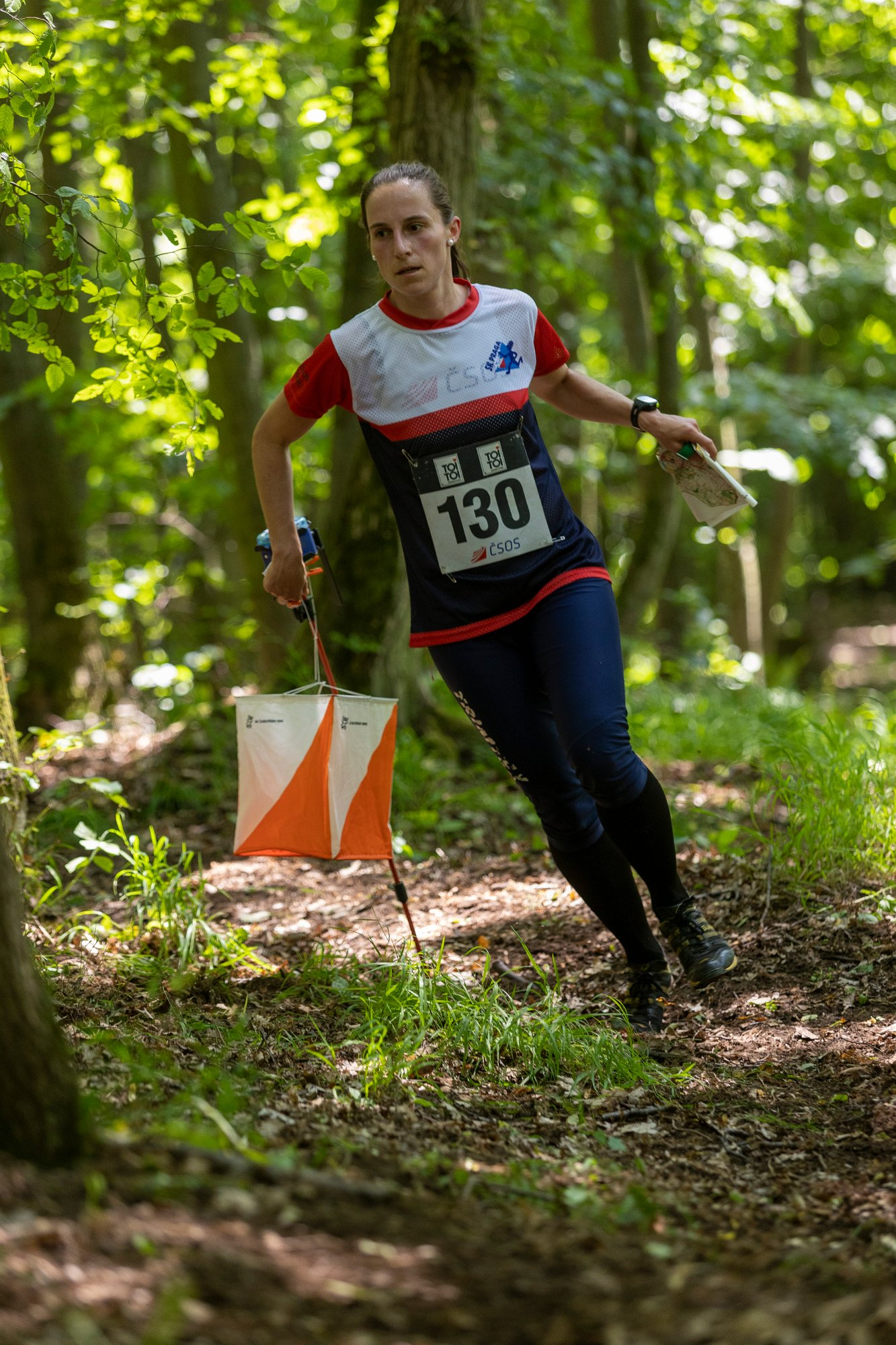
Adéla Bogárová
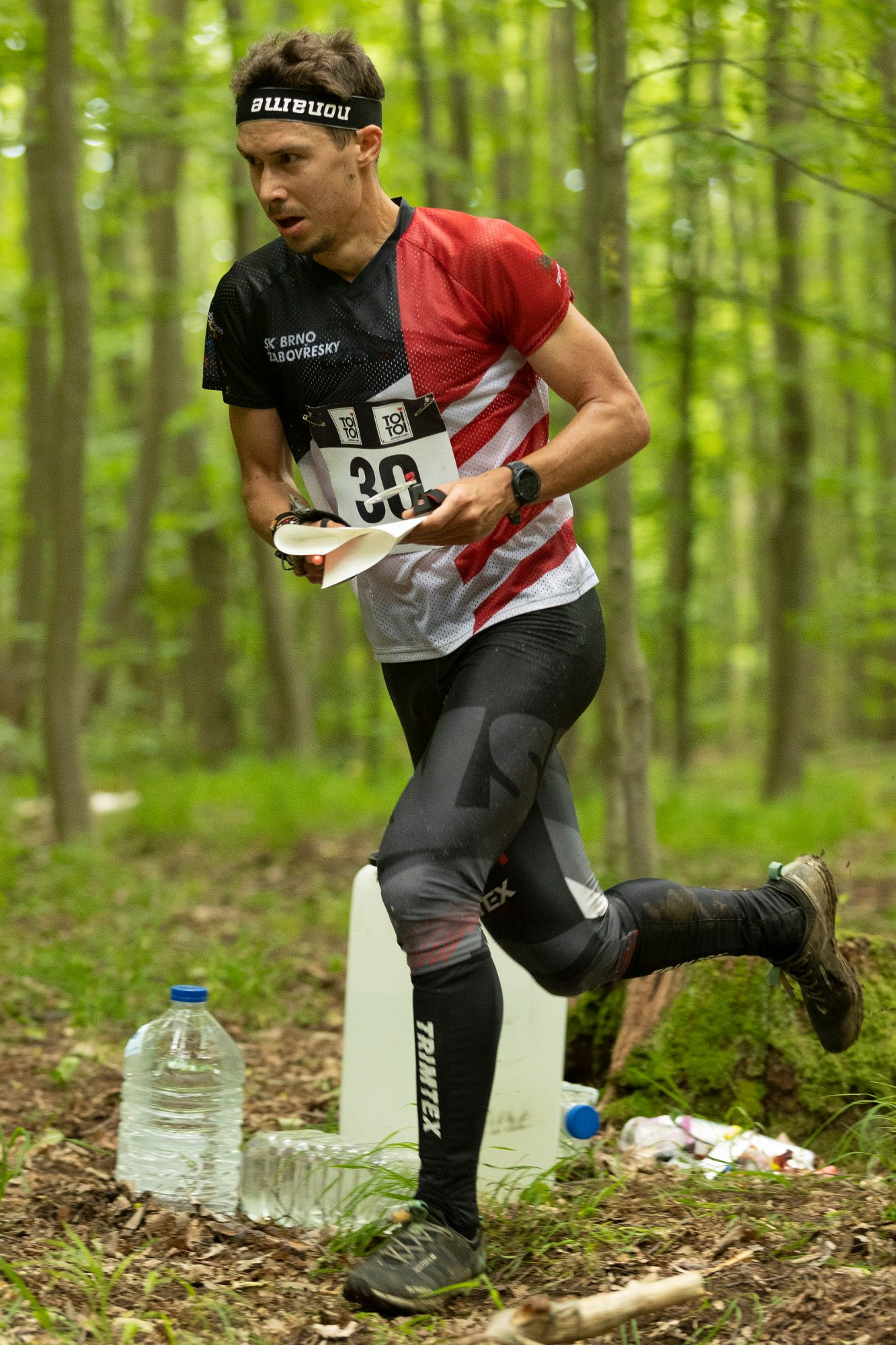
Miloš Nykodým
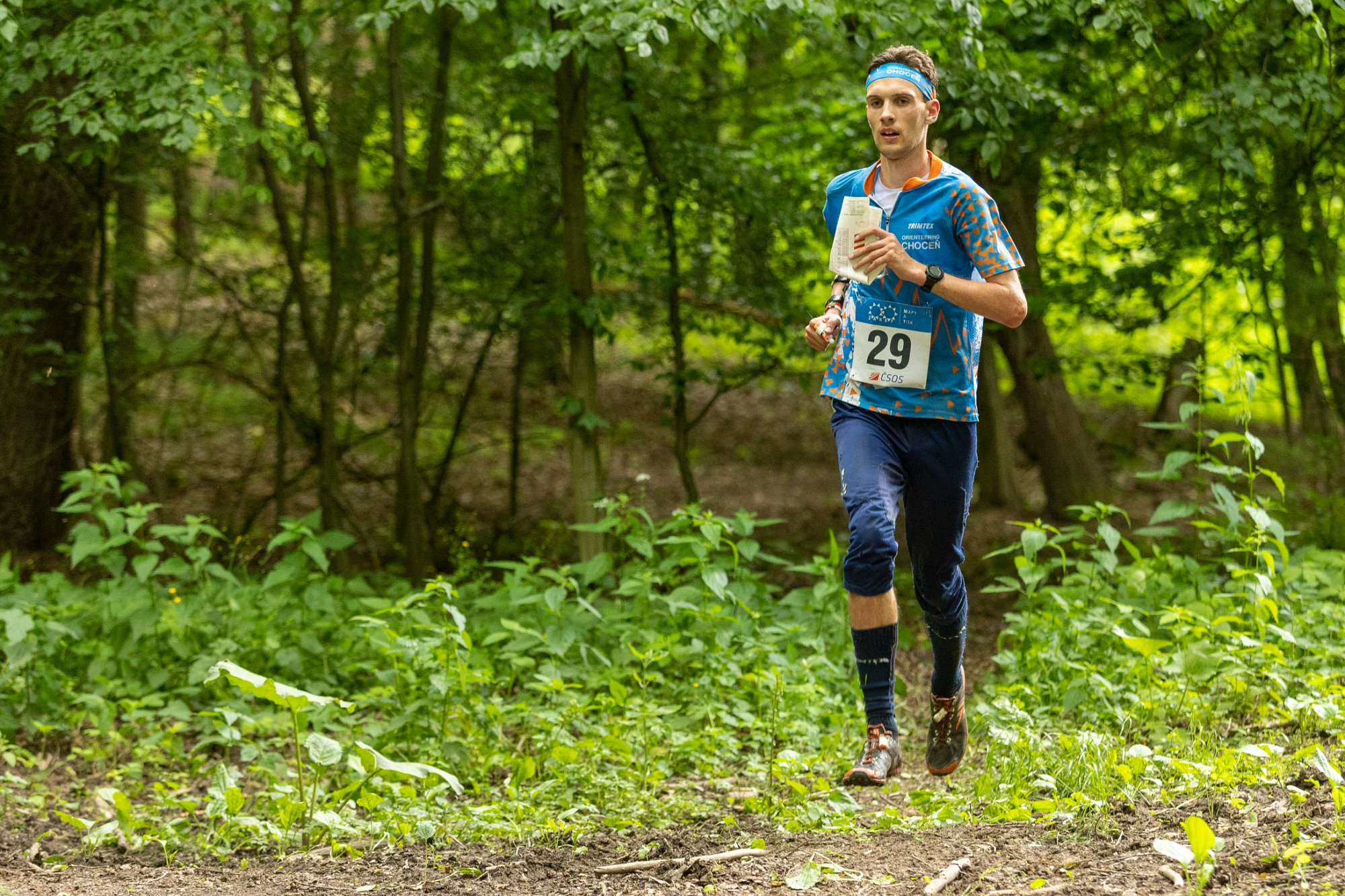
Tomáš Křivda
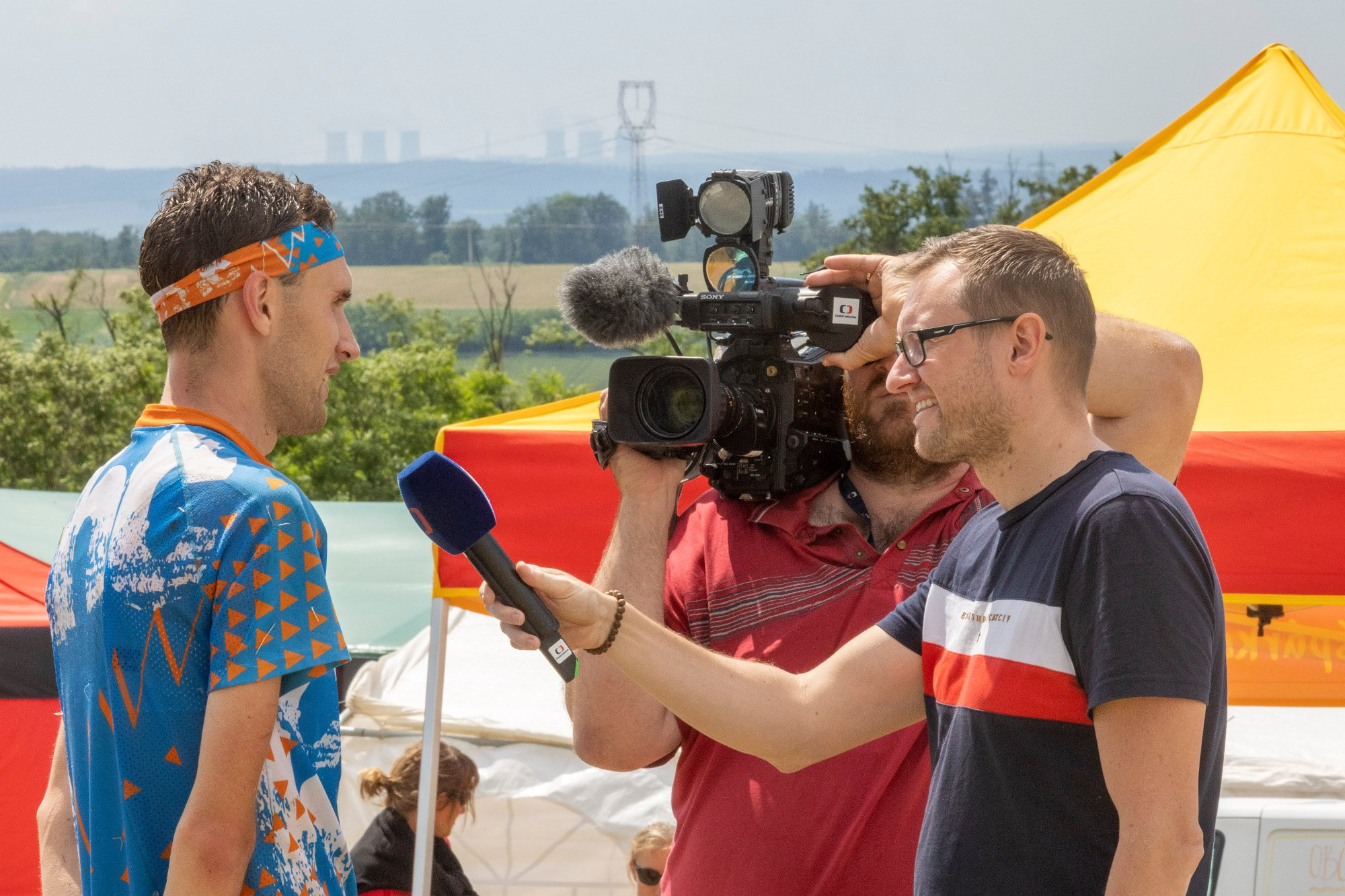
Tomáš Křivda a reportér ČT
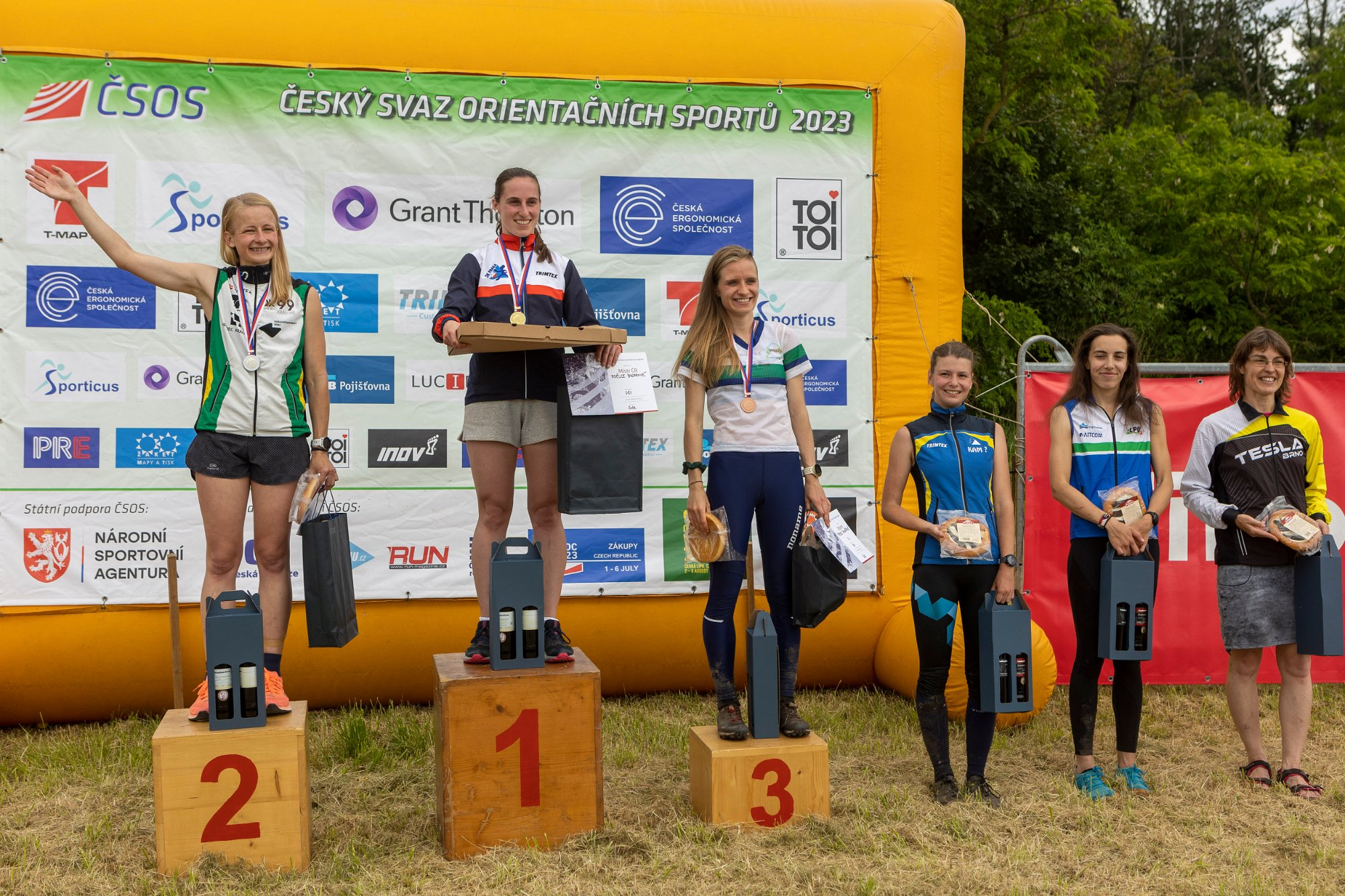
Stupně vítězů ženy
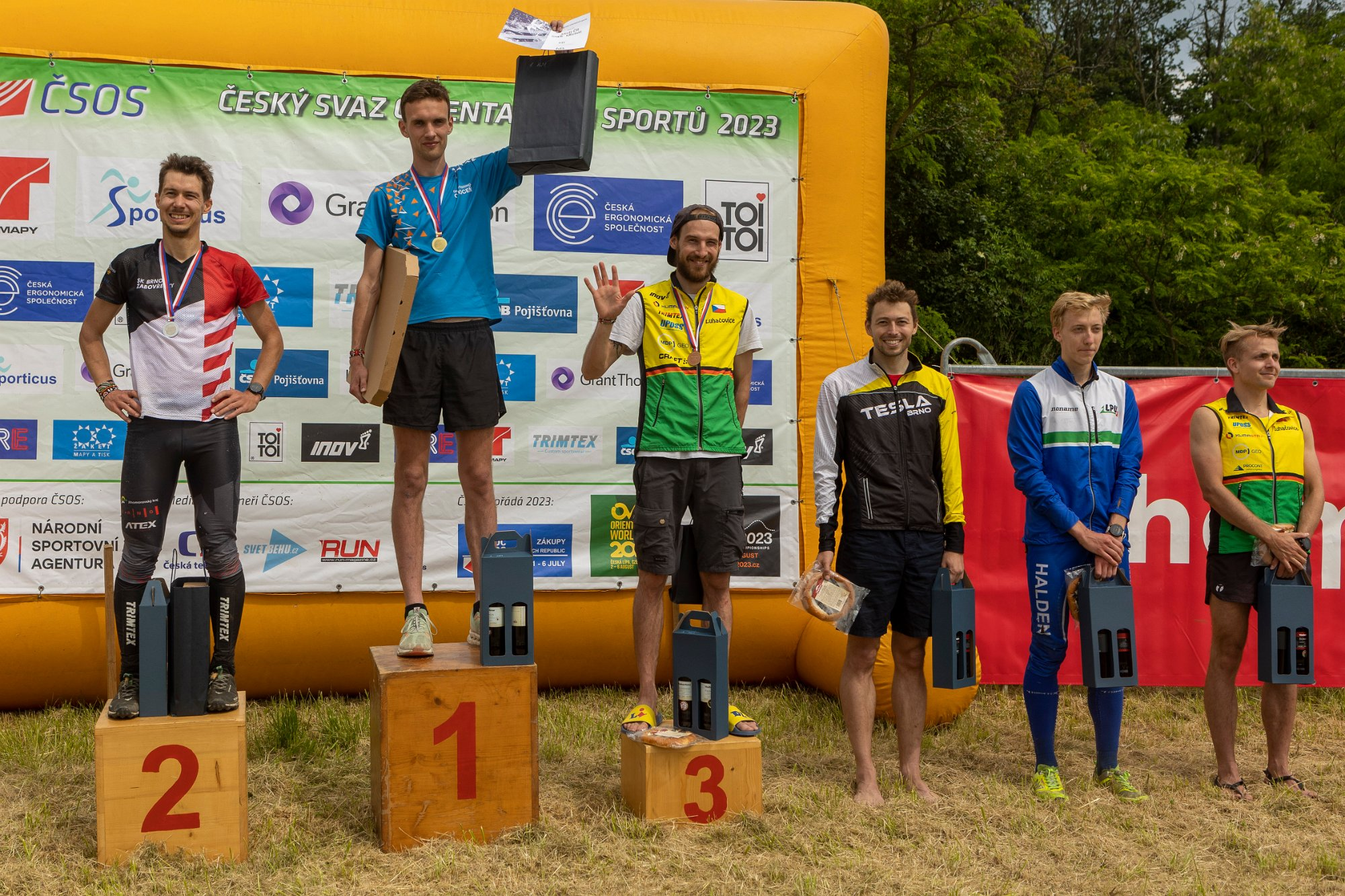
Stupně vítězů muži
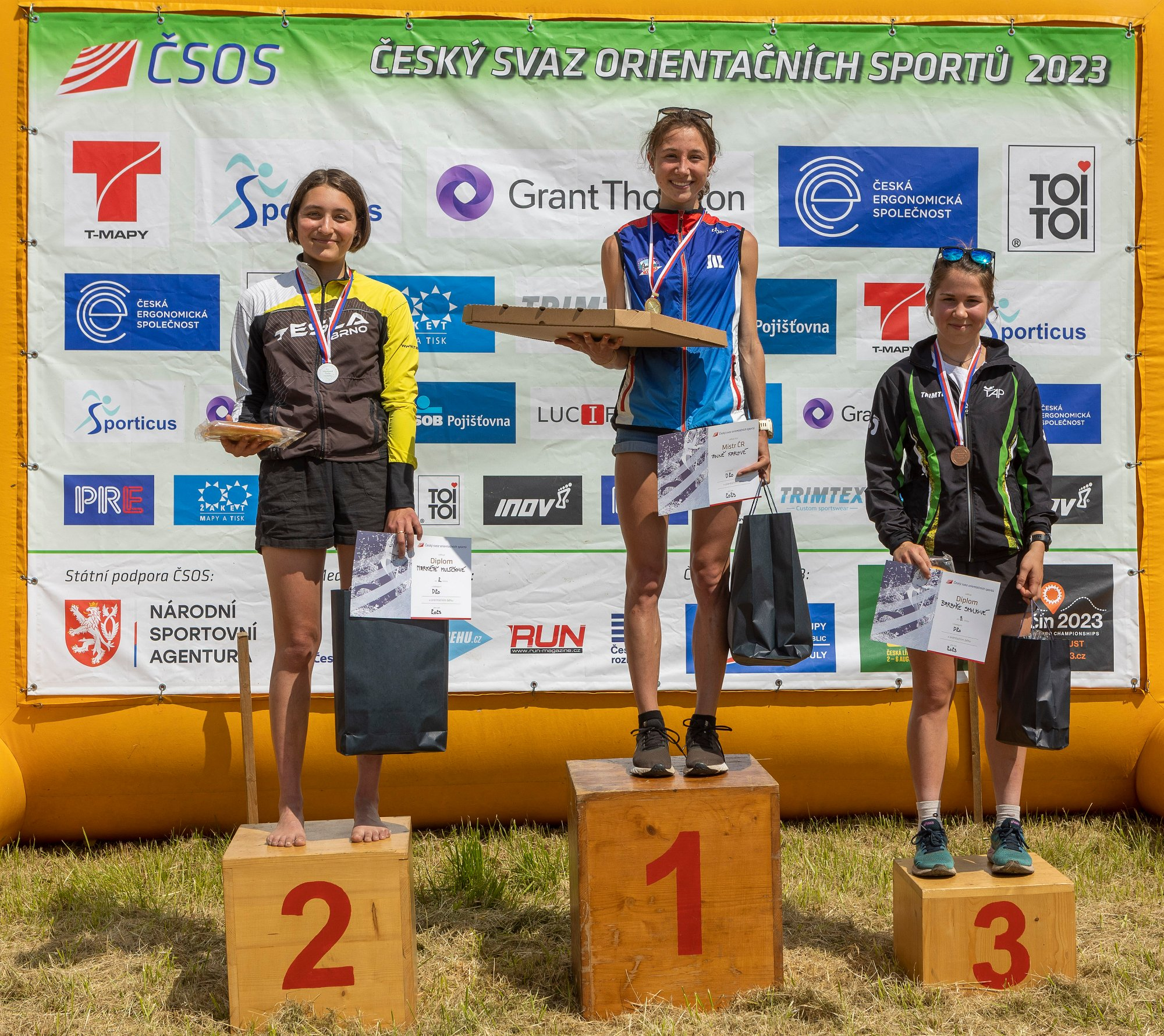
Stupně vítězů juniorky
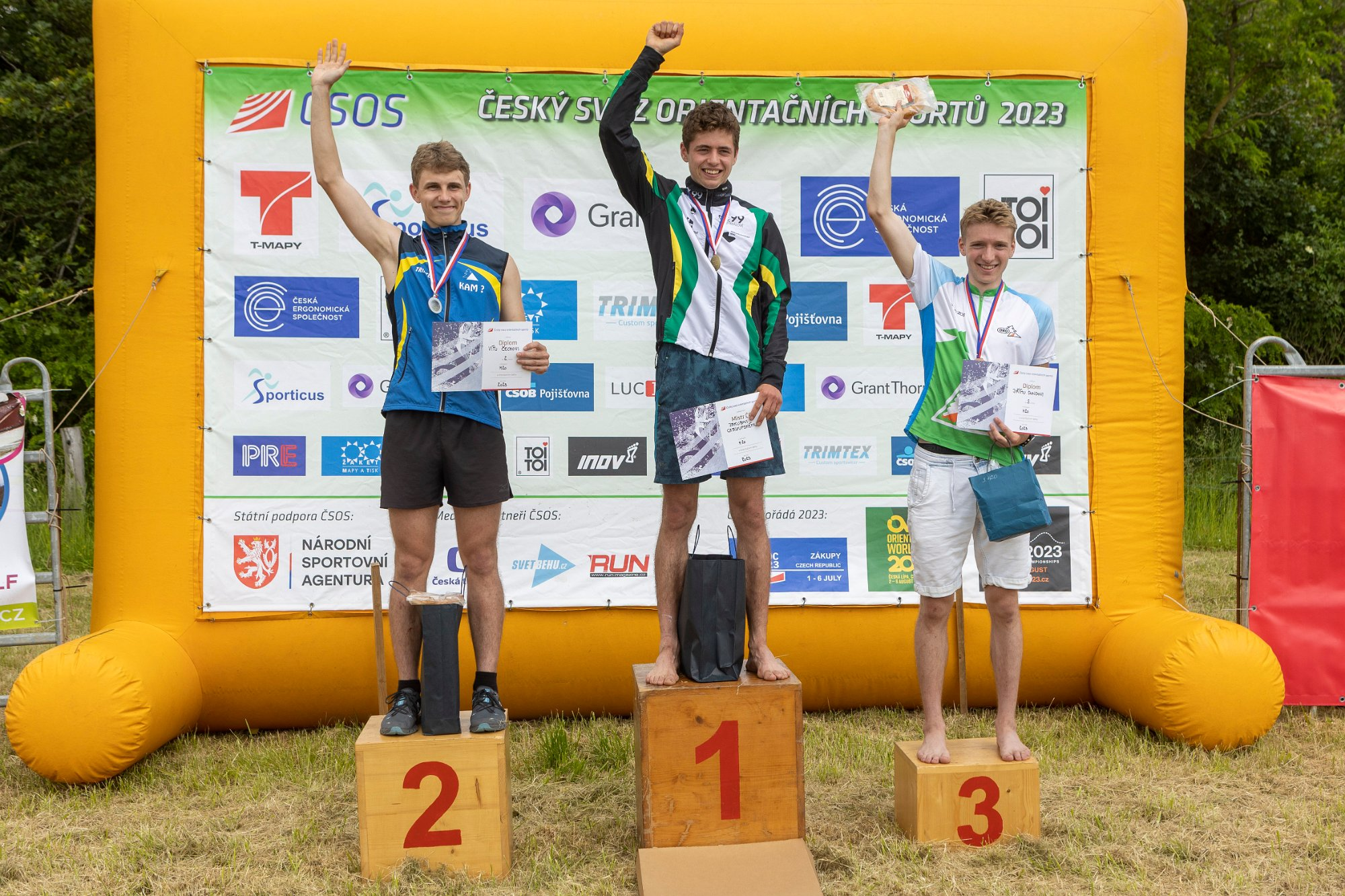
Stupně vítězů junioři

| Datum závodu   | 10.–11. 6. 2023 |  | Místo konání    | Neslovice • aréna                   |  | Pořadatel       | Beta Ursus Rosice, SK Brno Žabovřesky       |
| Ředitel závodu | Pavel Ptáček    |  | Hlavní rozhodčí | Jan Fiala (sem.), Jan Zháňal (fin.) |  | Stavitelé tratí | Pavel Ptáček (sem.), Stanislav Mokrý (fin.) |
| Název mapy     | Bučín 444 m     |  | Web závodu      | web                                 |  | Výsledky závodu | ORIS                                        |

| Zkrácené výsledky | Zkrácené výsledky       | Zkrácené výsledky                | Zkrácené výsledky       | Zkrácené výsledky       | Zkrácené výsledky | Zkrácené výsledky       | Zkrácené výsledky        | Zkrácené výsledky       | Zkrácené výsledky       |
| Pořadí            | H21 - muži              | H21 - muži                       | H21 - muži              | H21 - muži              | Pořadí            | D21 - ženy              | D21 - ženy               | D21 - ženy              | D21 - ženy              |
| ----------------- | ----------------------- | -------------------------------- | ----------------------- | ----------------------- | ----------------- | ----------------------- | ------------------------ | ----------------------- | ----------------------- |
| Zlatá medaile     | Tomáš Křivda            | K.O.B. Choceň                    | 1:33:06                 |                         | Zlatá medaile     | Adéla Bogarová          | SK Praga                 | 1:14:07                 |                         |
| Stříbrná medaile  | Miloš Nykodým           | SK Žabovřesky Brno               | 1:37:14                 | +4:08                   | Stříbrná medaile  | Denisa Kosová           | OK 99 Hradec Králové     | 1:14:23                 | +0:16                   |
| Bronzová medaile  | Jonáš Hubáček           | OOB TJ Slovan Luhačovice         | 1:39:39                 | +6:33                   | Bronzová medaile  | Tereza Janošíková       | SK Severka Šumperk       | 1:15:11                 | +1:04                   |
| 4                 | Petr Horvát             | KOS TJ Tesla Brno                | 1:42:43                 | +9:37                   | 4                 | Tereza Čechová          | OK Kamenice              | 1:15:54                 | +1:47                   |
| 5                 | Martin Roudný           | OK Lokomotiva Pardubice          | 1:43:07                 | +10:01                  | 5                 | Jana Peterová           | OK Lokomotiva Pardubice  | 1:18:34                 | +4:27                   |
| 6                 | Vojtěch Sýkora          | OOB TJ Slovan Luhačovice         | 1:43:44                 | +10:38                  | 6                 | Zdenka Kozáková         | KOS TJ Tesla Brno        | 1:22:15                 | +8:08                   |
| 7                 | Jakub Glonek            | OK Kamenice                      | 1:44:32                 | +11:26                  | 7                 | Jana Pekařová           | OOB TJ Turnov            | 1:22:39                 | +8:32                   |
| 8                 | Ondřej Metelka          | OK 99 Hradec Králové             | 1:45:13                 | +12:07                  | 8                 | Anna Štičková           | SK Severka Šumperk       | 1:24:26                 | +10:19                  |
| 9                 | Marek Minář             | SK Žabovřesky Brno               | 1:46:05                 | +12:59                  | 9                 | Johanka Šimková         | SK Žabovřesky Brno       | 1:25:44                 | +11:37                  |
| 10                | Adam Jonáš              | SK Žabovřesky Brno               | 1:46:16                 | +13:10                  | 10                | Petra Holečková         | OK Slavia Hradec Králové | 1:26:43                 | +12:36                  |
| Pořadí            | H20 - junioři           | H20 - junioři                    | H20 - junioři           | H20 - junioři           | Pořadí            | D20 - juniorky          | D20 - juniorky           | D20 - juniorky          | D20 - juniorky          |
| Zlatá medaile     | Jakub Chaloupský        | OK 99 Hradec Králové             | 1:09:20                 |                         | Zlatá medaile     | Anna Karlová            | OK Jilemnice             | 56:33                   |                         |
| Stříbrná medaile  | Vít Čech                | OK Kamenice                      | 1:09:51                 | +0:31                   | Stříbrná medaile  | Markéta Mulíčková       | KOS TJ Tesla Brno        | 1:01:47                 | +5:14                   |
| Bronzová medaile  | Jiří Donda              | Západočeské sportovní centrum OB | 1:10:07                 | +0:47                   | Bronzová medaile  | Barbora Smolková        | KOB TRETRA Praha         | 1:05:23                 | +8:50                   |
| Pořadí            | H18 - starší dorostenci | H18 - starší dorostenci          | H18 - starší dorostenci | H18 - starší dorostenci | Pořadí            | D18 - starší dorostenky | D18 - starší dorostenky  | D18 - starší dorostenky | D18 - starší dorostenky |
| Zlatá medaile     | Jan Strýček             | TJ Spartak 1. Brněnská           | 52:57                   |                         | Zlatá medaile     | Lucie Dittrichová       | KOB Směr Kroměříž        | 46:11                   |                         |
| Stříbrná medaile  | Daniel Bolehovský       | USK Praha                        | 54:41                   | +1:44                   | Stříbrná medaile  | Michaela Novotná        | OOB TJ Turnov            | 50:06                   | +3:55                   |
| Bronzová medaile  | Adam Zřídkaveselý       | TJ Spartak 1. Brněnská           | 56:51                   | +3:54                   | Bronzová medaile  | Kateřina Štěpová        | SK Praga                 | 51:16                   | +5:05                   |
| Pořadí            | H16 - mladší dorostenci | H16 - mladší dorostenci          | H16 - mladší dorostenci | H16 - mladší dorostenci | Pořadí            | D16 - mladší dorostenky | D16 - mladší dorostenky  | D16 - mladší dorostenky | D16 - mladší dorostenky |
| Zlatá medaile     | Vladimír Srb            | OK Lokomotiva Pardubice          | 49:09                   |                         | Zlatá medaile     | Hana Vítková            | OK Jihlava               | 40:55                   |                         |
| Stříbrná medaile  | Prokop Tomášek          | OOB TJ Turnov                    | 50:44                   | +1:35                   | Stříbrná medaile  | Alena Kovalčíková       | Orientační Běh Opava     | 43:16                   | +2:21                   |
| Bronzová medaile  | Jan Vaníček             | Sportcentrum Jičín               | 50:50                   | +1:41                   | Bronzová medaile  | Eva Baldrianová         | USK Praha                | 44:32                   | +3:37                   |

Souhrnné informace naleznete v článku Mistrovství České republiky v orientačním běhu na klasické trati.

## Mistrovství ČR na krátké trati
Na závodech byla i Česká televize, která ze závodu připravila reportáž na ČT sport.

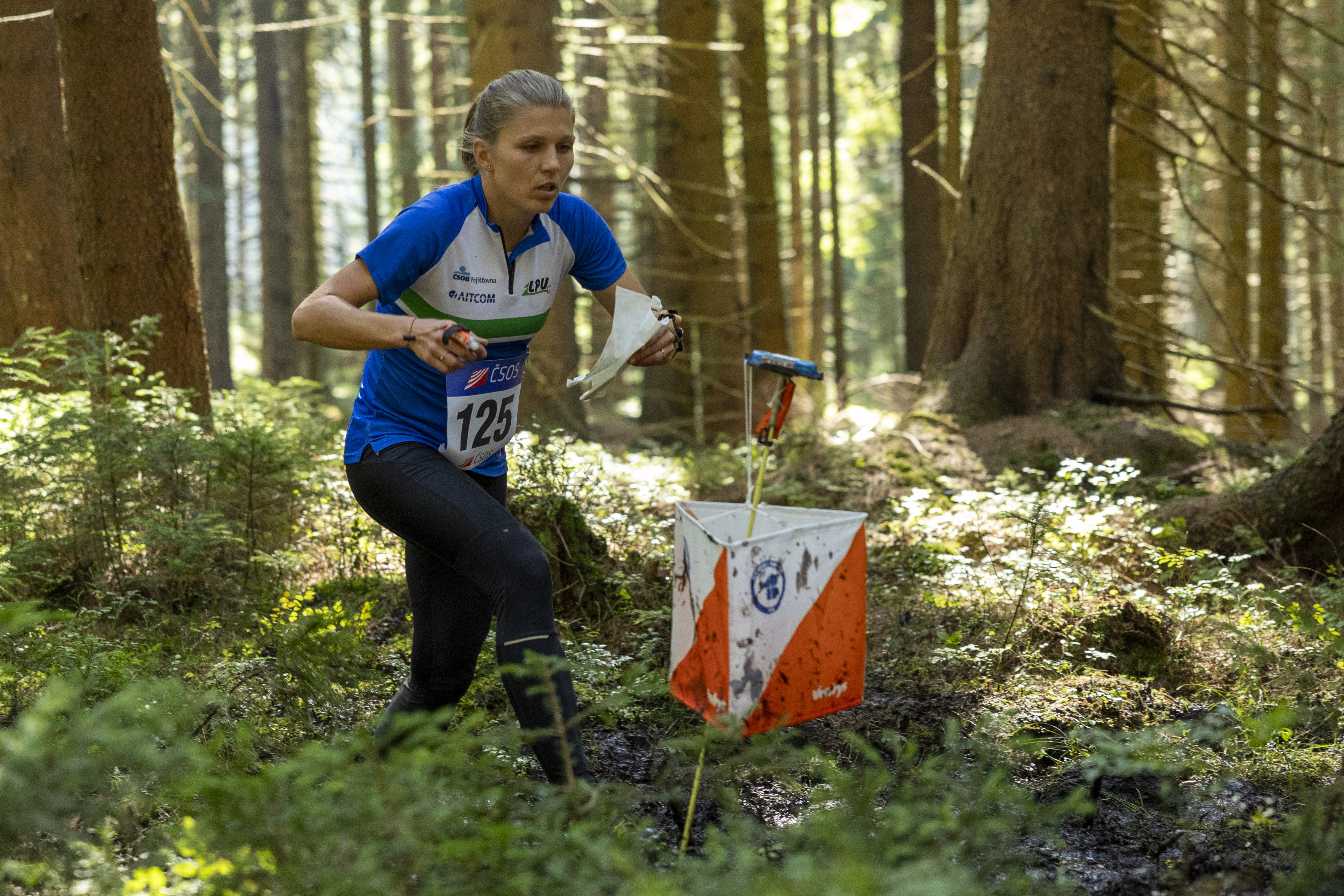
Jana Stehlíková
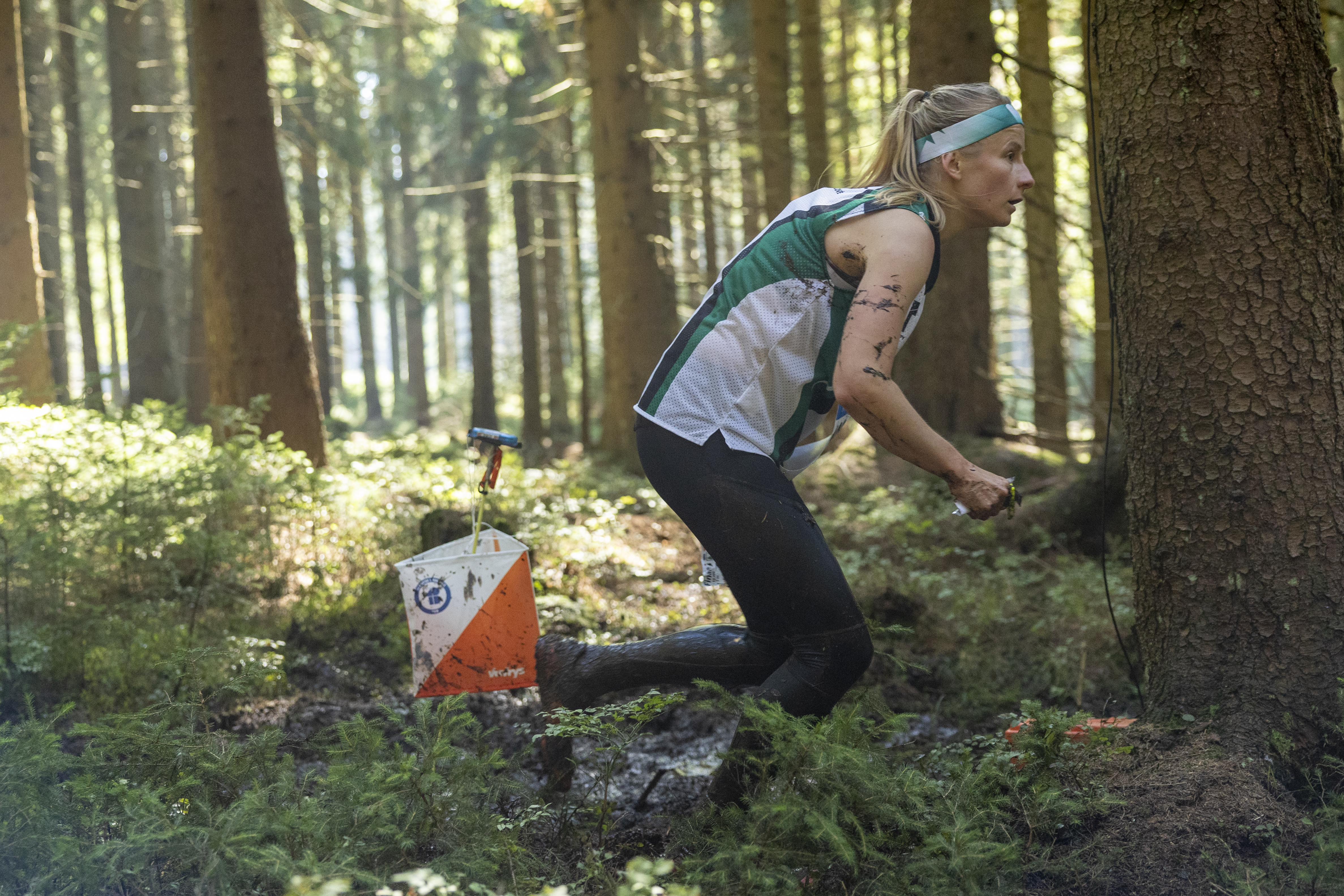
Denisa Kosová
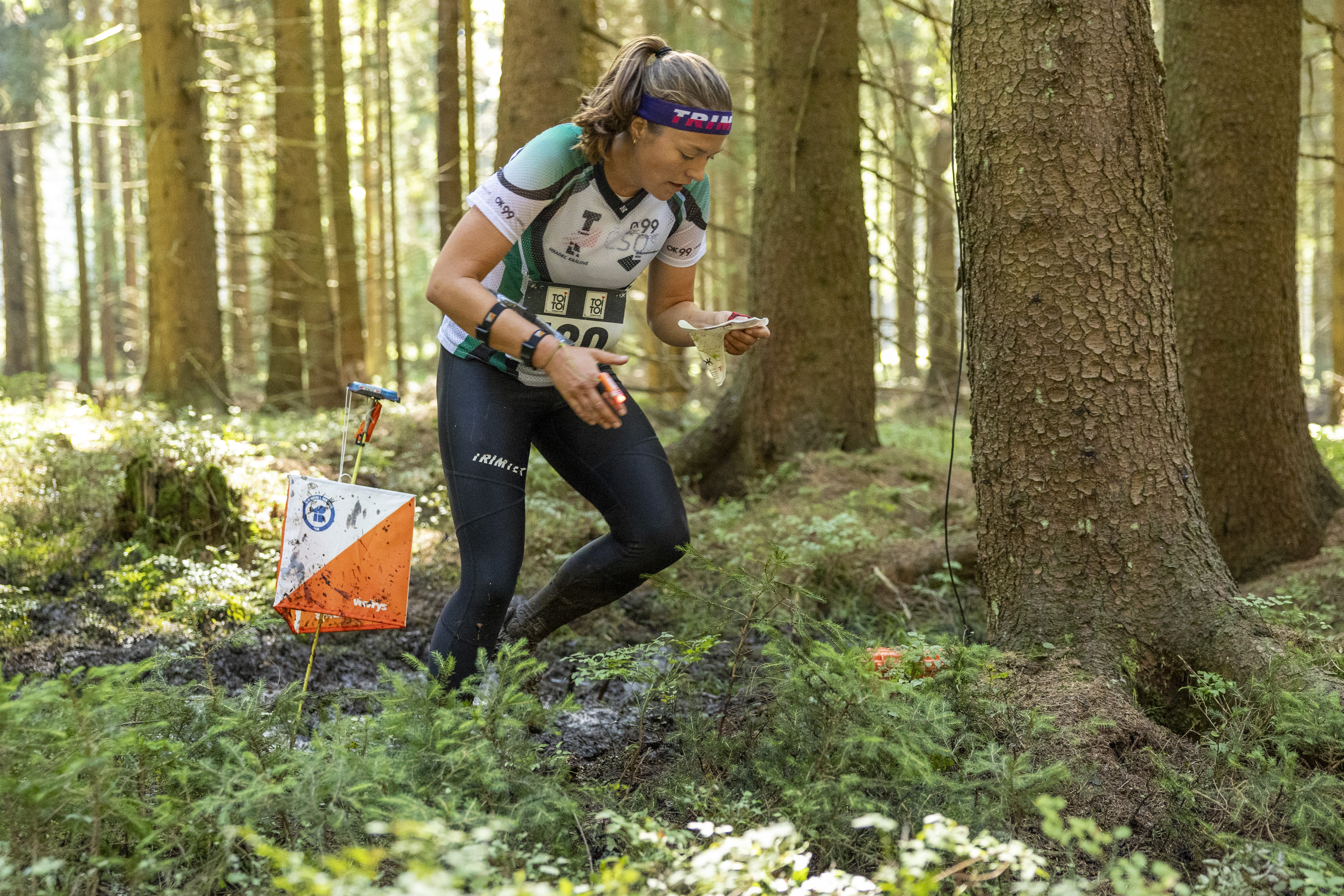
Barbora Chaloupská
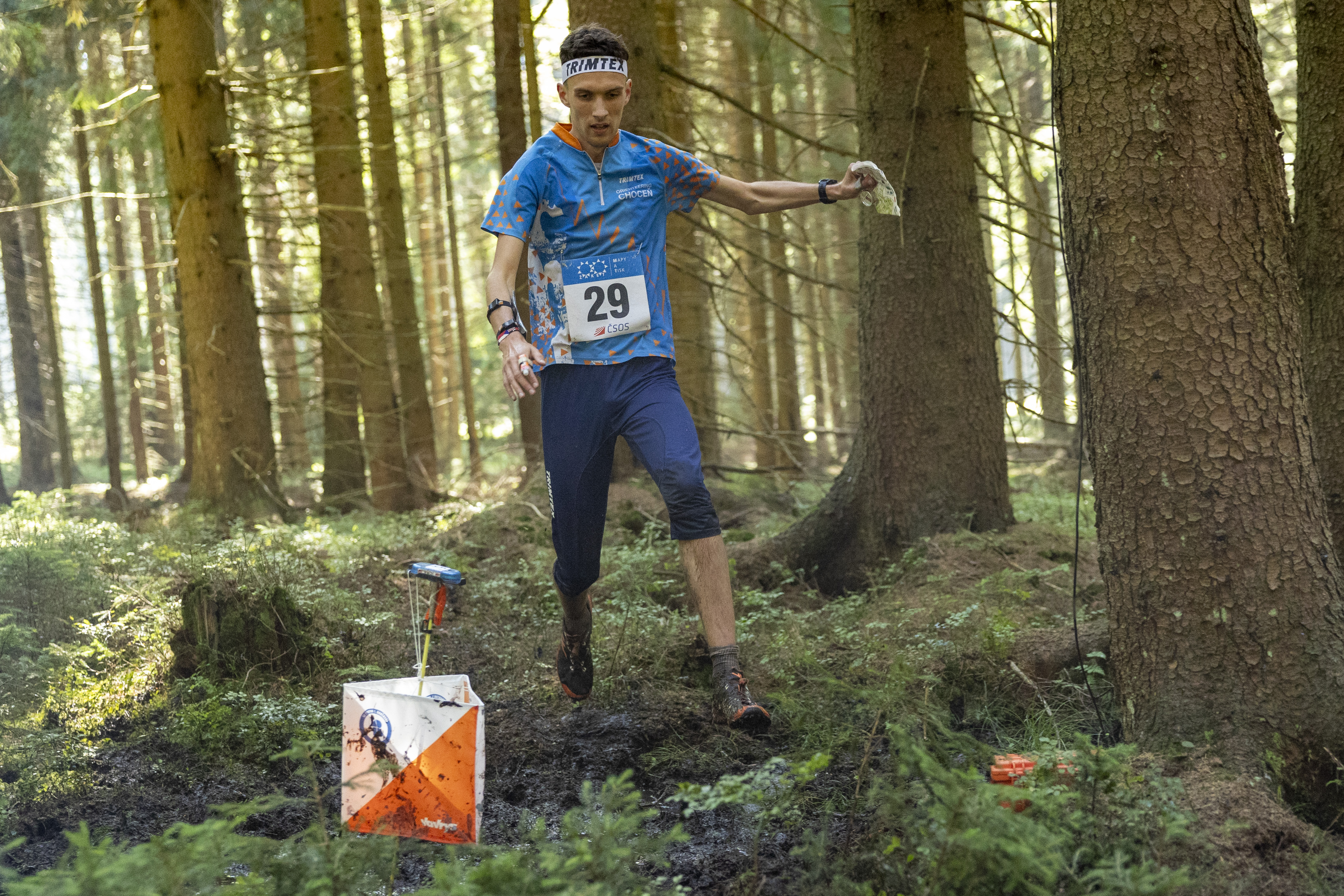
Tomáš Křivda
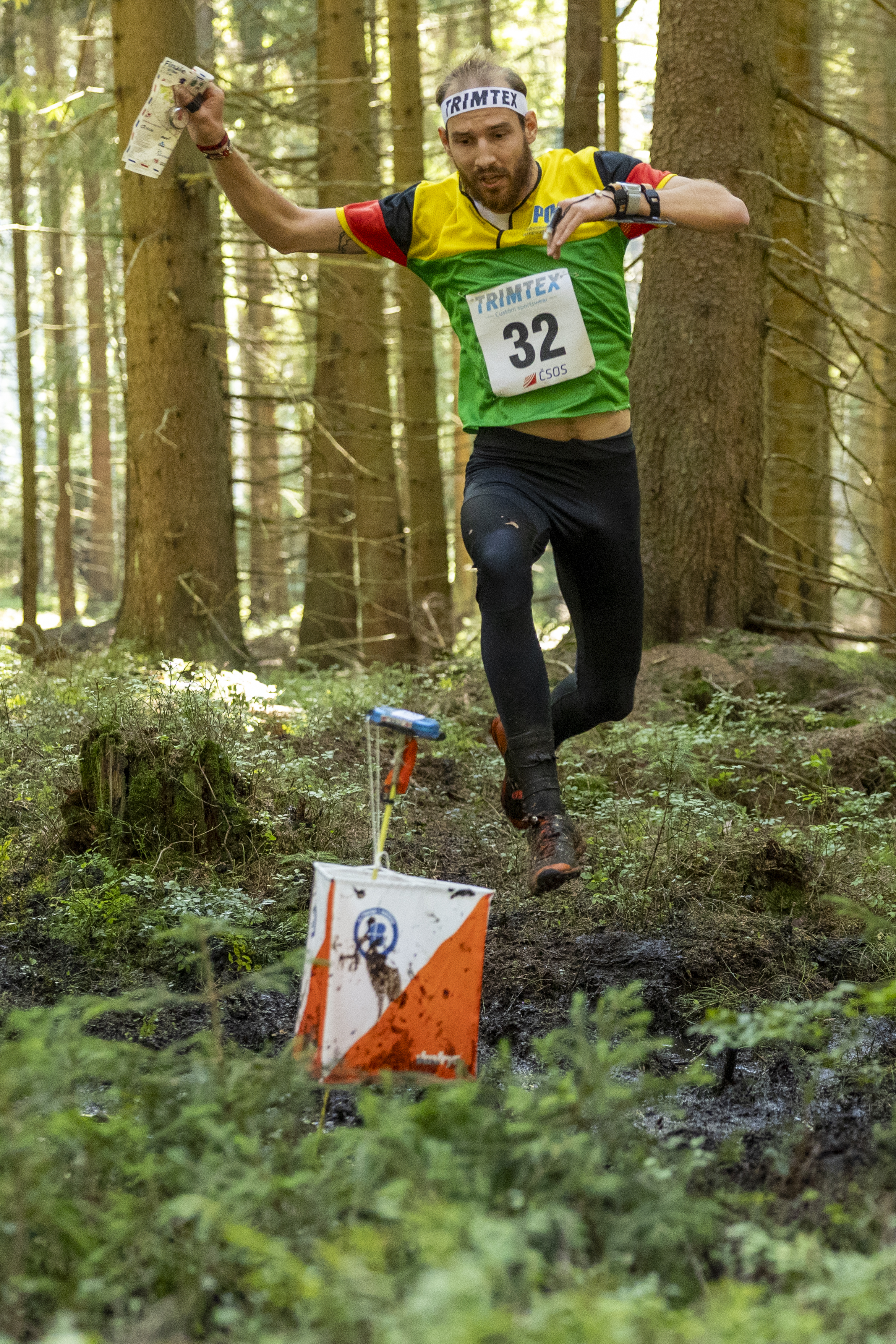
Jonáš Hubáček
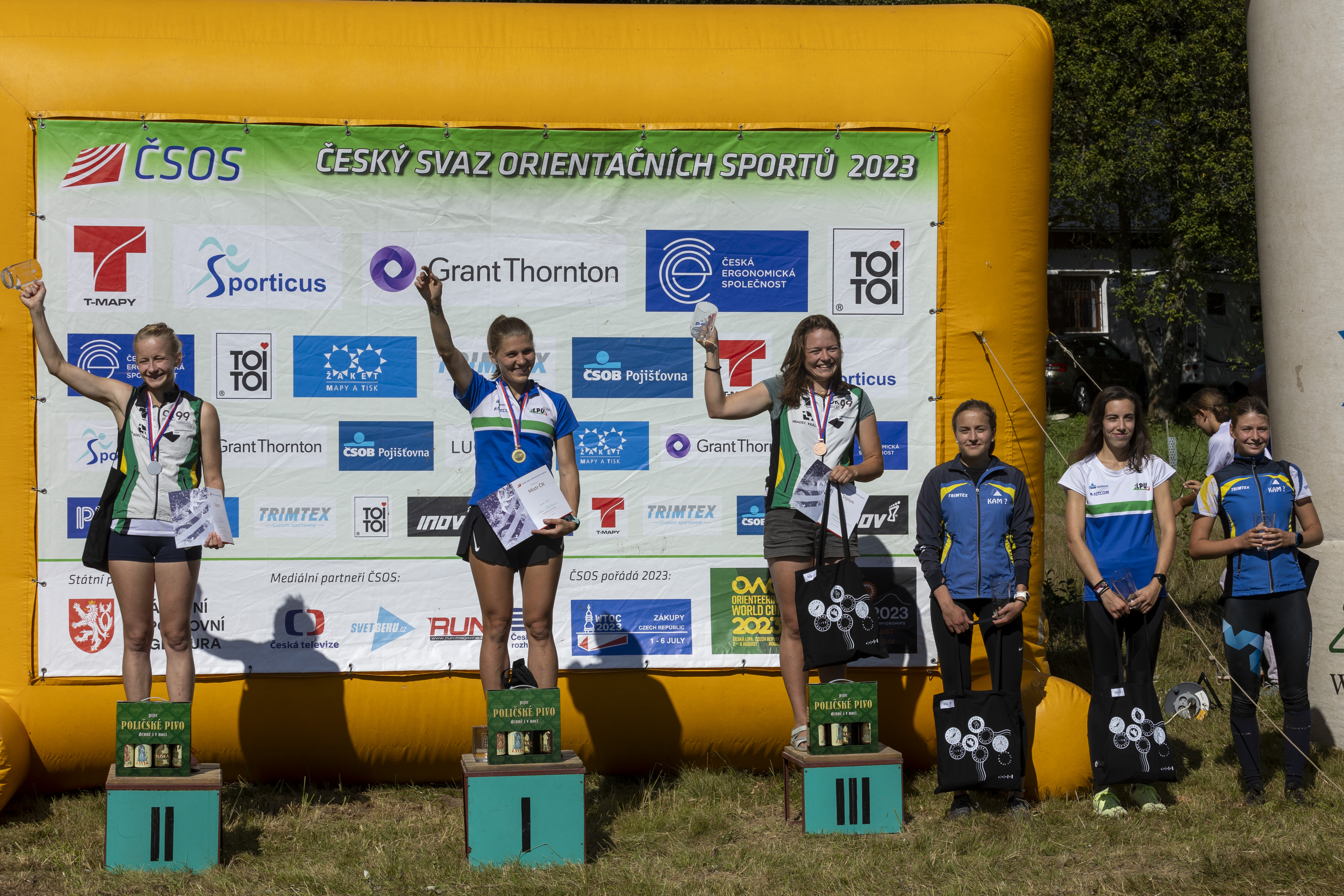
Stupně vítězů ženy
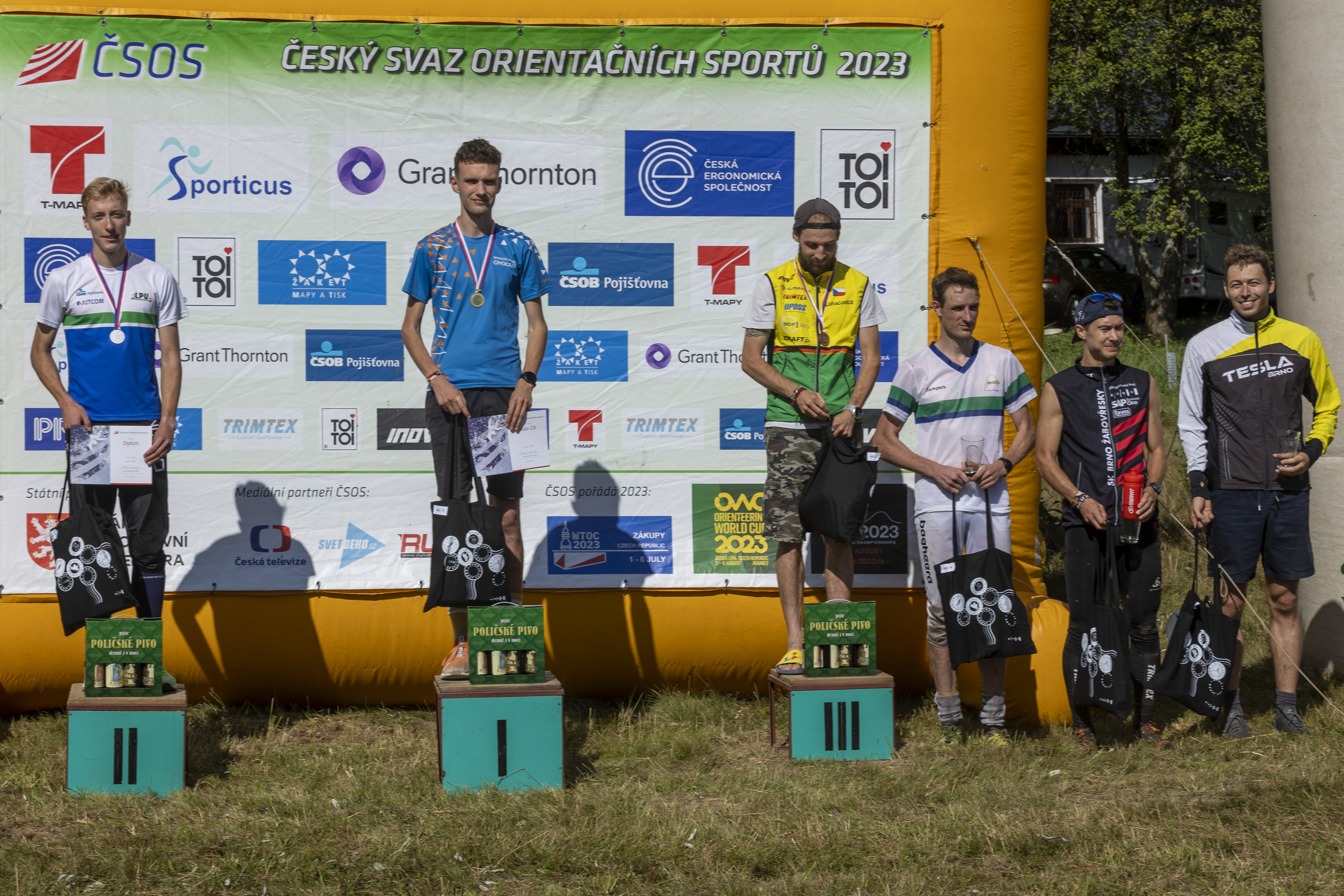
Stupně vítězů muži
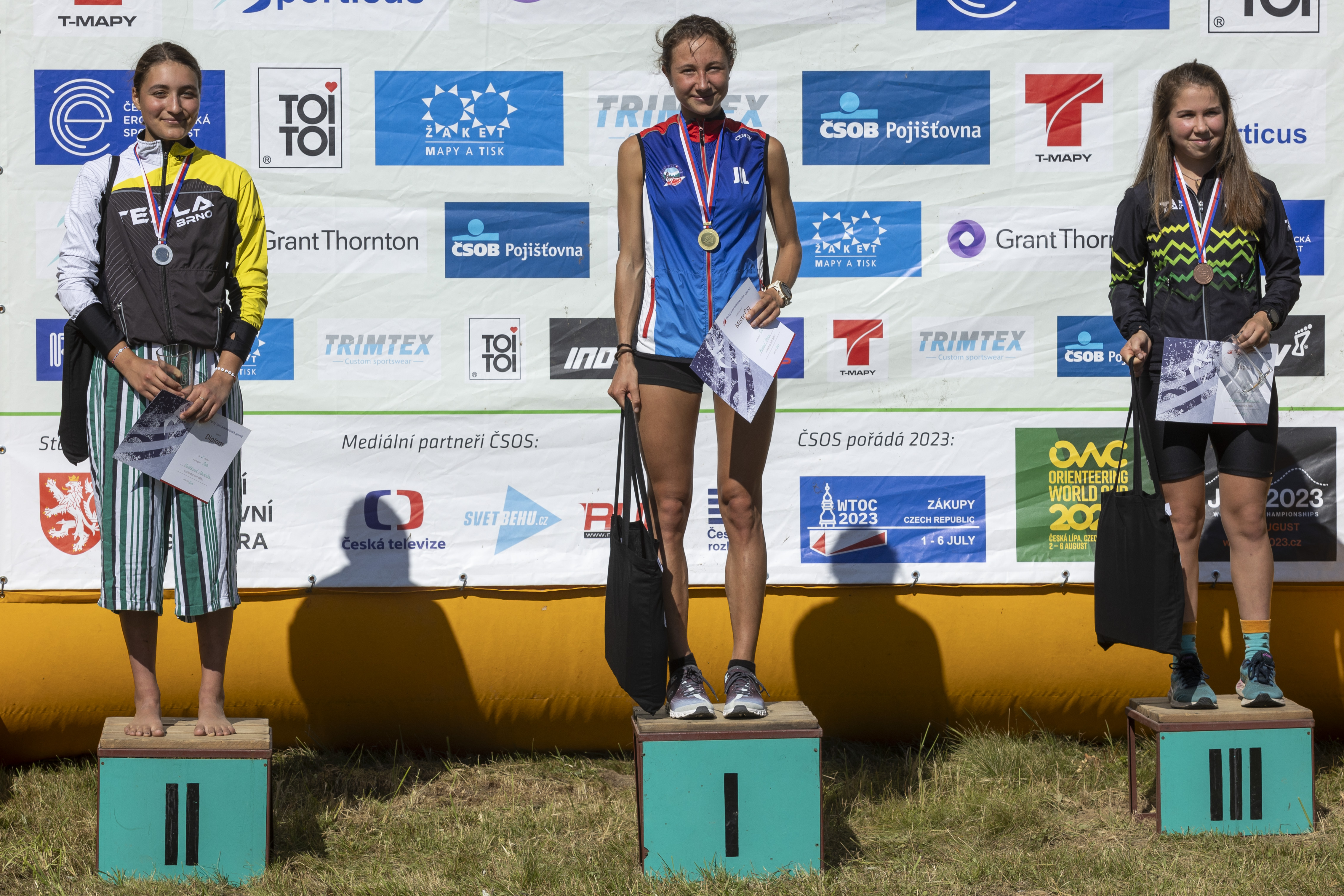
Stupně vítězů juniorky
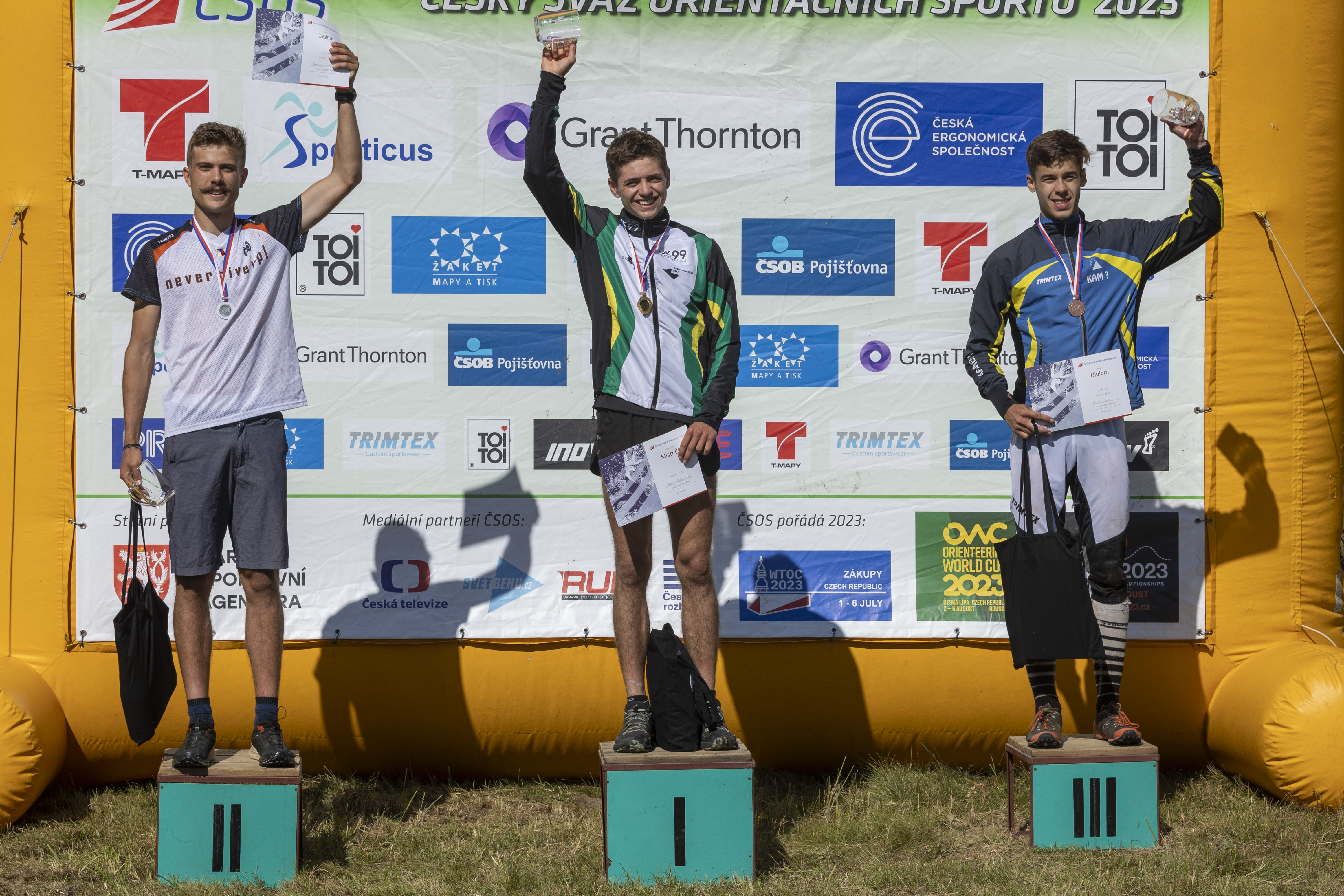
Stupně vítězů junioři

| Datum závodu   | 16.–17. 9. 2023 |  | Místo konání    | Samotín - Blatka • aréna |  | Pořadatel       | TJ Spartak první brněnská |
| Ředitel závodu | Kamil Komenda   |  | Hlavní rozhodčí | Libor Slezák             |  | Stavitelé tratí | Libor Zřídkaveselý        |
| Název mapy     | Lisovská skála  |  | Web závodu      | www                      |  | Výsledky závodu | ORIS                      |

| Zkrácené výsledky             | Zkrácené výsledky       | Zkrácené výsledky                | Zkrácené výsledky       | Zkrácené výsledky       | Zkrácené výsledky | Zkrácené výsledky       | Zkrácené výsledky                         | Zkrácené výsledky       | Zkrácené výsledky       |
| Pořadí                        | H21 - muži              | H21 - muži                       | H21 - muži              | H21 - muži              | Pořadí            | D21 - ženy              | D21 - ženy                                | D21 - ženy              | D21 - ženy              |
| ----------------------------- | ----------------------- | -------------------------------- | ----------------------- | ----------------------- | ----------------- | ----------------------- | ----------------------------------------- | ----------------------- | ----------------------- |
| Zlatá medaile                 | Tomáš Křivda            | K.O.B. Choceň                    | 32:20                   |                         | Zlatá medaile     | Jana Stehlíková         | OK Lokomotiva Pardubice                   | 36:15                   |                         |
| Stříbrná medaile              | Martin Roudný           | OK Lokomotiva Pardubice          | 34:23                   | +2:03                   | Stříbrná medaile  | Denisa Kosová           | OK 99 Hradec Králové                      | 36:24                   | +0:09                   |
| Bronzová medaile              | Jonáš Hubáček           | OOB TJ Slovan Luhačovice         | 34:46                   | +2:26                   | Bronzová medaile  | Barbora Chaloupská      | OK 99 Hradec Králové                      | 37:28                   | +1:13                   |
| 4                             | Vojtěch Král            | SK Severka Šumperk               | 35:02                   | +2:42                   | 4                 | Lucie Semíková          | OK Kamenice                               | 37:55                   | +1:40                   |
| 5                             | Miloš Nykodým           | SK Žabovřesky Brno               | 35:19                   | +2:59                   | 5                 | Jana Peterová           | OK Lokomotiva Pardubice                   | 38:16                   | +2:01                   |
| 6                             | Petr Horvát             | KOS TJ Tesla Brno                | 36:08                   | +3:48                   | 6                 | Tereza Čechová          | OK Kamenice                               | 38:34                   | +2:19                   |
| 7                             | Jakub Glonek            | OK Kamenice                      | 36:35                   | +4:15                   | 7                 | Zdenka Kozáková         | KOS TJ Tesla Brno                         | 38:42                   | +2:27                   |
| 8                             | Tomáš Kubelka           | OK Lokomotiva Pardubice          | 36:59                   | +4:39                   | 8                 | Markéta Tesařová        | SK Žabovřesky Brno                        | 39:21                   | +3:06                   |
| 9                             | Jan Petržela            | OK 99 Hradec Králové             | 37:23                   | +5:03                   | 9                 | Anna Fürstová           | SK Severka Šumperk                        | 39:30                   | +3:15                   |
| 10                            | Jáchym Coufal           | SK Žabovřesky Brno               | 37:27                   | +5:07                   | 10                | Iva Kavánková           | SKOB Zlín                                 | 39:42                   | +3:27                   |
| Pořadí                        | H20 - junioři           | H20 - junioři                    | H20 - junioři           | H20 - junioři           | Pořadí            | D20 - juniorky          | D20 - juniorky                            | D20 - juniorky          | D20 - juniorky          |
| Zlatá medaile                 | Jakub Chaloupský        | OK 99 Hradec Králové             | 22:33                   |                         | Zlatá medaile     | Anna Karlová            | OK Jilemnice                              | 24:50                   |                         |
| Stříbrná medaile              | Dominik Průša           | USK Praha                        | 24:42                   | +2:09                   | Stříbrná medaile  | Markéta Mulíčková       | KOS TJ Tesla Brno                         | 27:32                   | +2:42                   |
| Bronzová medaile              | Martin Gajda            | OK Kamenice                      | 25:02                   | +2:29                   | Bronzová medaile  | Barbora Smolková        | KOB TRETRA Praha                          | 30:03                   | +5:13                   |
| Pořadí                        | H18 - starší dorostenci | H18 - starší dorostenci          | H18 - starší dorostenci | H18 - starší dorostenci | Pořadí            | D18 - starší dorostenky | D18 - starší dorostenky                   | D18 - starší dorostenky | D18 - starší dorostenky |
| Zlatá medaile                 | Vilém Bednařík          | TJ Spartak 1. Brněnská           | 21:34                   |                         | Zlatá medaile     | Lucie Dittrichová       | KOB Směr Kroměříž                         | 22:00                   |                         |
| Stříbrná medaile              | Tomáš Kučera            | SK Žabovřesky Brno               | 21:43                   | +0:09                   | Stříbrná medaile  | Michaela Novotná        | OOB TJ Turnov                             | 24:00                   | +2:00                   |
| Bronzová medaile              | Ondřej Brosch           | SK Radioklub Blansko             | 22:20                   | +0:46                   | Bronzová medaile  | Michaela Srbová         | OK Lokomotiva Pardubice                   | 24:42                   | +2:42                   |
| Pořadí                        | H16 - mladší dorostenci | H16 - mladší dorostenci          | H16 - mladší dorostenci | H16 - mladší dorostenci | Pořadí            | D16 - mladší dorostenky | D16 - mladší dorostenky                   | D16 - mladší dorostenky | D16 - mladší dorostenky |
| Zlatá medaile                 | Vladimír Srb            | OK Lokomotiva Pardubice          | 21:17                   |                         | Zlatá medaile     | Viktorie Vyziblová      | Sportcentrum Jičín                        | 23:54                   |                         |
| Stříbrná medaile              | Jáchym Šubrt            | Oddíl OB Kotlářka                | 21:30                   | +0:13                   | Stříbrná medaile  | Hana Vítková            | OK Jihlava                                | 24:10                   | +0:16                   |
| Bronzová medaile              | Jakub Stehlík           | Západočeské sportovní centrum OB | 22:19                   | +1:02                   | Bronzová medaile  | Tereza Ester Kamenická  | SK Orientační sporty Nové Město na Moravě | 24:11                   | +0:17                   |
| << předchozí • následující >> |                         |                                  |                         |                         |                   |                         |                                           |                         |                         |

Souhrnné informace naleznete v článku Mistrovství České republiky v orientačním běhu na krátké trati.

## Mistrovství ČR v knock-out sprintu
Stavitel trati Daniel Wolf natočil při finálovém závodu 24 minutové video doplněné o podrobný rozbor postupů.

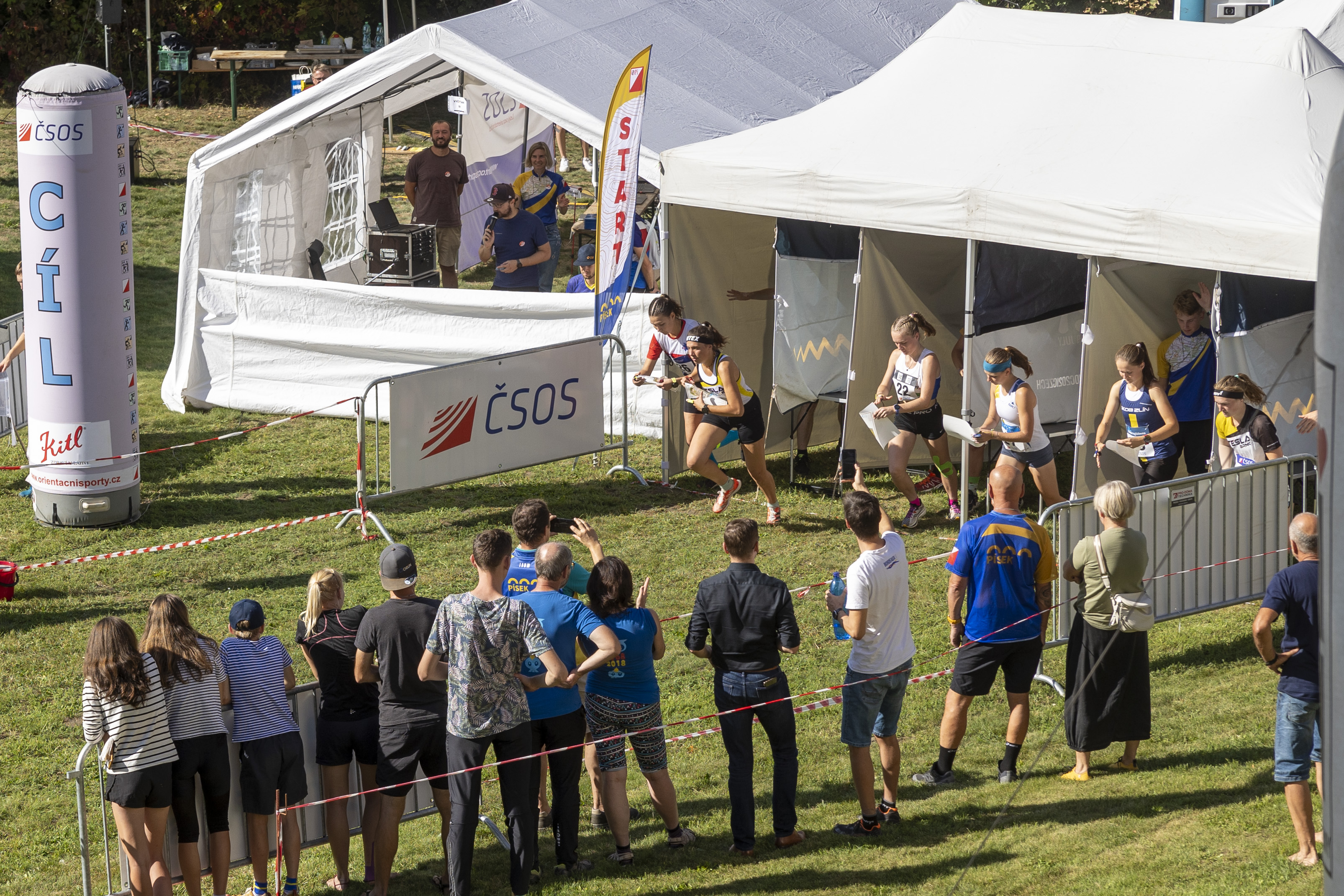
Semifinálový rozběh žen
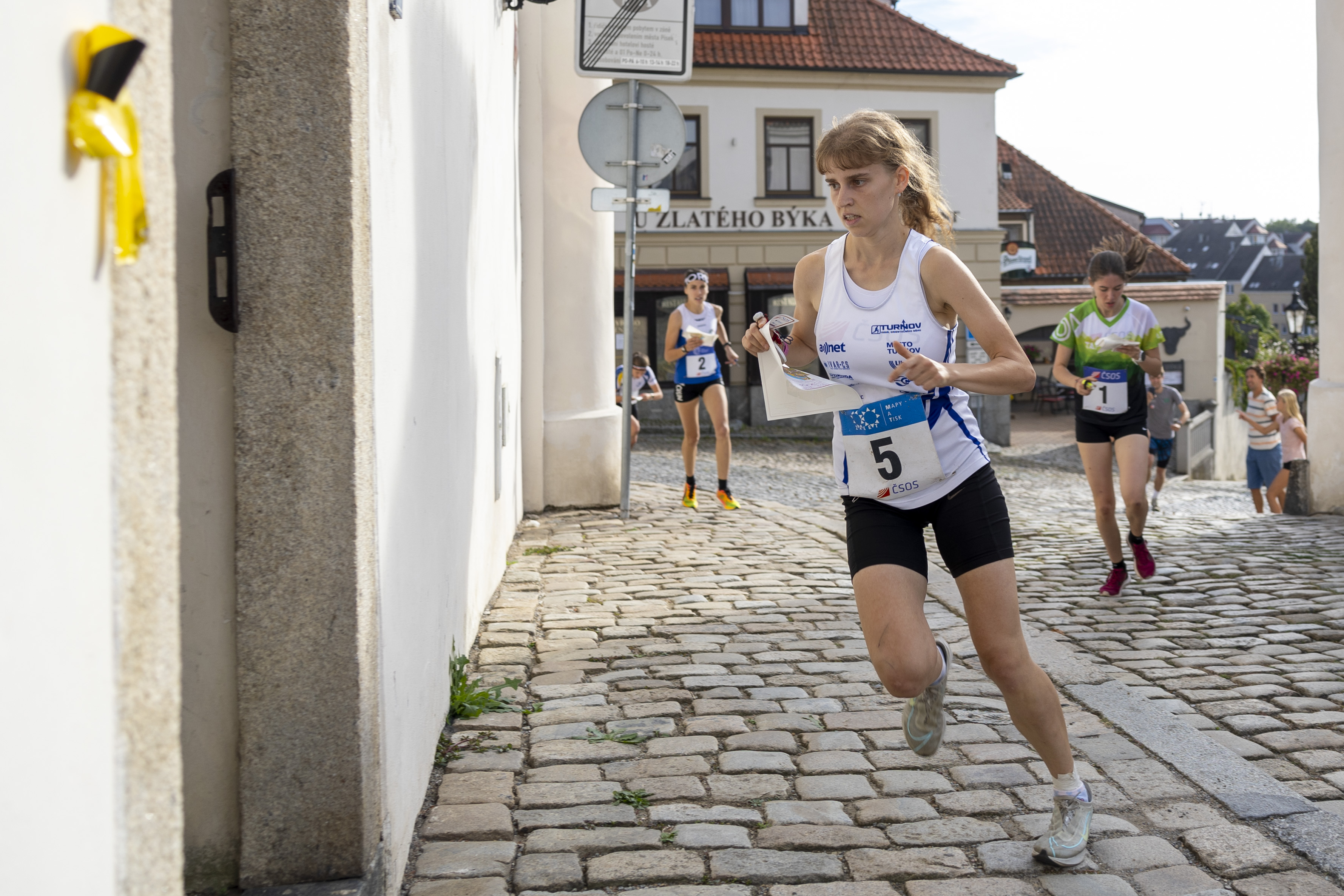
Stříbrná Jana Pekařová
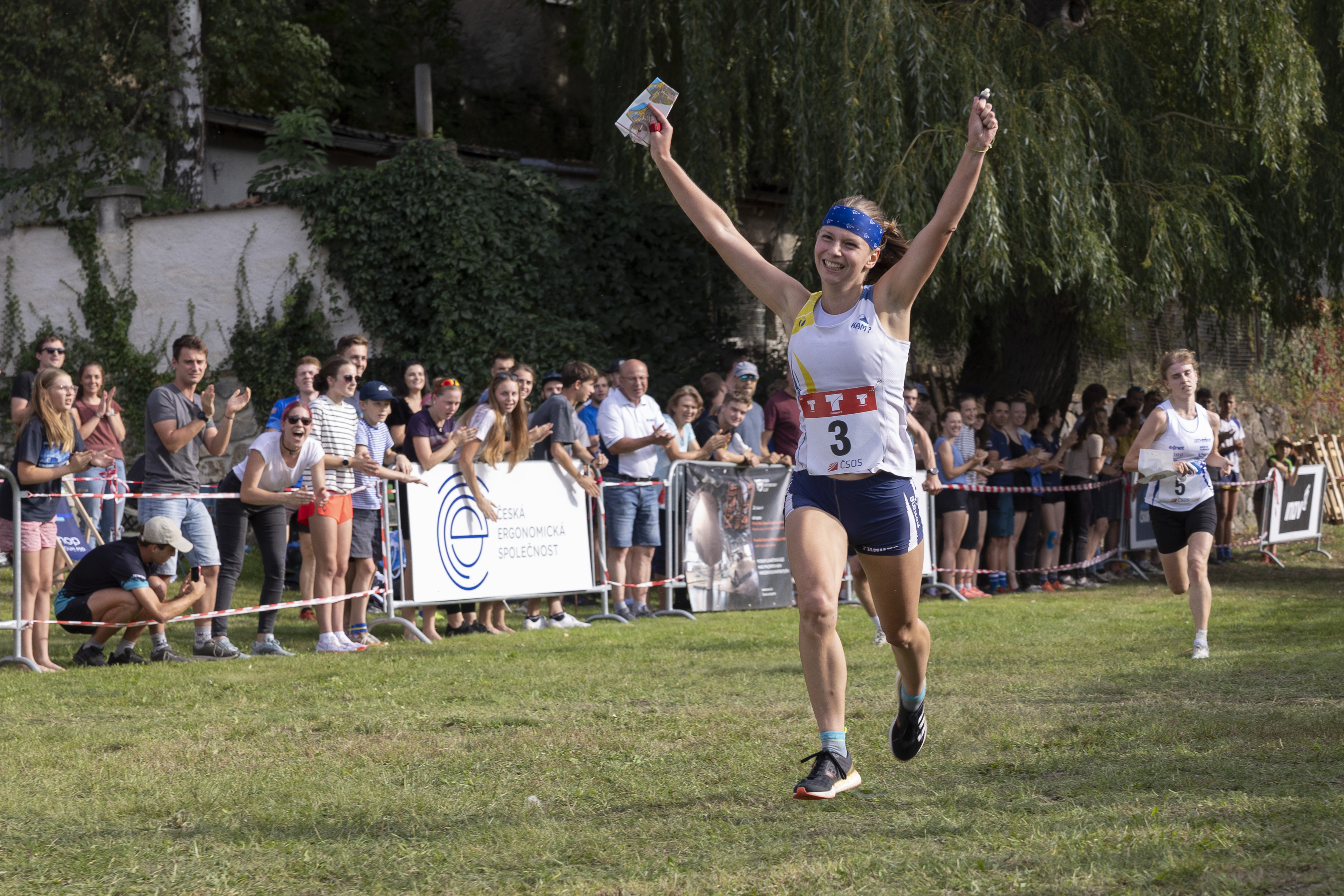
Vítězná Tereza Čechová
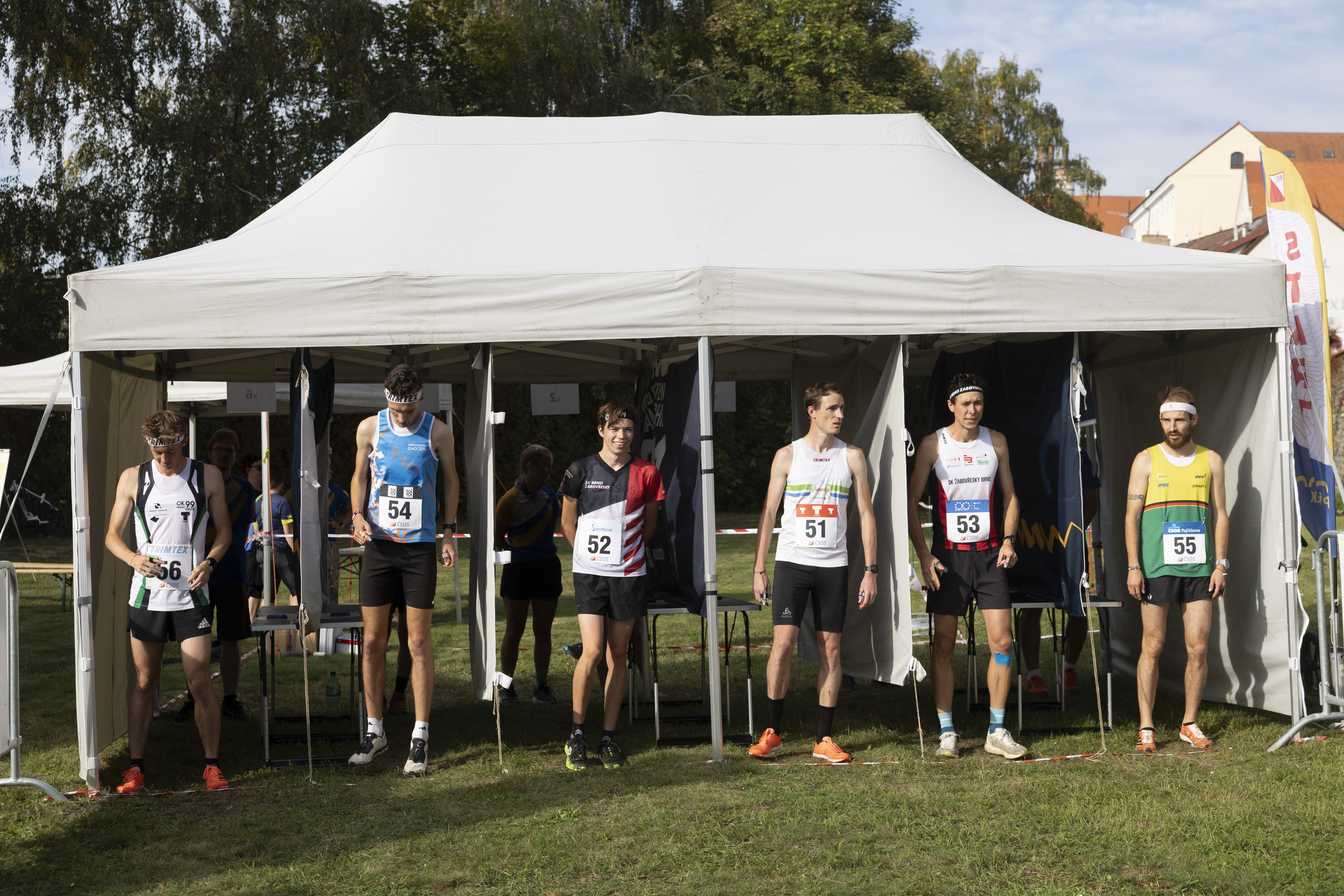
Muži před startem finále
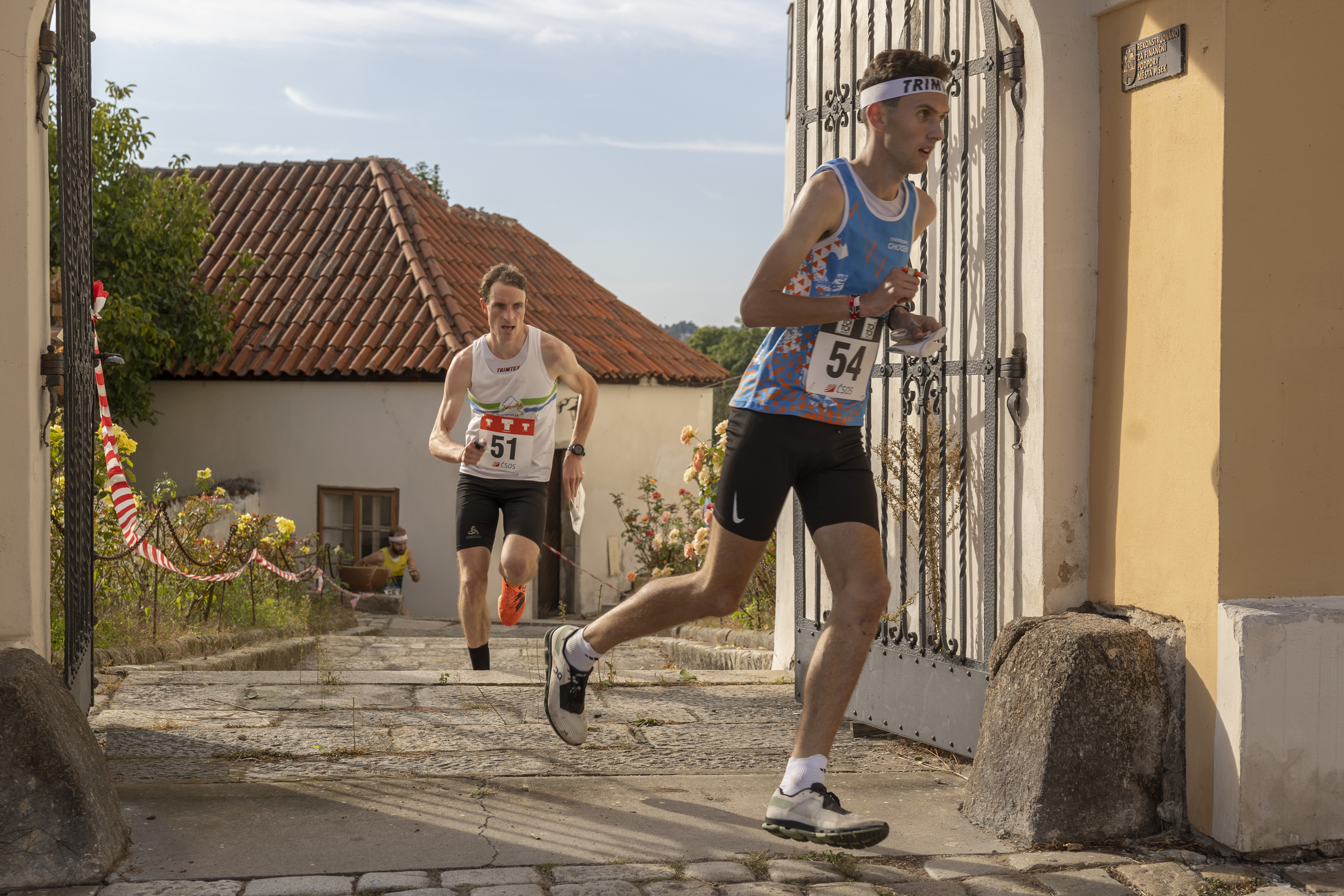
Tomáš Křivda a Vojtěch Král
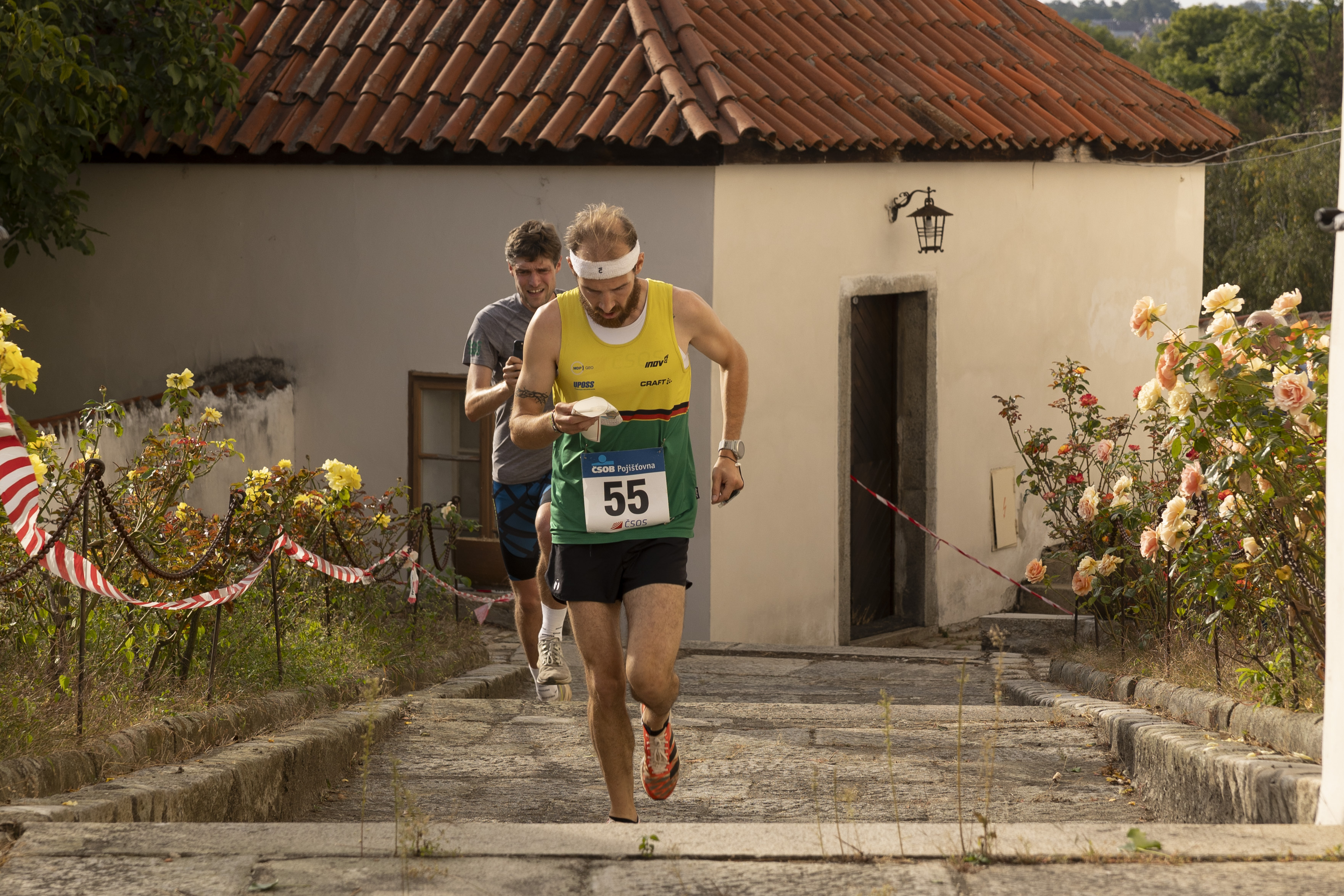
Jonáš Hubáček
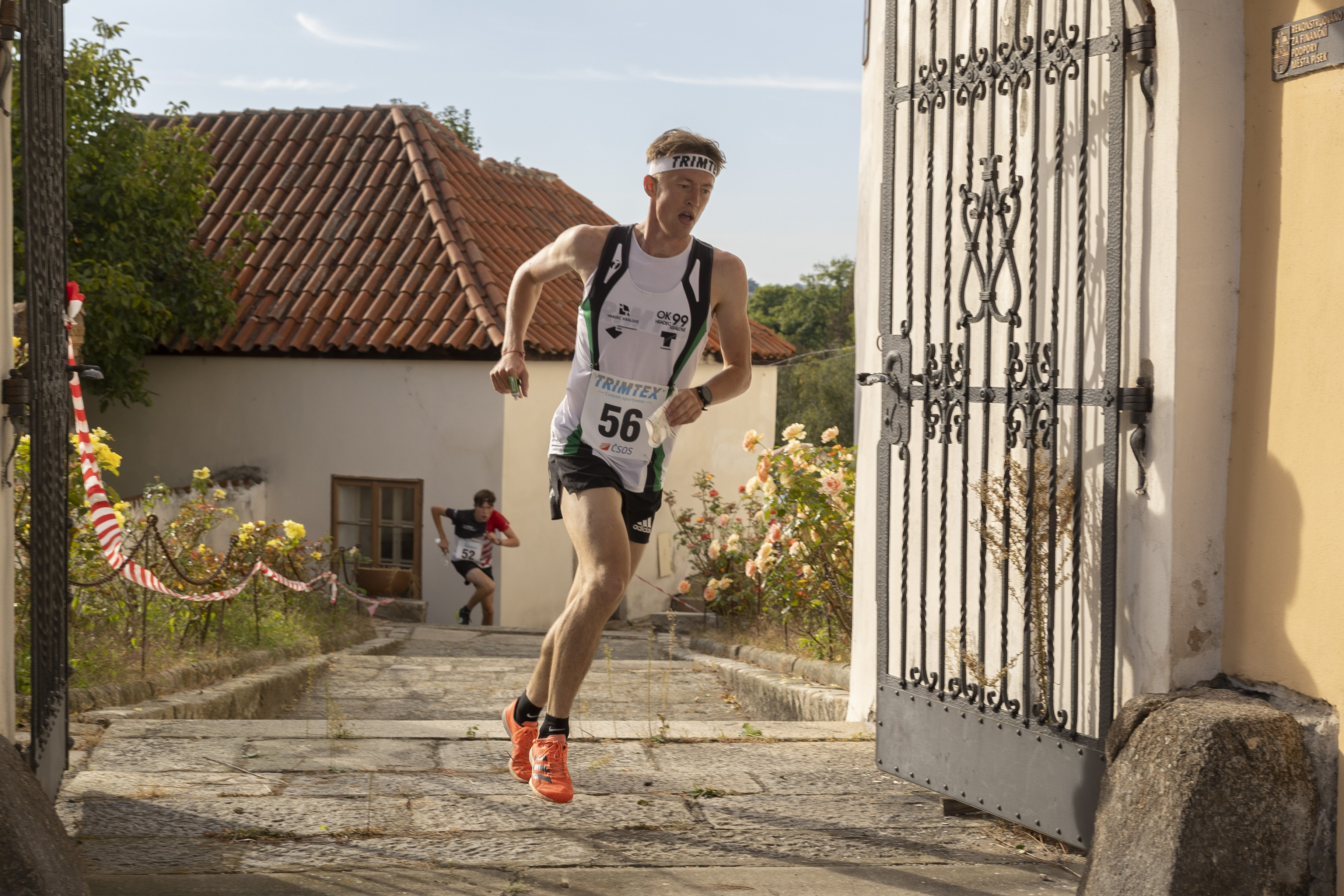
Daniel Vandas
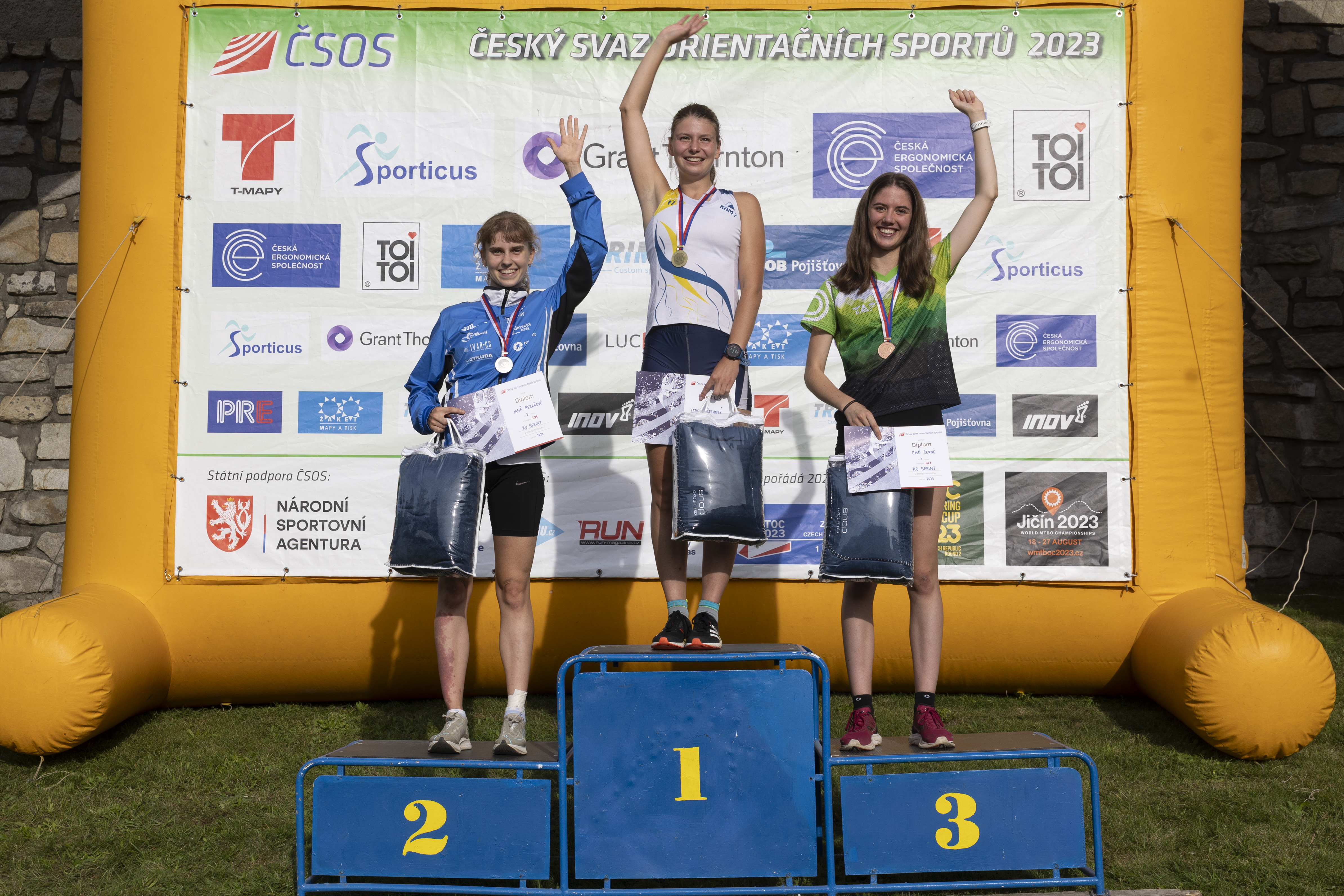
Stupně vítězů ženy
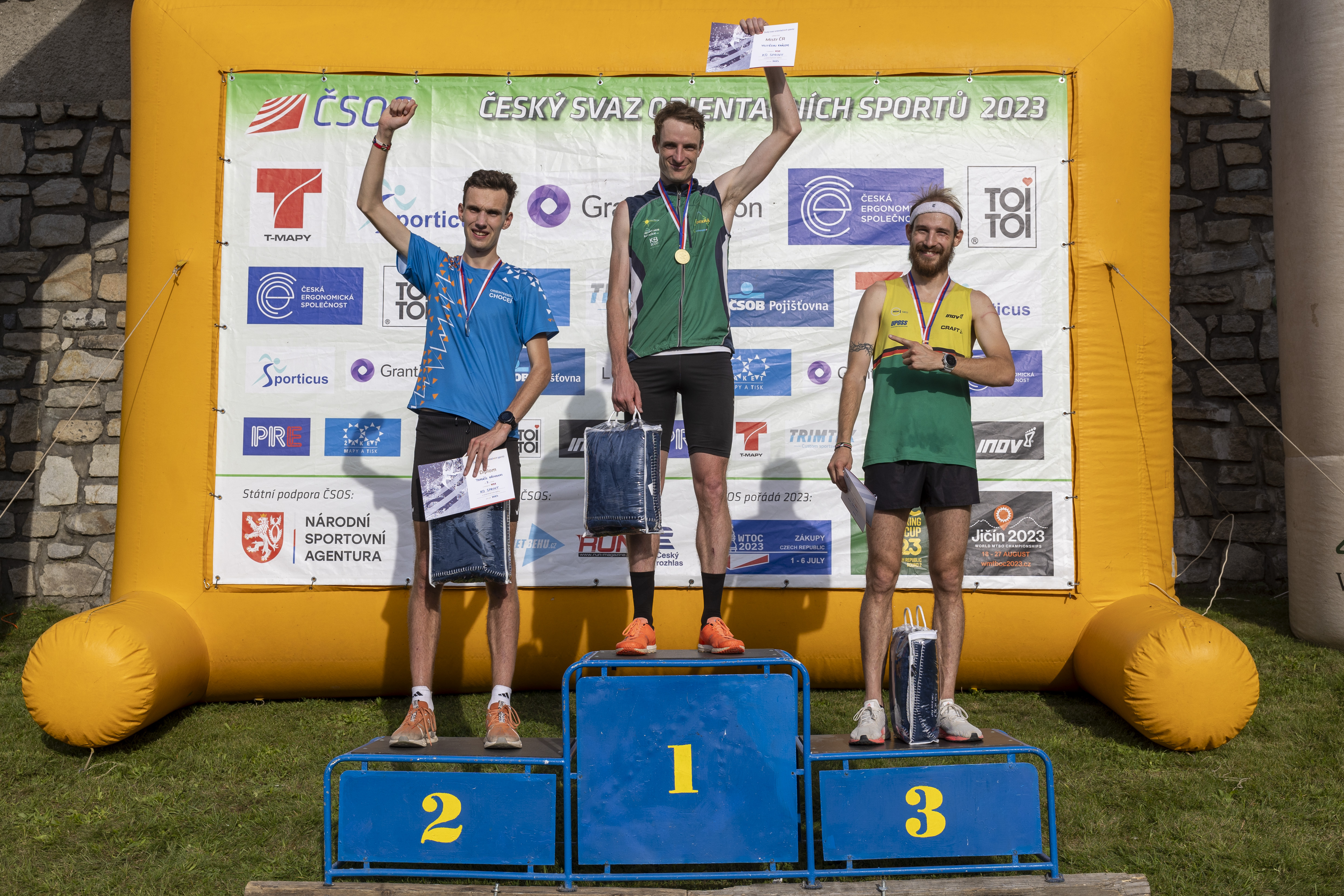
Stupně vítězů muži

| Datum závodu   | 28. 9. 2023                        |  | Místo konání    | Písek • aréna |  | Pořadatel       | Orientační sporty Písek |
| Ředitel závodu | Otto Hartvich                      |  | Hlavní rozhodčí | Radim Hošek   |  | Stavitelé tratí | Daniel Wolf             |
| Název mapy     | Mistrovství ČR v knock-out sprintu |  | Web závodu      | web           |  | Výsledky závodu | ORIS                    |

| Zkrácené výsledky | Zkrácené výsledky | Zkrácené výsledky        | Zkrácené výsledky | Zkrácené výsledky | Zkrácené výsledky | Zkrácené výsledky | Zkrácené výsledky       | Zkrácené výsledky | Zkrácené výsledky |
| Pořadí            | H21 - muži        | H21 - muži               | H21 - muži        | H21 - muži        | Pořadí            | D21 - ženy        | D21 - ženy              | D21 - ženy        | D21 - ženy        |
| ----------------- | ----------------- | ------------------------ | ----------------- | ----------------- | ----------------- | ----------------- | ----------------------- | ----------------- | ----------------- |
| Zlatá medaile     | Vojtěch Král      | SK Severka Šumperk       | 7:14              |                   | Zlatá medaile     | Tereza Čechová    | OK Kamenice             | 7:33              |                   |
| Stříbrná medaile  | Tomáš Křivda      | K.O.B. Choceň            | 7:18              | +0:04             | Stříbrná medaile  | Jana Pekařová     | OOB TJ Turnov           | 7:35              | +0:02             |
| Bronzová medaile  | Jonáš Hubáček     | OOB TJ Slovan Luhačovice | 7:19              | +0:05             | Bronzová medaile  | Ema Černá         | KOB Tretra Praha        | 7:46              | +0:13             |
| 4                 | Daniel Vandas     | OK 99 Hradec Králové     | 7:42              | +0:28             | 4                 | Lucie Semíková    | OK Kamenice             | 7:51              | +0:18             |
| 5                 | Jáchym Coufal     | SK Žabovřesky Brno       | 7:47              | +0:33             | 5                 | Jana Peterová     | OK Lokomotiva Pardubice | 7:57              | +0:23             |
| 6                 | Pavel Brlica      | SK Žabovřesky Brno       | 8:15              | +1:01             | 6                 | Tereza Korpasová  | KOS TJ Tesla Brno       | 8:16              | +0:43             |
| následující >>    |                   |                          |                   |                   |                   |                   |                         |                   |                   |

Souhrnné informace naleznete v článku Mistrovství České republiky v orientačním běhu v knock-out sprintu.

## Mistrovství ČR ve sprintu
| Datum závodu   | 30. 9. 2023   |  | Místo konání    | Opava • aréna  |  | Pořadatel       | Orientační běh Opava |
| Ředitel závodu | Jana Kostková |  | Hlavní rozhodčí | Miroslav Hadač |  | Stavitelé tratí | Luděk Valík          |
| Název mapy     | PNO a SNO     |  | Web závodu      | web            |  | Výsledky závodu | ORIS                 |

| Zkrácené výsledky             | Zkrácené výsledky       | Zkrácené výsledky        | Zkrácené výsledky       | Zkrácené výsledky       | Zkrácené výsledky | Zkrácené výsledky       | Zkrácené výsledky            | Zkrácené výsledky       | Zkrácené výsledky       |
| Pořadí                        | H21 - muži              | H21 - muži               | H21 - muži              | H21 - muži              | Pořadí            | D21 - ženy              | D21 - ženy                   | D21 - ženy              | D21 - ženy              |
| ----------------------------- | ----------------------- | ------------------------ | ----------------------- | ----------------------- | ----------------- | ----------------------- | ---------------------------- | ----------------------- | ----------------------- |
| Zlatá medaile                 | Tomáš Křivda            | K.O.B. Choceň            | 12:54                   |                         | Zlatá medaile     | Tereza Janošíková       | SK Severka Šumperk           | 13:39                   |                         |
| Stříbrná medaile              | Vojtěch Král            | SK Severka Šumperk       | 13:16                   | +0:22                   | Stříbrná medaile  | Jana Peterová           | OK Lokomotiva Pardubice      | 13:47                   | +0:08                   |
| Bronzová medaile              | Martin Roudný           | OK Lokomotiva Pardubice  | 13:23                   | +0:29                   | Bronzová medaile  | Hanna Wiśniewska        | K.O.B. Choceň                | 13:58                   | +0:19                   |
| 4                             | Jakub Glonek            | OK Kamenice              | 13:37                   | +0:43                   | 4                 | Nikola Zlámalová        | Sportcentrum Jičín           | 14:16                   | +0:37                   |
| 5                             | Jonáš Hubáček           | OOB TJ Slovan Luhačovice | 13:40                   | +0:46                   | 5                 | Jana Pekařová           | OOB TJ Turnov                | 14:18                   | +0:39                   |
| 6                             | Pavel Brlica            | SK Žabovřesky Brno       | 13:46                   | +0:52                   | 6                 | Lucie Semíková          | OK Kamenice                  | 14:21                   | +0:42                   |
| 7                             | Daniel Vandas           | OK 99 Hradec Králové     | 13:55                   | +1:01                   | 7                 | Barbora Matějková       | OOB TJ Turnov                | 14:30                   | +0:51                   |
| 8                             | Miloš Nykodým           | SK Žabovřesky Brno       | 14:02                   | +1:08                   | 8                 | Adéla Bogarová          | SK Praga                     | 14:33                   | +0:54                   |
| 9                             | Filip Adámek            | KOS TJ Tesla Brno        | 14:20                   | +1:26                   | 9                 | Johanka Šimková         | SK Žabovřesky Brno           | 14:36                   | +0:57                   |
| 10                            | Tomáš Janovský          | SK Praga                 | 14:31                   | +1:37                   | 10                | Tereza Čechová          | OK Kamenice                  | 14:44                   | +1:05                   |
| Pořadí                        | H20 - junioři           | H20 - junioři            | H20 - junioři           | H20 - junioři           | Pořadí            | D20 - juniorky          | D20 - juniorky               | D20 - juniorky          | D20 - juniorky          |
| Zlatá medaile                 | Jakub Chaloupský        | OK 99 Hradec Králové     | 12:17                   |                         | Zlatá medaile     | Anna Karlová            | OK Jilemnice                 | 12:22                   |                         |
| Stříbrná medaile              | Martin Roháč            | OOB TJ Slovan Luhačovice | 12:40                   | +0:23                   | Stříbrná medaile  | Ema Černá               | KOB TRETRA Praha             | 12:44                   | +0:22                   |
| Bronzová medaile              | Vít Čech                | OK Kamenice              | 12:46                   | +0:29                   | Bronzová medaile  | Markéta Mulíčková       | KOS TJ Tesla Brno            | 13:15                   | +0:53                   |
| Pořadí                        | H18 - starší dorostenci | H18 - starší dorostenci  | H18 - starší dorostenci | H18 - starší dorostenci | Pořadí            | D18 - starší dorostenky | D18 - starší dorostenky      | D18 - starší dorostenky | D18 - starší dorostenky |
| Zlatá medaile                 | Ondřej Brosch           | SK Radioklub Blansko     | 11:44                   |                         | Zlatá medaile     | Lucie Dittrichová       | KOB Směr Kroměříž            | 12:20                   |                         |
| Stříbrná medaile              | Vilém Bednařík          | TJ Spartak 1. Brněnská   | 11:56                   | +0:12                   | Stříbrná medaile  | Michaela Novotná        | OOB TJ Turnov                | 12:22                   | +0:02                   |
| Bronzová medaile              | Tomáš Urbánek           | SK Žabovřesky Brno       | 11:58                   | +0:14                   | Bronzová medaile  | Michaela Srbová         | OK Lokomotiva Pardubice      | 13:03                   | +0:43                   |
| Pořadí                        | H16 - mladší dorostenci | H16 - mladší dorostenci  | H16 - mladší dorostenci | H16 - mladší dorostenci | Pořadí            | D16 - mladší dorostenky | D16 - mladší dorostenky      | D16 - mladší dorostenky | D16 - mladší dorostenky |
| Zlatá medaile                 | Tomáš Metelka           | OK 99 Hradec Králové     | 11:54                   |                         | Zlatá medaile     | Tereza Paulíčková       | SOB Olomouc (Slávia Olomouc) | 12:42                   |                         |
| Stříbrná medaile              | Ondřej Štěpánek         | KOS TJ Tesla Brno        | 12:03                   | +0:09                   | Stříbrná medaile  | Hana Vítková            | OK Jihlava                   | 12:43                   | +0:01                   |
| Bronzová medaile              | Vladimír Srb            | OK Lokomotiva Pardubice  | 12:06                   | +0:12                   | Bronzová medaile  | Sheila Havrdová         | Sportcentrum Jičín           | 12:45                   | +0:03                   |
| << předchozí • následující >> |                         |                          |                         |                         |                   |                         |                              |                         |                         |

Souhrnné informace naleznete v článku Mistrovství České republiky v orientačním běhu ve sprintu.

## Mistrovství ČR sprintových štafet
| Datum závodu   | 1. 10. 2023   |  | Místo konání    | Opava • aréna |  | Pořadatel       | Orientační běh Opava |
| Ředitel závodu | Jana Kostková |  | Hlavní rozhodčí | Luděk Valík   |  | Stavitelé tratí | Miroslav Hadač       |
| Název mapy     | PNO a SNO     |  | Web závodu      | web           |  | Výsledky závodu | ORIS                 |

| Zkrácené výsledky             | Zkrácené výsledky                                                                 | Zkrácené výsledky | Zkrácené výsledky | Zkrácené výsledky | Zkrácené výsledky                                                                             | Zkrácené výsledky | Zkrácené výsledky | Zkrácené výsledky | Zkrácené výsledky |
| Pořadí                        | DH21 - dospělí                                                                    | DH21 - dospělí    | DH21 - dospělí    | Pořadí            | DH18 - dorost                                                                                 | DH18 - dorost     | DH18 - dorost     |                   |                   |
| ----------------------------- | --------------------------------------------------------------------------------- | ----------------- | ----------------- | ----------------- | --------------------------------------------------------------------------------------------- | ----------------- | ----------------- | ----------------- | ----------------- |
| Zlatá medaile                 | SK Severka Šumperk Anna Fürstová Martin Poklop Vojtěch Král Tereza Janošíková     | 53:33             |                   | Zlatá medaile     | OOB TJ Turnov Lea Martanová Hugo Hoetzel Prokop Tomášek Michaela Novotná                      | 52:09             |                   |                   |                   |
| Stříbrná medaile              | OK Lokomotiva Pardubice Jana Stehlíková Tomáš Kubelka Martin Roudný Jana Peterová | 53:45             | +0:12             | Stříbrná medaile  | OK Lokomotiva Pardubice Kateřina Švíglerová Filip Hanuš Vladimír Srb Michaela Srbová          | 52:16             | +0:07             |                   |                   |
| Bronzová medaile              | OK Kamenice Lucie Semíková Vít Čech Jakub Glonek Tereza Čechová                   | 54:17             | +0:44             | Bronzová medaile  | SKOB Zlín Valentina Batani Tobias Pekárek Václav Pernička Lucie Dittrichová                   | 52:29             | +0:20             |                   |                   |
| 4                             | SK Žabovřesky Brno Natalia Hiklová Miloš Nykodým Pavel Brlica Johanka Šimková     | 54:47             | +1:14             | 4                 | TJ Spartak 1. brněnská Anežka Fedrová Adam Zřídkaveselý Vilém Bednařík Barbora Strýčková      | 52:37             | +0:28             |                   |                   |
| 5                             | OOB TJ Turnov Barbora Matějková Matyáš Štregl Kryštof Hájek Jana Pekařová         | 55:07             | +1:34             | 5                 | Západočeské sportovní centrum Daniela Mayerová Jakub Stehlík Šimon Stehlík Kateřina Kožíšková | 52:39             | +0:30             |                   |                   |
| << předchozí • následující >> |                                                                                   |                   |                   |                   |                                                                                               |                   |                   |                   |                   |

Souhrnné informace naleznete v článku Mistrovství České republiky v orientačním běhu sprintových štafet.

## Mistrovství ČR štafet

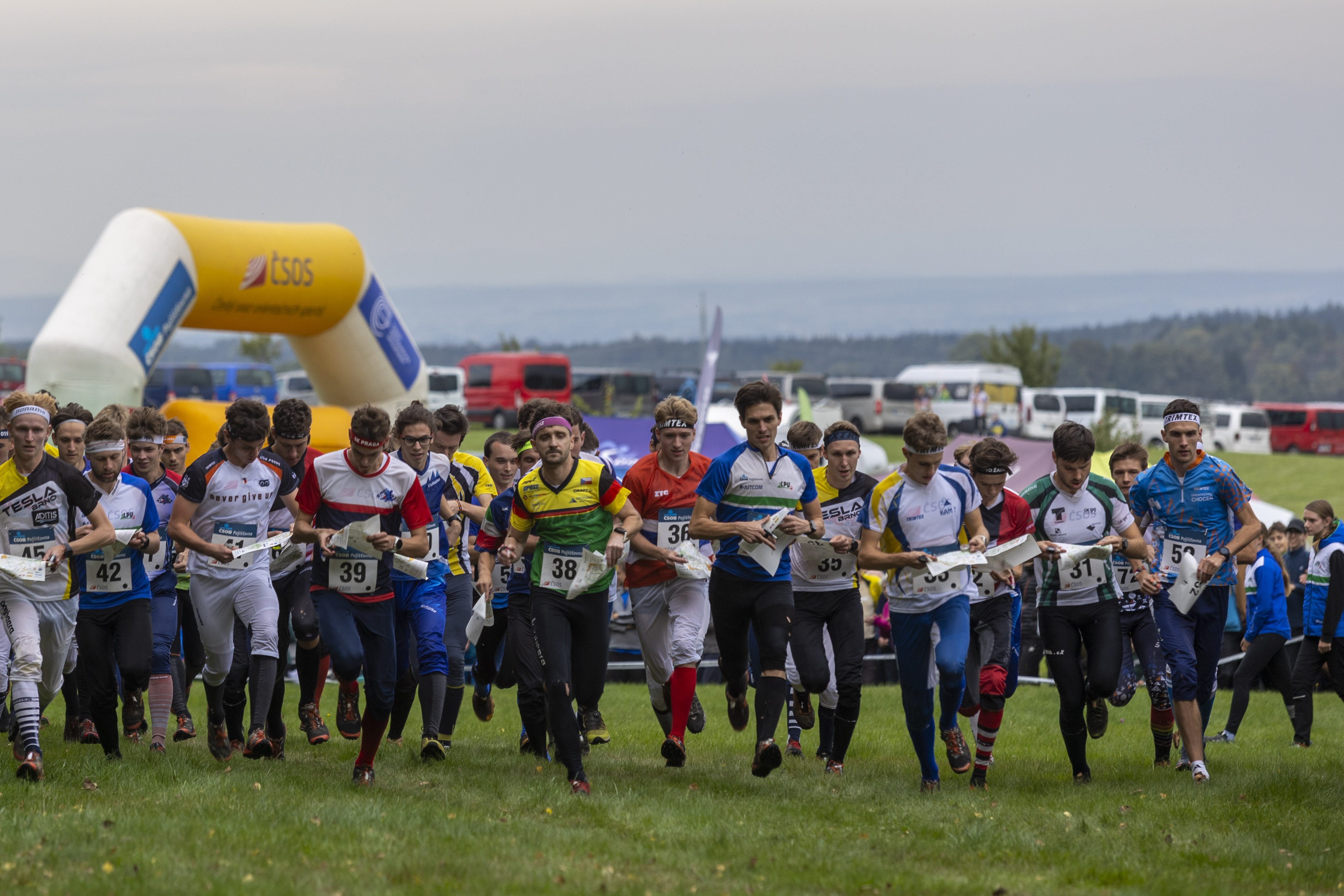
Start muži
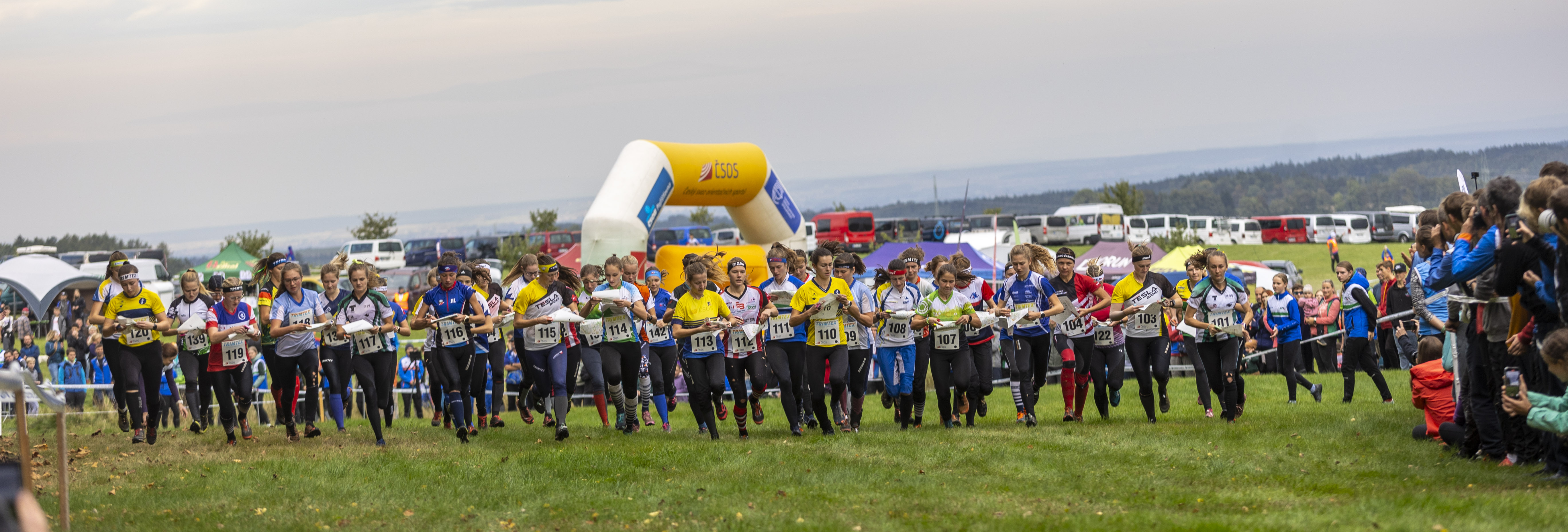
Start ženy
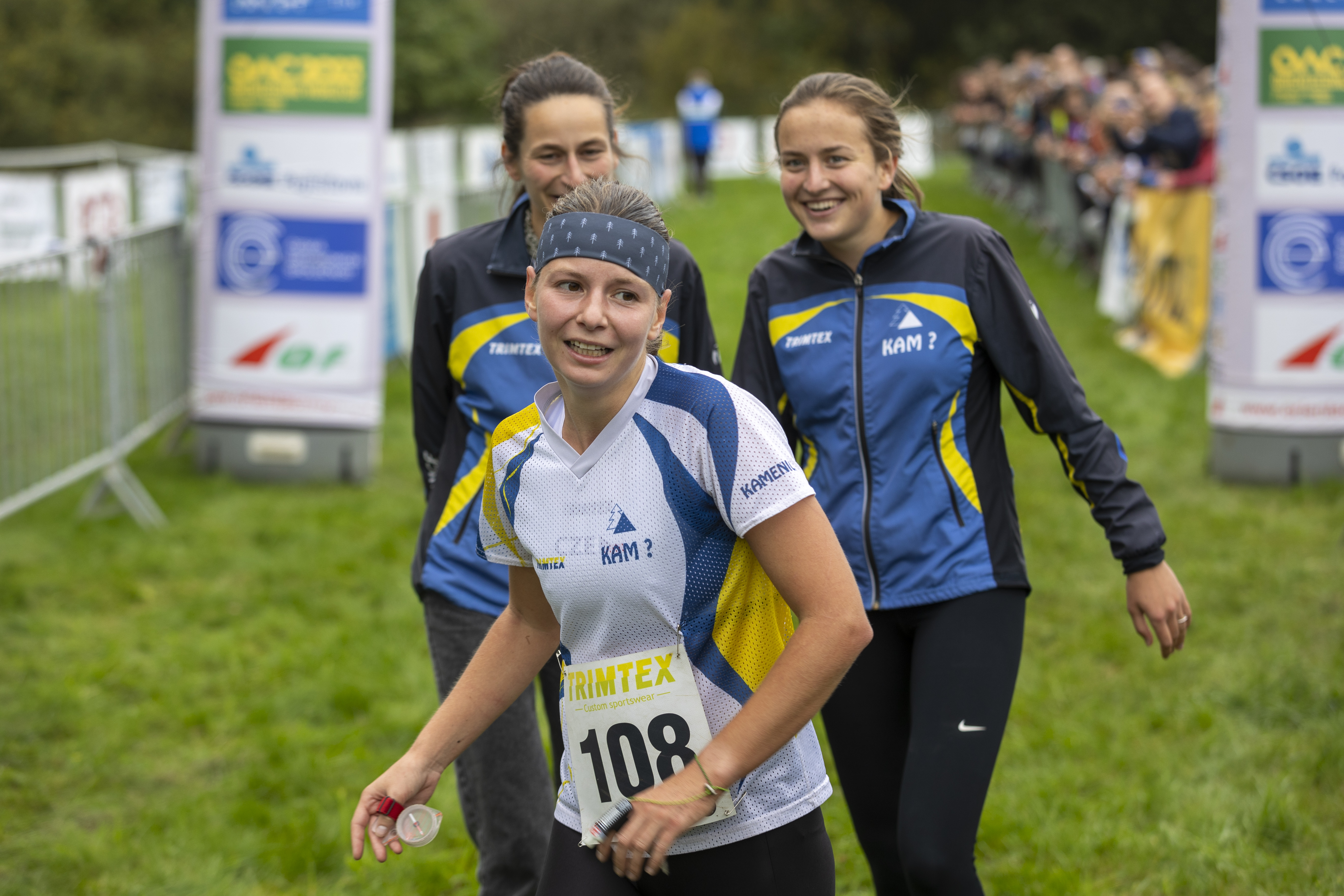
Vítězná štafeta žen
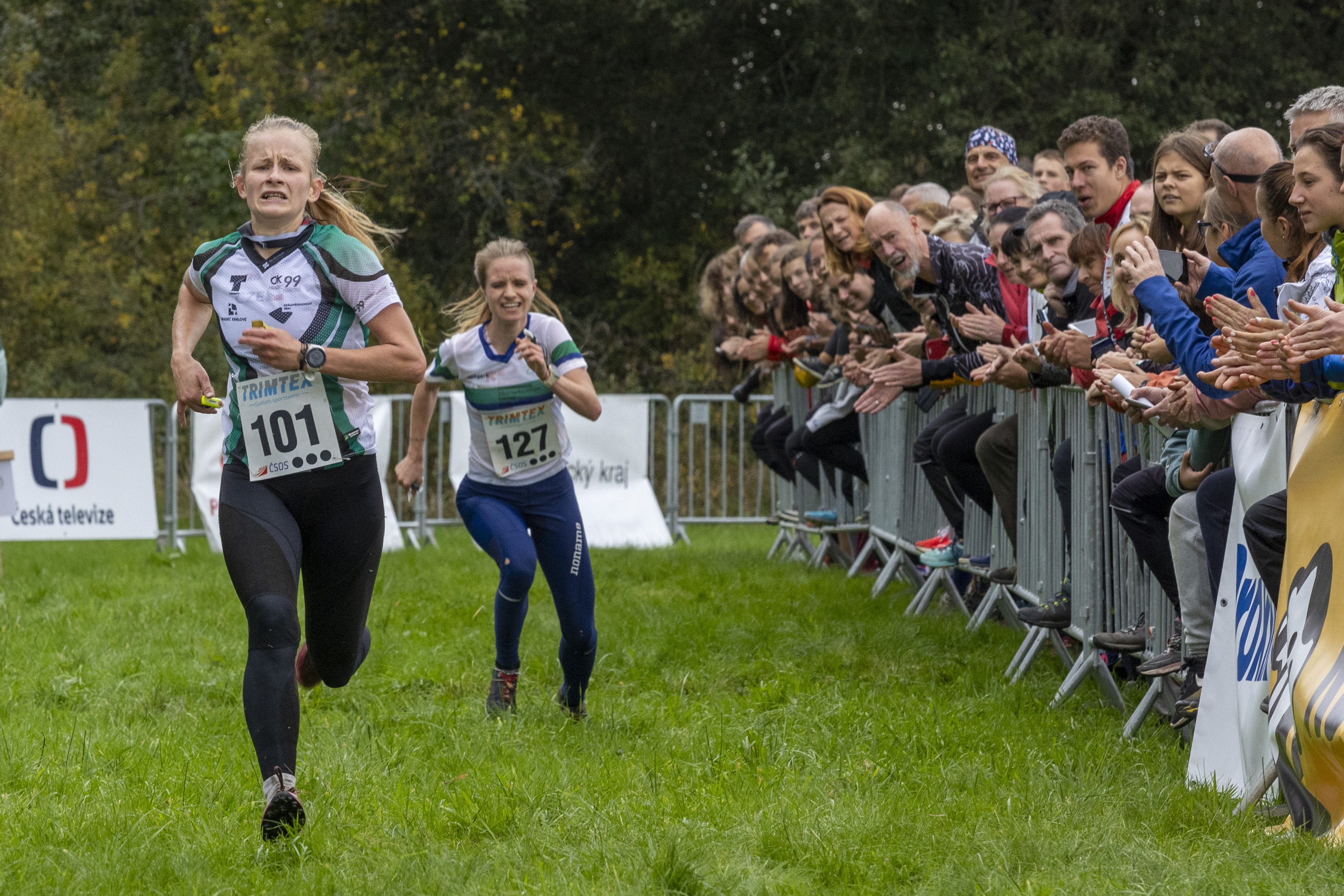
Souboj o 2. místo
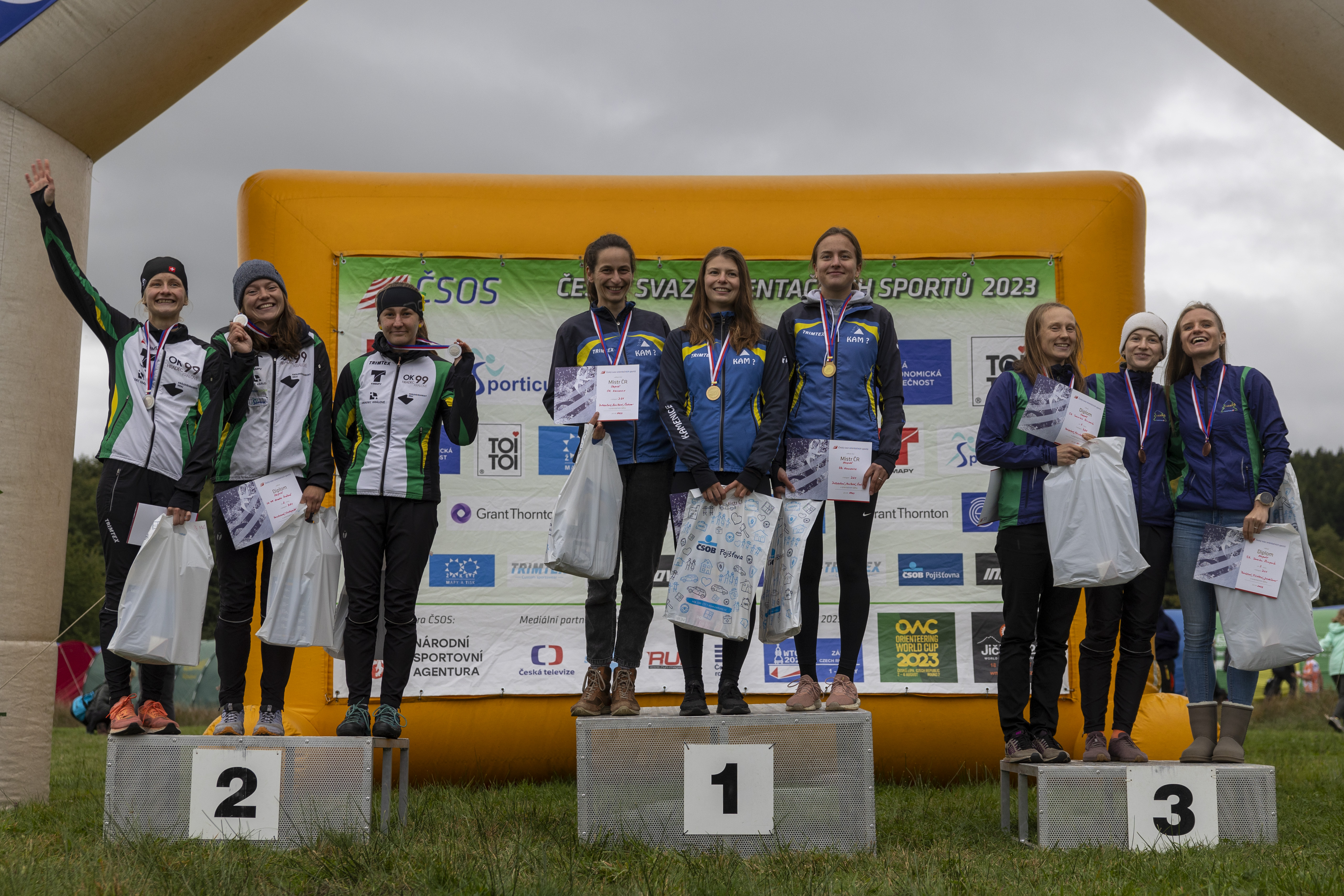
Stupně ženy
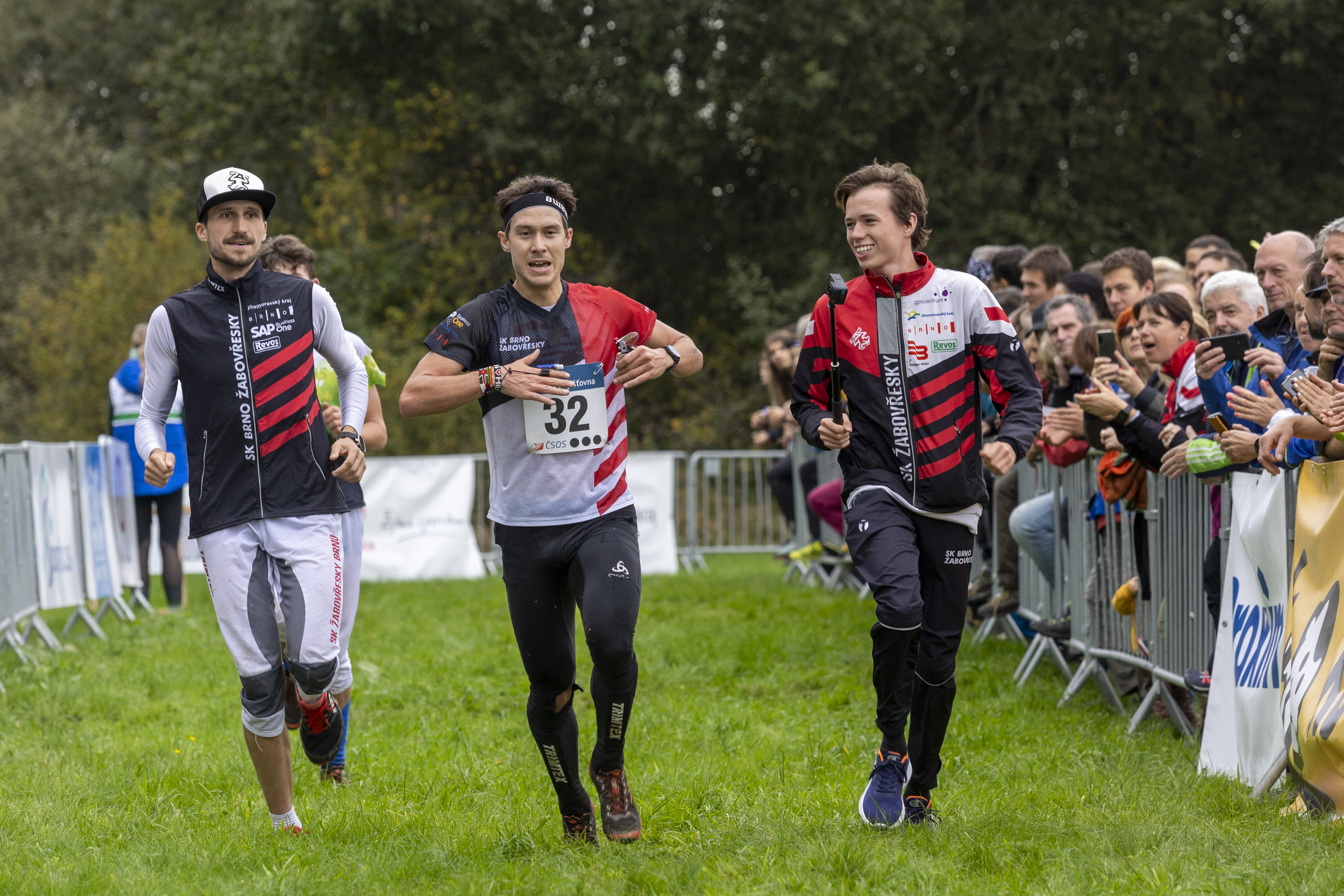
Vítězná štafeta mužů
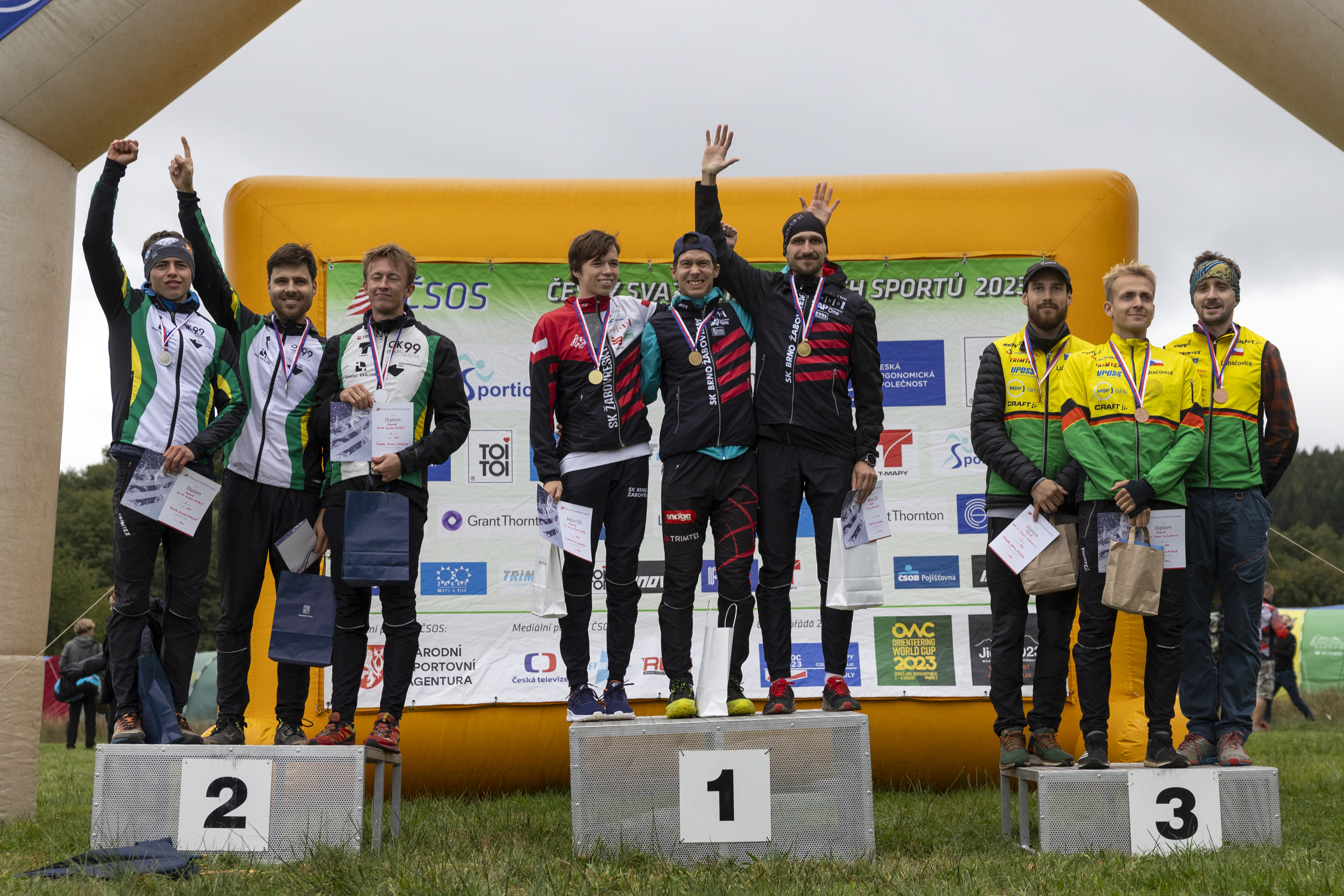
Stupně muži
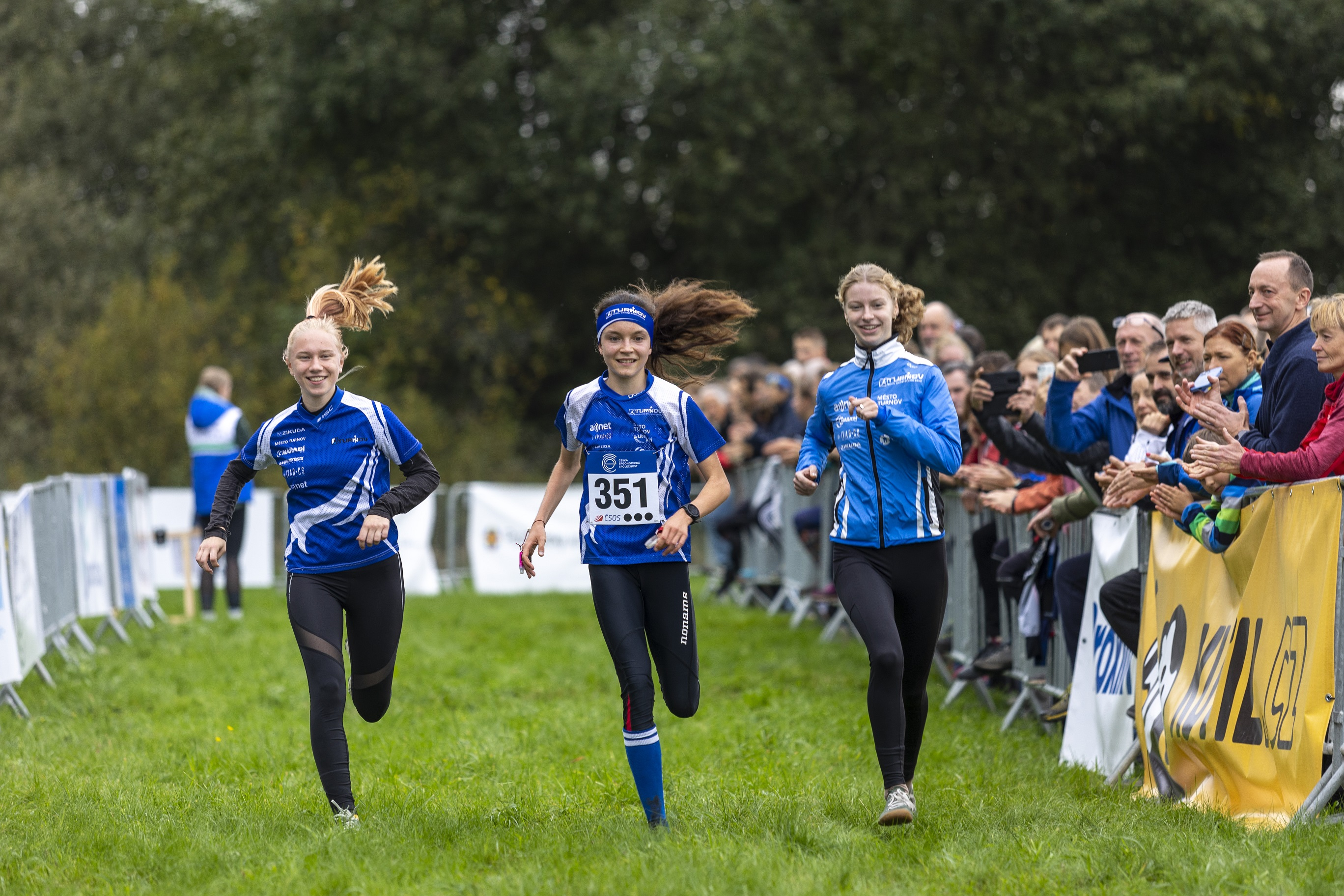
Vítězné dorostenky
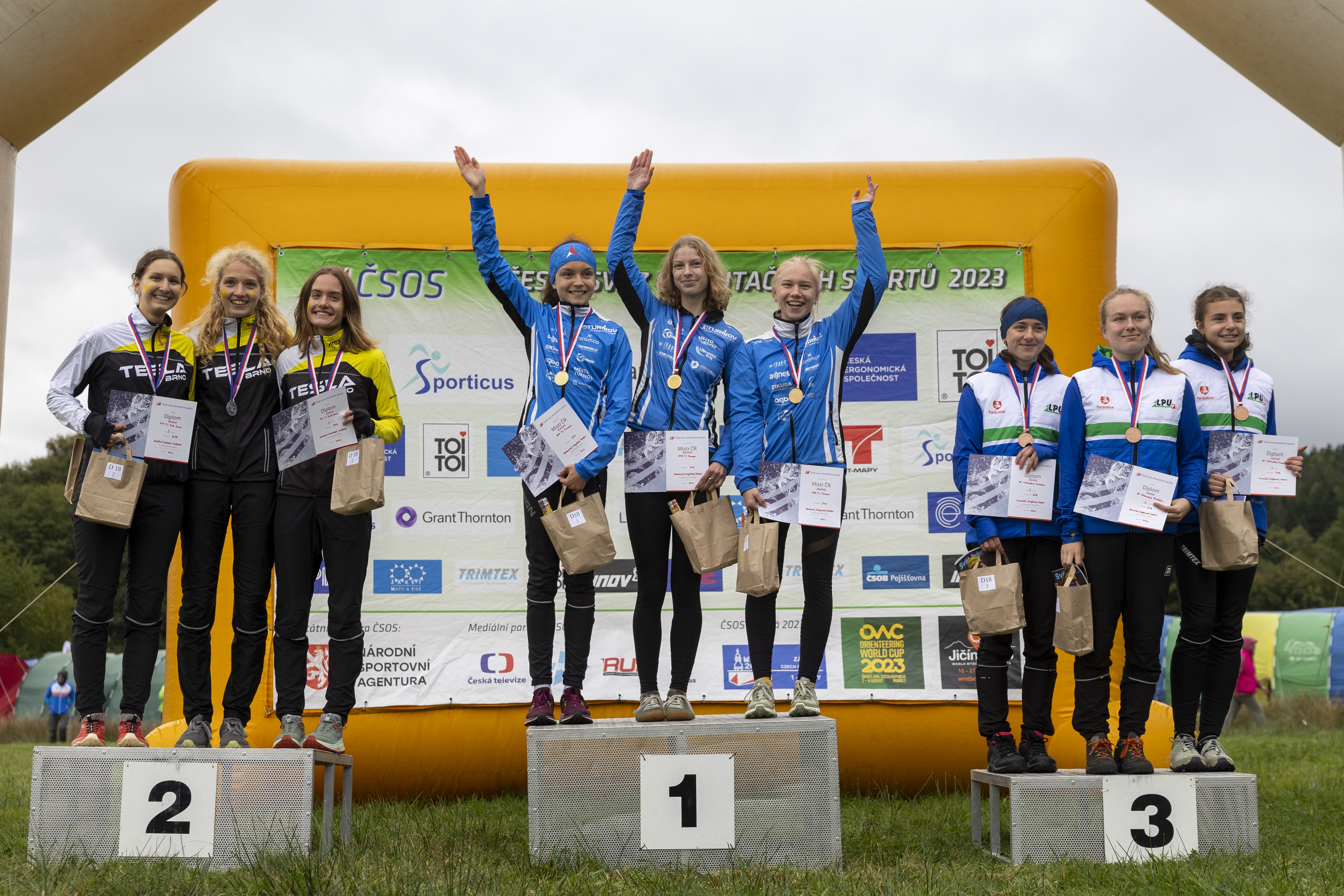
Dorostenky
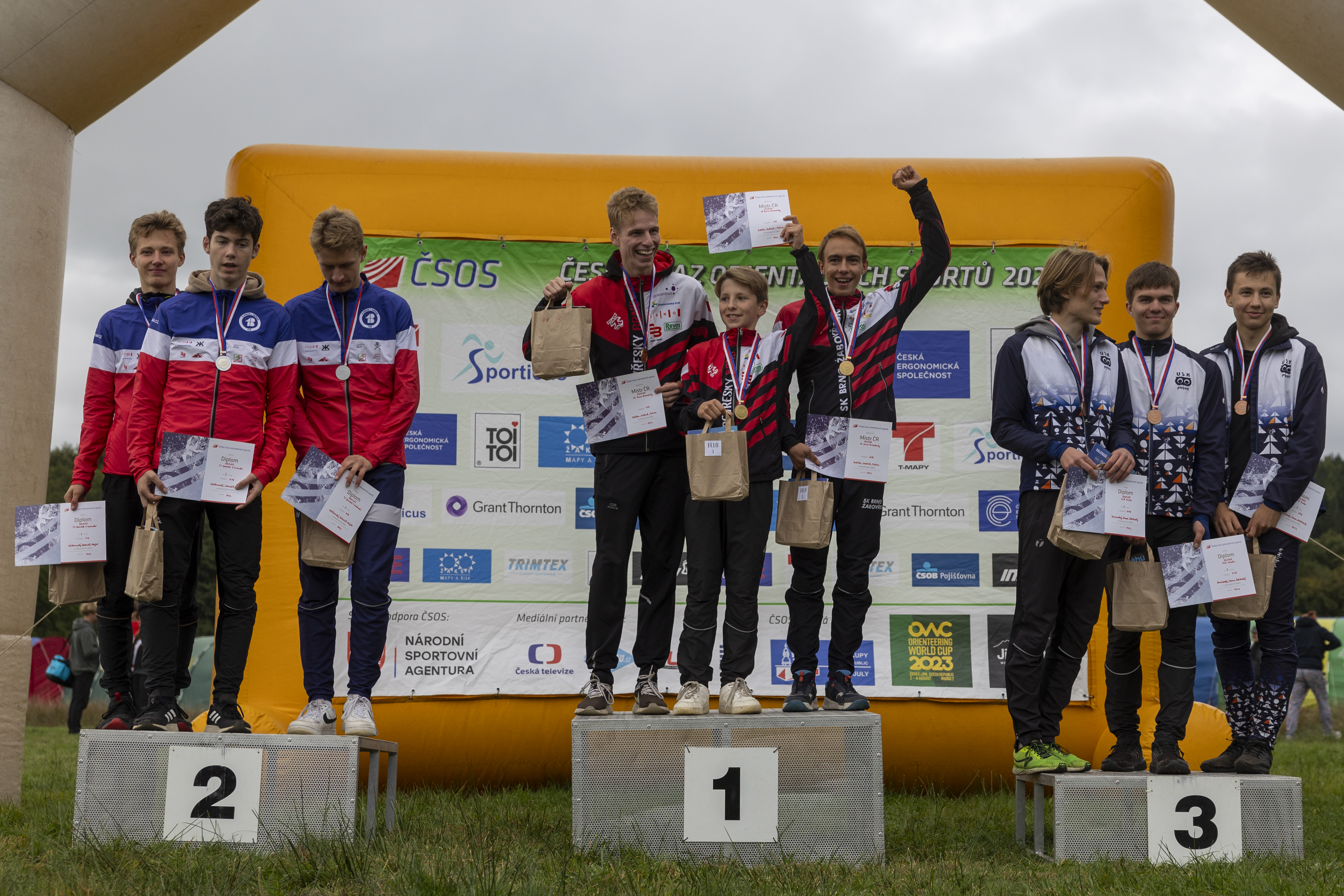
Dorostenci

| Datum závodu   | 14. 10. 2023  |  | Místo konání    | Krouna • aréna |  | Pořadatel       | OK Lokomotiva Pardubice |
| Ředitel závodu | Kamil Pipek   |  | Hlavní rozhodčí | Lukáš Hovorka  |  | Stavitelé tratí | Šimon Mareček           |
| Název mapy     | Krounka západ |  | Web závodu      | www            |  | Výsledky závodu | ORIS                    |

| Zkrácené výsledky             | Zkrácené výsledky                                                   | Zkrácené výsledky | Zkrácené výsledky | Zkrácené výsledky | Zkrácené výsledky                                                                  | Zkrácené výsledky | Zkrácené výsledky | Zkrácené výsledky | Zkrácené výsledky |
| Pořadí                        | H21 - muži                                                          | H21 - muži        | H21 - muži        | Pořadí            | D21 - ženy                                                                         | D21 - ženy        | D21 - ženy        |                   |                   |
| ----------------------------- | ------------------------------------------------------------------- | ----------------- | ----------------- | ----------------- | ---------------------------------------------------------------------------------- | ----------------- | ----------------- | ----------------- | ----------------- |
| Zlatá medaile                 | SK Žabovřesky Brno Jáchym Coufal Marek Minář Miloš Nykodým          | 2:14:25           |                   | Zlatá medaile     | OK Kamenice Monika Doležalová Lucie Semíková Tereza Čechová                        | 1:53:55           |                   |                   |                   |
| Stříbrná medaile              | OK 99 Hradec Králové Jan Petržela Daniel Vandas Jakub Chaloupský    | 2:17:14           | +2:49             | Stříbrná medaile  | OK 99 Hradec Králové Adéla Vandasová Barbora Chaloupská Denisa Kosová              | 1:56:12           | +2:17             |                   |                   |
| Bronzová medaile              | OOB TJ Slovan Luhačovice Adam Chloupek Vojtěch Sýkora Jonáš Hubáček | 2:18:15           | +3:50             | Bronzová medaile  | SK Severka Šumperk Lenka Petrželová Anna Fürstová Tereza Janošíková                | 1:56:14           | +2:19             |                   |                   |
| 4                             | OK Lokomotiva Pardubice Matěj Kamenický Tomáš Kubelka Martin Roudný | 2:19:17           | +4:52             | 4                 | OK Lokomotiva Pardubice Tereza Nožková Jana Stehlíková Jana Peterová               | 1:58:01           | +4:06             |                   |                   |
| 5                             | KOS TJ Tesla Brno Daniel Pompura Osvald Kozák Petr Horvát           | 2:23:21           | +8:56             | 5                 | SK Žabovřesky Brno Natalia Hiklová Tereza Odehnalová Barbora Zháňalová             | 1:59:22           | +5:27             |                   |                   |
| Pořadí                        | H18 - dorostenci                                                    | H18 - dorostenci  | H18 - dorostenci  | Pořadí            | D18 - dorostenky                                                                   | D18 - dorostenky  | D18 - dorostenky  |                   |                   |
| Zlatá medaile                 | SK Žabovřesky Brno Martin Bulička Tomáš Urbánek Tomáš Kučera        | 1:56:36           |                   | Zlatá medaile     | OOB TJ Turnov Lea Martanová Kristýna Matyášová Michaela Novotná                    | 1:42:54           |                   |                   |                   |
| Stříbrná medaile              | TJ Spartak 1. Brněnská Adam Zřídkaveselý Vilém Bednařík Jan Strýček | 1:56:44           | +0:08             | Stříbrná medaile  | KOS TJ Tesla Brno Kateřina Doušková Hana Doušková Ema Fuchsová                     | 1:44:31           | +1:37             |                   |                   |
| Bronzová medaile              | USK Praha Filip Nemšovský Michal Nouza Daniel Bolehovský            | 2:03:44           | +7:08             | Bronzová medaile  | OK Lokomotiva Pardubice Tereza Ester Kamenická Kateřina Švíglerová Michaela Srbová | 1:46:46           | +3:52             |                   |                   |
| << předchozí • následující >> |                                                                     |                   |                   |                   |                                                                                    |                   |                   |                   |                   |

Souhrnné informace naleznete v článku Mistrovství České republiky v orientačním běhu štafet.

## Mistrovství ČR klubů a oblastních výběrů žactva

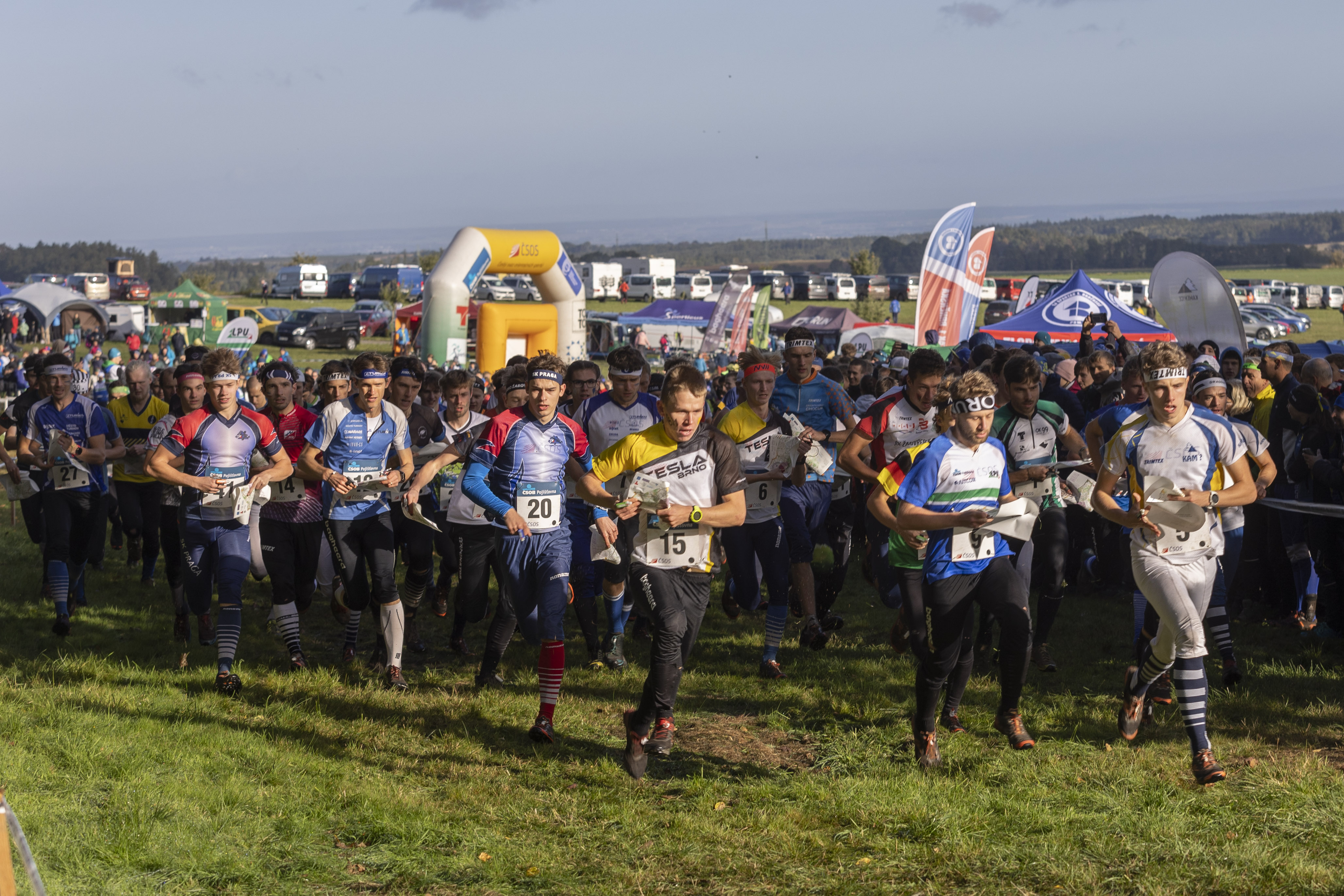
Start dospělých
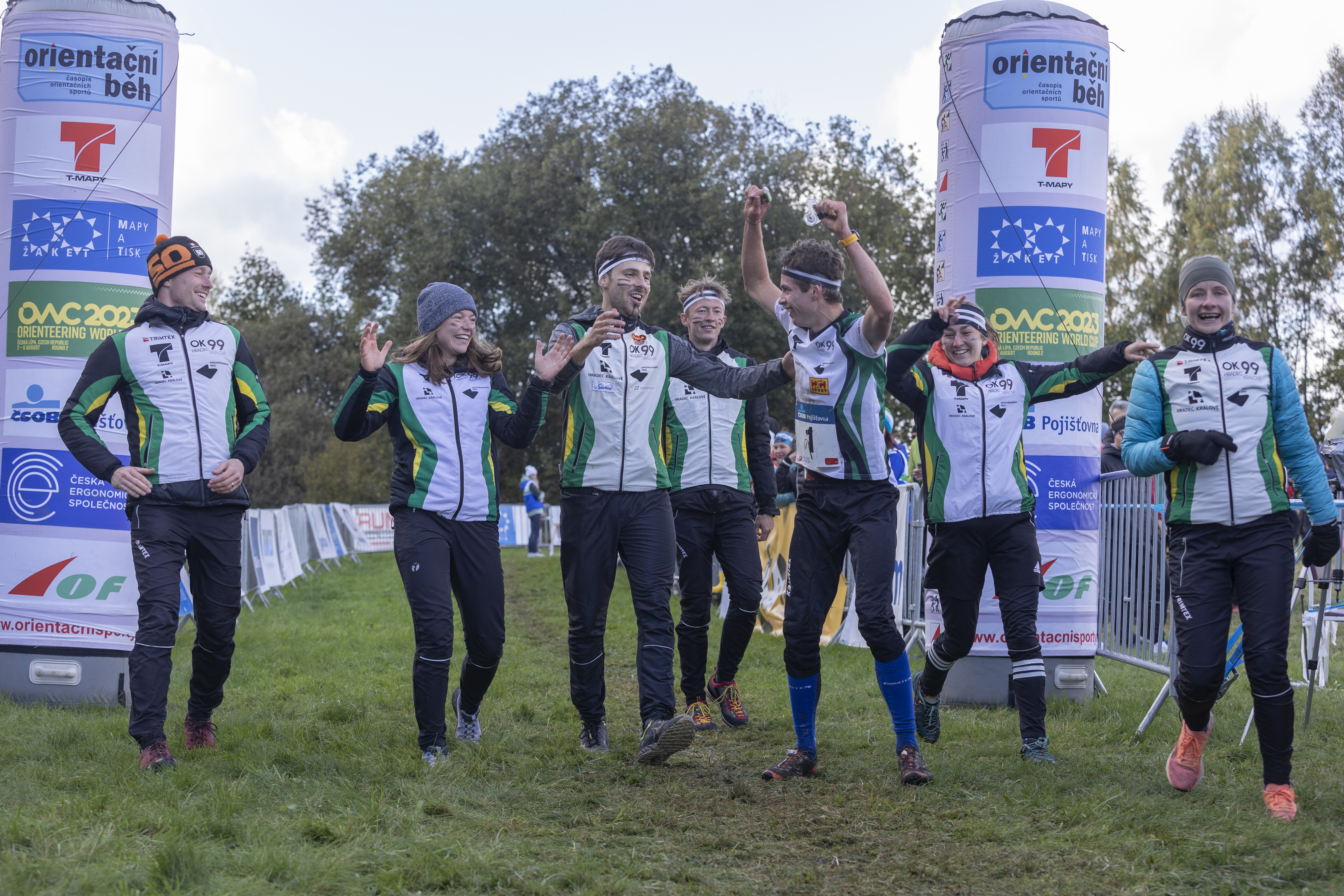
Vítězná štafeta
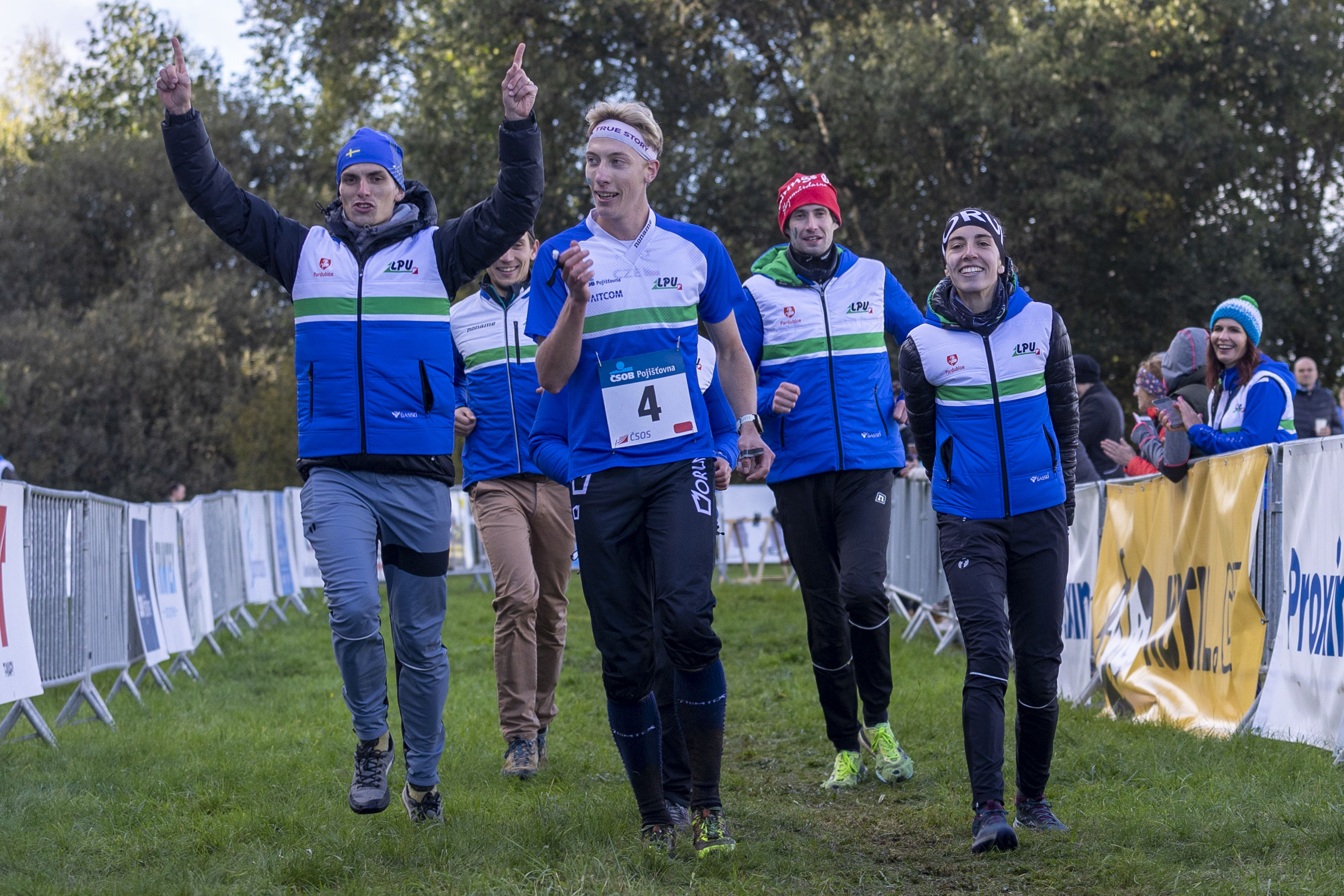
Stříbrná štafeta
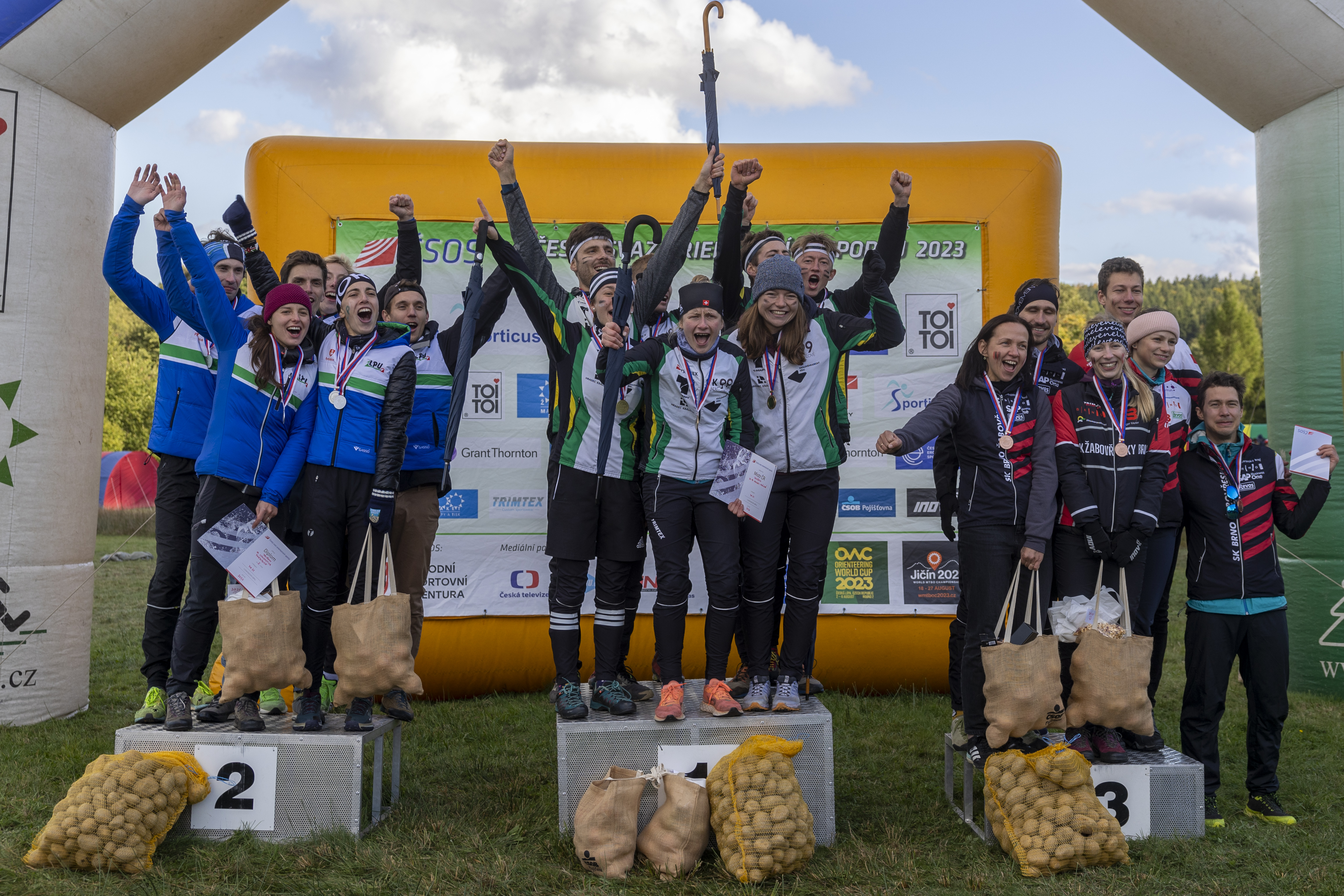
Stupně vítězů dospělí
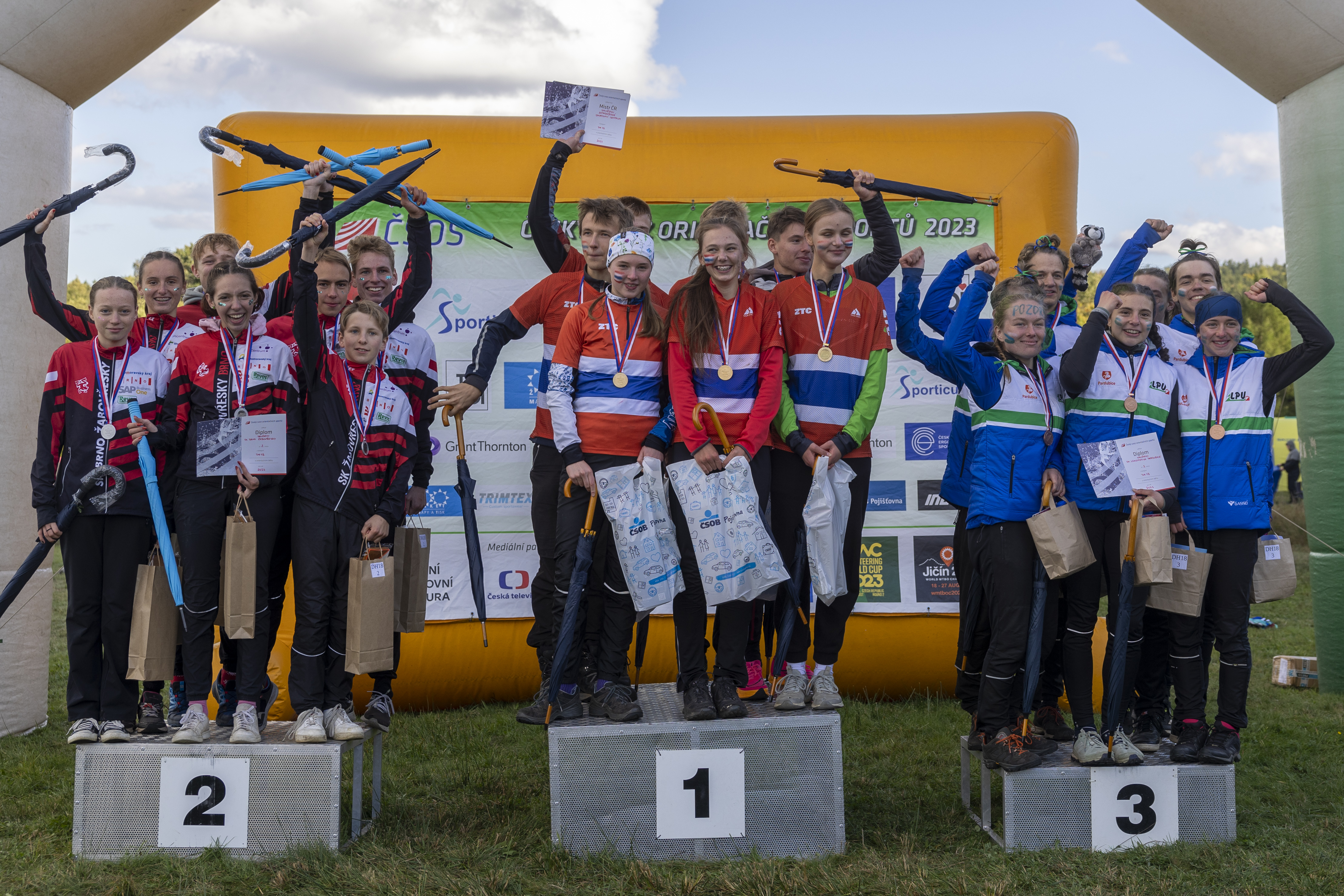
Stupně vítězů dorost
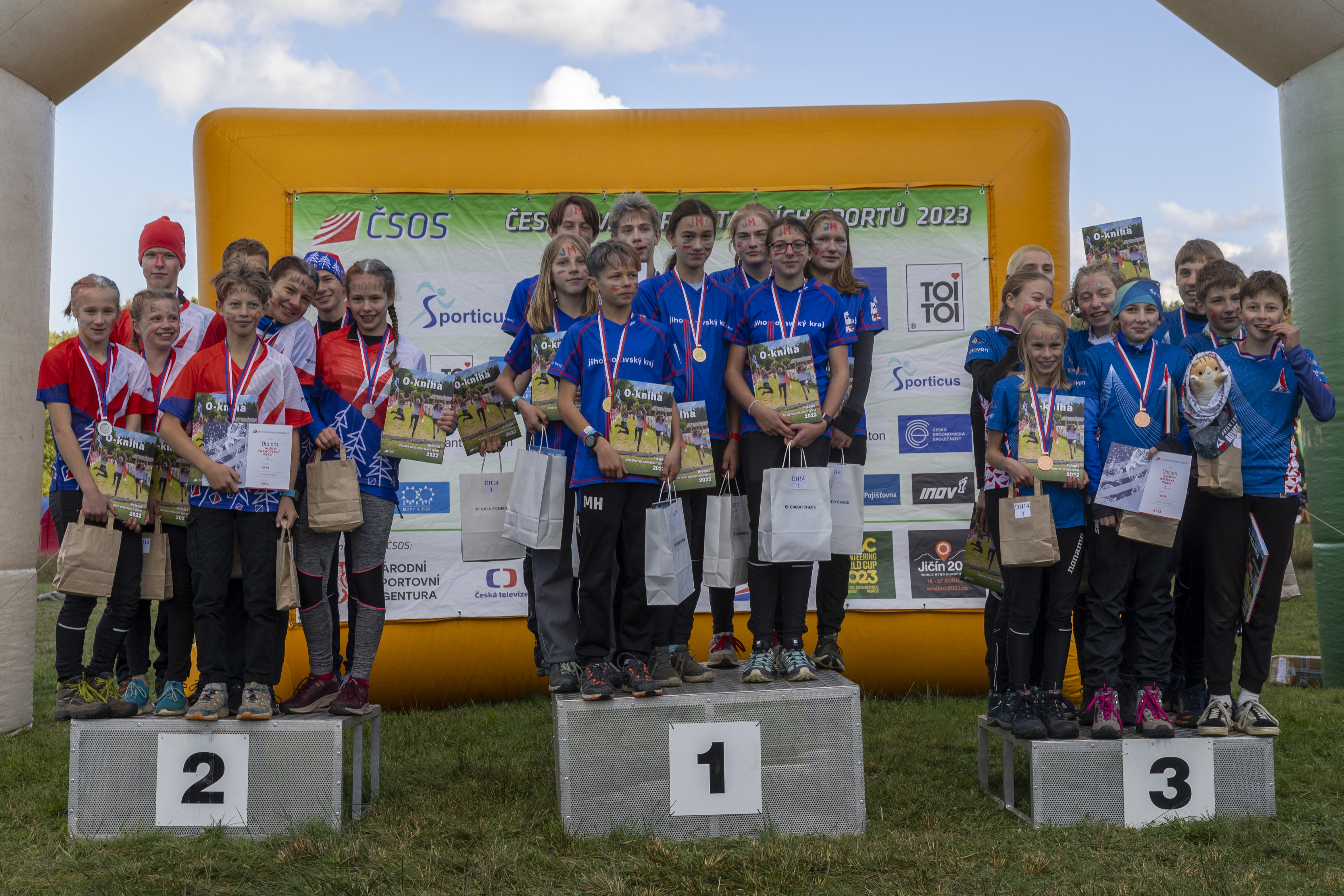
Stupně vítězů oblastní výběry

| Datum závodu   | 15. 10. 2023   |  | Místo konání    | Krouna • aréna   |  | Pořadatel       | OK Lokomotiva Pardubice    |
| Ředitel závodu | Kamil Pipek    |  | Hlavní rozhodčí | Zuzana Klimplová |  | Stavitelé tratí | Ondřej Pipek, Ondřej Macek |
| Název mapy     | Krounka východ |  | Web závodu      | www              |  | Výsledky závodu | 6818                       |

| Zkrácené výsledky             | Zkrácené výsledky | Zkrácené výsledky | Zkrácené výsledky | Zkrácené výsledky | Zkrácené výsledky | Zkrácené výsledky | Zkrácené výsledky | Zkrácené výsledky | Zkrácené výsledky |
| Pořadí                        | DH21 - dospělí | DH21 - dospělí    | DH21 - dospělí    | Pořadí            | DH18 - dorost | DH18 - dorost     | DH18 - dorost     |                   |                   |
| ----------------------------- | --- | ----------------- | ----------------- | ----------------- | --- | ----------------- | ----------------- | ----------------- | ----------------- |
| Zlatá medaile                 | OK 99 Hradec Králové Jan Petržela Adéla Vandasová Daniel Vandas Denisa Kosová Pavel Kubát Barbora Chaloupská Jakub Chaloupský | 4:39:42           |                   | Zlatá medaile     | Západočeské sportovní centrum OB Antonín Svoboda Šárka Beránková Šimon Stehlík Kateřina Kožíšková Jakub Stehlík Daniela Mayerová David Němec | 4:26:54           |                   |                   |                   |
| Stříbrná medaile              | OK Lokomotiva Pardubice Matěj Kamenický Tereza Nožková Tomáš Kubelka Jana Peterová Radek Nožka Jana Stehlíková Martin Roudný  | 4:43:15           | +3:33             | Stříbrná medaile  | SK Žabovřesky Brno Martin Bulička Rea Coufalová Tomáš Kučera Kristýna Finstrlová Tomáš Prášil Eliška Tomanová Tomáš Urbánek                  | 4:30:16           | +3:22             |                   |                   |
| Bronzová medaile              | SK Žabovřesky Brno Adam Jonáš Natalia Hiklová Miloš Nykodým Tereza Odehnalová Jáchym Coufal Barbora Zháňalová Marek Minář     | 4:49:28           | +9:46             | Bronzová medaile  | OK Lokomotiva Pardubice Tomáš Pekárek Tereza Ester Kamenická Filip Hanuš Michaela Srbová Filip Jelínek Kateřina Švíglerová Vladimír Srb      | 4:30:22           | +3:28             |                   |                   |
| 4                             | SK Severka Šumperk Martin Poklop Lenka Petrželová Vojtěch Král Tereza Janošíková Jindřich Beneš Anna Fürstová Marek Schuster  | 4:57:01           | +17:19            | 4                 | KOS TJ Tesla Brno Jiří Račanský Kateřina Doušková Jakub Račanský Hana Doušková Ondřej Štěpánek Ema Fuchsová Jan Štěpánek                     | 4:32:06           | +5:12             |                   |                   |
| 5                             | OK Kamenice Vít Čech Monika Doležalová Jakub Glonek Lucie Semíková Vojtěch Kettner Tereza Čechová Martin Gajda                | 4:58:06           | +18:24            | 5                 | OOB TJ Turnov Tomáš Drahoňovský Judita Mellanová Prokop Tomášek Michaela Novotná Tomáš Syrový Lea Martanová Hugo Hoetzel                     | 4:32:17           | +5:23             |                   |                   |
| << předchozí • následující >> | |                   |                   |                   | |                   |                   |                   |                   |

Souhrnné informace naleznete v článku Mistrovství České republiky v orientačním běhu klubů a oblastních výběrů.